# Liste deutscher Namen für slowenische Orte
Die Nummerierung hinter den Orten geht zurück auf die Gliederung der österreichischen Bezirke, den sogenannten Bezirkshauptmannschaften von 1900.: Sie entsprechen den Gerichtsbezirken, die 1849 beschlossen wurden.
Kärnten
- K, 1 – K, 7
  - K, 7 Villach

Krain
- Kr, 1 – Kr, 11
  - Kr, 1  Adelsberg – Postojna
  - Kr, 2  Gottschee – Kočevje
  - Kr, 3  Gurkfeld – Krško
  - Kr, 4  Krainburg – Kranj
  - Kr, 5  Laibach – Ljubljana
  - Kr, 6  Littai – Litija
  - Kr, 7  Loitsch – Dolenji Logatec
  - Kr, 8  Radmannsdorf – Radovljica
  - Kr, 9  Rudolfswerth – Novo mesto

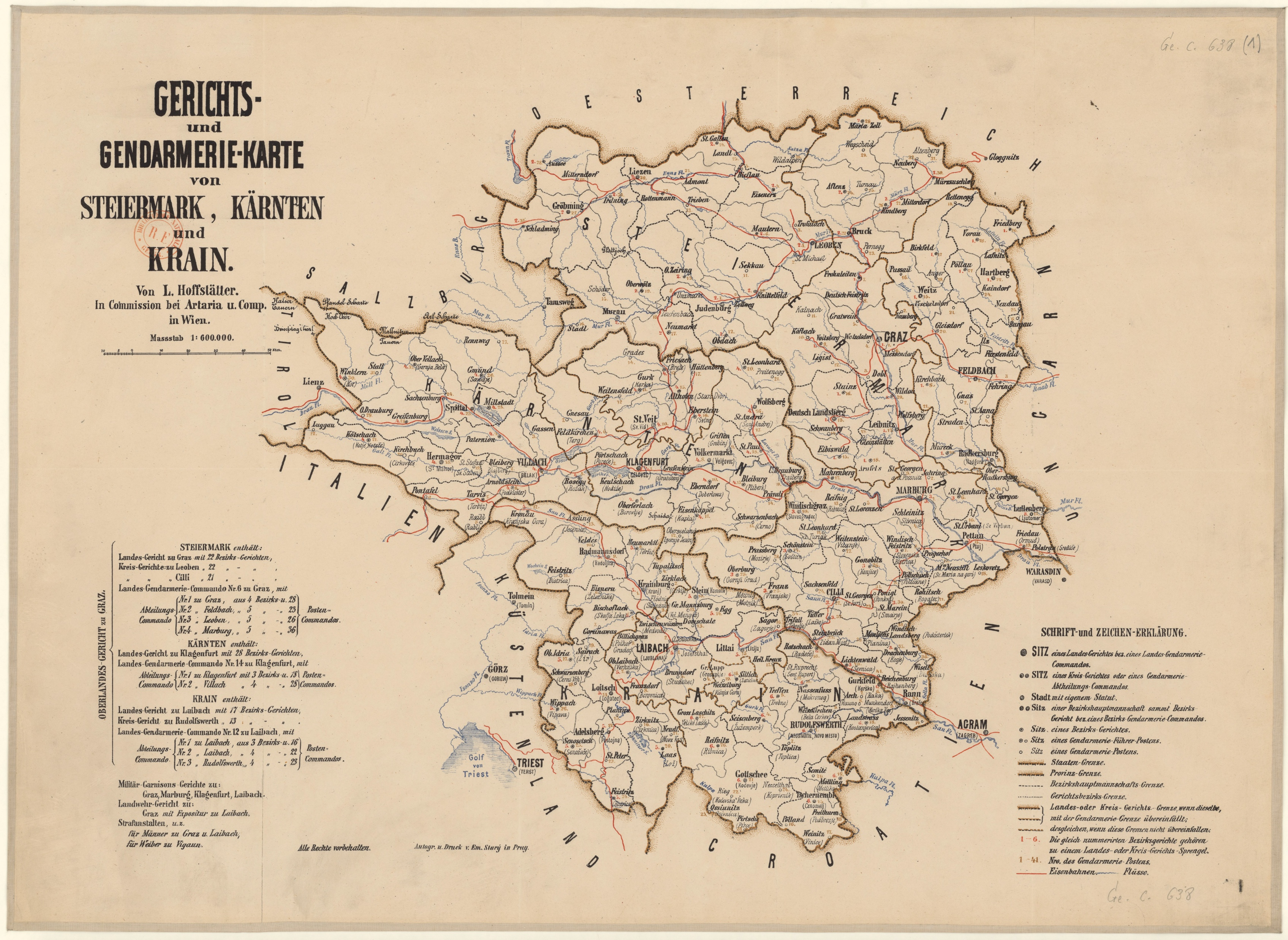
Gerichts- und Gendarmeriekarte von Kärnten, der Steiermark und Krain, Stand 1885 im Maßstab von 1:600.000

  - Kr, 10 Stein in der Krain – Kamnik
  - Kr, 11 Tschernembl – Črnomelj

Küstenland
- L, 1 – L, 11
  - L, 1  Capo d’Istria – Koper
  - L, 2  Görz – Nova Gorica
  - L, 8  Sesana – Sežana
  - L, 9  Tolmein – Tolmin
  - L, 10 Volosca – teilweise

Steiermark
- St, 1 – St, 20
  - St, 2 Cilli – Celje
  - St, 12 Luttenberg – Ljutomer
  - St, 13 Marburg an der Drau – Maribor
  - St, 15 Pettau – Ptuj
  - St, 16 Oberradkersburg – Gornja Radgona
  - St, 17 Rann – Brežice
  - St, 20 Windischgraz – Slovenj Gradec

Das Übermurgebiet (slowenisch: Prekmurje) gehörte bis 1918 zum Königreich Ungarn zu den Komitaten Vas und Zala; es wurde mit Ü bezeichnet.
Der Buchstabe Č wurde hinter C, Š hinter S und Ž hinter Z einsortiert.
Gemeinden sind fett gedruckt.
Für viele Orte wurde der Name auf Grund des Gesetzes von 1948 über die Namen und Bezeichnungen von Plätzen, Straßen und Gebäuden verändert; um christliche und deutsche Elemente zu entfernen. Soweit bekannt, befinden sich diese Orte unter beiden Namen in der Liste.
Befindet sich hinter dem Namen ein Zusatz in Klammern, z. B. Sankt Andrä (bei Bischoflack), so handelt es sich nicht um einen offiziellen Namenszusatz.

## A
- Adamovo: Adamsberg, selten: Adamou; Kr, 2
- Adergas: Adergaß; Kr, 4
- Adlešiči: Adleschitz; Kr, 11
- Adrijanci: Klein Schall; Ü
- Ajba: Aiwa, L, 2
- Ajbeli: Aibel, auch Eibel oder Eibl; Kr, 2
- Ajbik: Eibig; Kr, 2
- Ajdovščina: Haidenschaft; L, 2
- Ajmanov grad: Schloss Ehrenau; Kr, 4
- Ajševica: Aisowitz im Rosenthal; L, 2
- Ambrož pod Krvacem: Sankt Ambrosi, auch Ambrosiberg; Kr, 4
- Ambrus: Sankt Ambros; Kr, 9
- Andol: Ahnthal; Kr, 2
- Andraž nad Polzelo: Sankt Andreas bei Wöllan, St, 2
- Andrej nad Zmicem: Sankt Andrä (bei Bischoflack); Kr, 4
- Andrejci: Andreitz; Ü
- Andrejčje: Andreasbach; Kr, 5
- Andrenci: Andreasdorf; auch: Andrenzen; St, 13
- Anhovo: Anichau, L, 2
- Ankaran: Hänkern; L, 1
- Anovec: Annowetz; Kr, 3
- Anže: Anschel; Kr, 3
- Apače: Abstall St, 16
- Apače (Kidričevo): Amtmannsdorf, auch: Amtmannsfeld; St, 15
- Apnenik pri Boštanju: Kalchberg bei Sauenstein (später: Savenstein); St, 17
- Apnenik pri Velikem Trnu: Kalchberg in der Unterkrain; Kr, 3
- Apno: Kalk; Kr, 4
- Arclin: Arzlin bei Hochenegg; St, 2
- Ardro pod Velikim Trnom: Harder bei Großdorn; Kr, 3
- Ardro pri Raki: Harder bei Arch; Kr, 3
- Arja vas: Arndorf, St, 2
- Armeško: Armesberg in der Steiermark; Kr, 3
- Arnovo Selo: Arnovasela, auch Arno Vasela, Arnowasella; St, 17
- Artiče: Artitsch bei Rann; St, 17
- Artiža vas: Hartwigsdorf; Kr, 9
- Artmanja vas: Hartmannsdorf; Kr, 9
- Arto: Haarth in der Steiermark; St, 17
- Artuise: Artvische; veraltet: Hertwig; L, 1
- Ašelice: Aschletz, auch Aschelitz; Kr, 11
- Avber: Auber, auch Avber; L, 8
- Avče: Alsbach, L, 2
- Avguštine: Sankt Augustin, auch: Augustinenberg; Kr, 3
- Avsa: Alsbach bei Karfreit; L, 9
- Aženski Vrh: Hasenberg in der Steiermark; St, 16
- Ažental (Dolenja Nemška vas): Aschenthal; Kr, 9

## B
- Babinci: Wagendorf bei Luttenberg; St, 12
- Babino Polje: Babenfeld; Kr, 2
- Babna Brda: Babenbühel; St, 2
- Babna Gora (Dobrova-Polhov Gradec): Frauenberg (bei Billichgrätz); Kr, 5
- Babna Gora (Trebnje): Frauenberg bei Seisenberg; Kr, 9
- Babna Reka: Babenbach; St, 2
- Babni Vrt: Frauenberg, auch: Babendorf; Kr, 4
- Babno: Wabna; St, 2
- Babno Polje: Babenfeld; Kr, 2
- Bač: Futsch bei Illyrisch Feistritz; Kr, 1
- Bača pri Modreju: Windisch Fetschen; L, 9
- Bača pri Podbrdu: Fetschendorf; L, 9
- Bačne: Watschna; Kr, 4
- Bajer: Weiher (bei Haselbach); Kr, 3
- Bajnof: Weinhof; St, 17
- Bakovci: veraltet: Barkotz; Ü
- Bakrc: Pakerz, auch: Wacherz; Kr, 9
- Bane: Banne; Kr, 2
- Banja Loka: Bainloka, Dialekt: Banoka; Kr, 2
- Banjšice: Wannschitz; L, 2
- Banovci: Banofzen (auch: Wanofzen); St, 12
- Barbova graščina: Hof (Schloss) Barbo; Kr, 9
- Bardana: Warban in der Ecken; L, 2
- Barislovci: Variseldorf; St, 17
- Borovec pri Karlovici: Barouz; Kr, 2
- Bašelj: Baschel; Kr, 4
- Bate: Sankt Lorenzkirchen; L, 2
- Batuje: Weinstein; L, 2
- Bavšica: Bausitz; L, 9
- Beč: Etsch; Kr, 7
- Bečaje: Betschay; Kr, 7
- Bedenj: Weidendorf; Kr, 11
- Begunje pri Cerknici: Vigaun, auch: Vegaun bei Zirknitz; auch: Katzenstein (?); Kr, 7
- Begunje pri Lescah: Vigaun, auch: Vigaun bei Lees; Kr, 8
- Begunje na Gorenjskem:Vigaun, auch: Vigaun bei Lees; Kr, 8
- Bela (Ajdovščina): Fellach bei Haidenschaft; L, 2
- Bela (Kamnik): Weißendorf; Kr, 10
- Bela Cerkev: Weißkirchen bei Rudolfswert, auch: in der Krain; Kr, 9
- Bela Peč: Weißenfels, auch: Weißenstein; Kr, 10
- Bela Voda: Weißwasser; Kr, 1
- Belavšek: Welauschek; St, 17
- Belca: Fellinz; Kr, 8
- Belčji Vrh: Weltschberg; Kr, 11
- Bele Vode: Weißwasser; St, 20
- Beli Grič: Heiligenkreuz; später auch: Weißgritsch; Kr, 9
- Beli Kamen: Weißenstein; Kr, 2
- Beli Potok pri Frankolovem: Weißenbach bei Sternstein; St, 2
- Belica (Dobrova-Polhov Gradec): Weißenbach, ab 19. Jh. auch Belza; Kr, 5
- Belica (Osilnica): Weißenbach, auch Weißbach in der Unterkrain; Kr, 1
- Belnek: Wildeneck, selten: Wildenegg; Kr, 10
- Belnik: Wildeneck, selten: Wildenegg; Kr, 10
- Belo (Brda): Fellach; L, 2
- Belo (Medvode): Wolfsthurn, auch Nawelim?; Kr, 5
- Belovo: Wellau; St, 2
- Belski Vrh: Welschaberg; St, 15
- Belsko: Bleisgau; Kr, 1
- Belšak: Weißenstein bei Prävali, K, 7
- Belšinja vas: Welzendorf, auch: Welischendorf; Kr, 9
- Beltinci: Fellsdorf, auch Altfellsdorf; Ü
- Benečija: Venedig; Kr, 9
- Benedikt ; Sankt Benedikt in den Windischen Büheln, St, 13
- Benete: Venet; Kr, 5
- Bereča vas: Beretschendorf; Kr, 11
- Beričevo: Förtschach; Kr, 10
- Berinjek: Berinegg; St, 2
- Berkovci (Križevci): Lampersdorf; St, 12
- Berkovci (Moravske Toplice): Berkhaus; Ü
- Besnica: Weßnitz; Kr, 5
- Betnava pri Maribor: Windenau bei Marburg; St, 13
- Bevke: Wepnersdorf; Kr, 5
- Bezena: Hollern, St,13
- Bezgarji: Wisgarn; Kr, 1
- Bezgovica: Wesskowitz (auch Wesgowitz) in der Unterkrain; Kr, 1
- Beznovci: Pernstein; Ü
- Bezovica: Besowitz; auch: Wesowitza; St, 2
- Bezovje nad Zrečami: Besovje, auch Wesouje ob Rötschach; St, 2
- Bezovje pri Ponikvi: Bobau; St, 2
- Bezovje pri Šentjuru: Hollerthal; St, 2
- Bezuljak: Besoullak; Kr, 7
- Bič: Fitsch bei Großgaber; Kr, 9
- Bičje: Kreuzeneck; Kr, 5
- Bile: Willach; Kr, 10
- Biljana: Willian; L, 2
- Bilje: Videlsdorf, auch: Billiach; L, 2
- Binkelj: Winkel (bei Bischoflack); Kr, 4
- Birčna vas: Würschendorf, auch Wirtschendorf in der Unterkrain; Kr, 9
- Birna vas: Birndorf; St, 17
- Biserjane: Wesserian; St, 12
- Bistra (Črna na Koroškem): Feistritz in Kärnten; K 7
- Bistra (Črnomelj): Bistritz; Kr, 11
- Bistra (Vrhnika): Freudenthal in der Oberkrain; Kr, 5
- Bistrica (Litija): Feistritz bei Littai; St, 2
- Bistrica (Naklo): Feistritz (in der Oberkrain); Kr, 4
- Bistrica (Šentrupert): Feistritz (bei Sankt Rupert); Kr, 9
- Bistrica ob Dravi: Feistritz in der Steiermark, St, 13
- Bistrica ob Sotli: Sankt Peter bei Königsberg; auch: Königsberg am Sattelbach; St, 17
- Bistrica pri Limbušu: Feistritz bei Lembach, St,13
- Bistrica pri Mariboru: Feistritz bei Marburg, früher: Feistritz bei Lembach; St, 13
- Bistrica pri Rušah: Feistritz bei Maria Rast, St, 13
- Bistrica pri Tržiču: Feistritz bei Neumarktl; Kr, 4
- Bistričica: Wisterschitz; Kr, 10
- Biš: Wisch, auch: Wischdorf; St, 15
- Bišečki Vrh: Wischberg; St, 15
- Bitiče: Vititsch, auch Wittisch; St, 2
- Bitnja vas: Wittingdorf, auch: Wittendorf; Kr, 9
- Bitnje: Wittnach; Kr, 8
- Bizeljski grad: Wisellburg; St, 17
- Bizeljska vas: Wiselldorf; St, 17
- Bizeljsko: Wissel zu Suschitz, auch Wisell, Wisslberg; St, 17
- Bizovik: Wisowik; Kr, 5
- Blagovica: Glogowitz; Kr, 10
- Blaguš: Plaguschen, auch Wlaguschen; St, 12
- Blanca: Blanitz bei Lichtenwald oder Schellenberg in der Steiermark; St, 17
- Blate: Blath; auch: Flatach; Kr, 2
- Blatna Brezovica: Moosthal; Kr, 5
- Blatni Vrh: Plattenberg; St, 2
- Blatnik pri Črmošnjicah: Rußbach, Kr 11
- Blato (Škofljica): Blatto, auch Blato; veraltet: Moss, Khottendorf; Kr, 5
- Blato (Trebnje): Flattach; Kr, 9
- Blaževica: Blaschowitz; Kr, 9
- Blečji Vrh: Feldsberg; Kr, 5
- Bled: Veldes; Kr, 8
- Blejska Dobrava: Kriechenburg; Kr, 8
- Blekova vas: Fleckdorf; Kr, 7
- Bločice: Obloschitz; auch: Wlatschitz; Kr, 7
- Bloke: Pfarrdorf; Kr, 5
- Bloška Polica: Sankt Merten; Kr, 7
- Boben: Rindersbach; St, 2
- Bobovek: Bobouk; Kr, 4
- Bočkovo: Botschkau; Kr, 5
- Bočna: Sankt Peter am Drieth; St, 2
- Bodešče: Wodeschitz; Kr, 8
- Bodislavci: Wodislafzen; St, 12
- Bodkovci: Vodkowetz; St, 15
- Bodonci: Bodendorf, auch: Bodensdorf; Ü
- Bodrež (Kanal ob Soči): Wödrieß, L, 2
- Bodrež (Šmarje pri Jelšah): Wodresch, auch Hochweiler; St, 2
- Bodrišna vas: Wodrischendorf, auch: Wassermühl; St, 2
- Boga vas: Gottsdorf; Kr, 9
- Bogenšperk: Wagensberg, Kr, 6
- Boginja vas: Boginsdorf; Kr, 11
- Bogneča vas: Wagensdorf, auch: Pogendorf; Kr, 9
- Bogo: Bogu; L, 8
- Bogojina: Bagona (veraltet); Ü
- Boharina: Bachersdorf; St, 2
- Bohinj: Wochein; Kr, 8
- Bohinjska Bela: Wocheiner Vellach; Kr, 8
- Bohinjska Bistrica: Wocheiner Feistritz; Kr, 8
- Bohinjska Češnjica: Kerschdorf (in der Wochein); Kr, 8
- Bohlehnečici: Walehnetzen, auch: Walehnetschen, Bolenetzitz; St, 12
- Bohova: Bochau, später auch: Wochau; St, 13
- Bojanci: Bojanze; Kr, 11
- Bojanja vas: Bojansdorf; auch: Wojansdorf; Kr, 11
- Bojanji Vrh: Schellenberg in der Krain; Kr, 9
- Bojsno (Brežice): Riegelsdorf; St, 17
- Bojtina: Woitina, veraltet: Vogtwin; St, 20
- Bokalce: Strobelhof; Kr, 5
- Bokrači: Volkarach, auch Wolkrach; Ü
- Boldraž: Woldersdorf; Kr, 11
- Bolečka vas: Woletendorf; St, 17
- Boltija: Waldhof; St, 2
- Boračeva: Wortischau; St, 12
- Boreci: Woretzen; St, 12
- Boreča: Sankt Anna (bei Petersberg); Ü
- Borejci: Borhida; Ü
- Boričevo: Woritschau, auch: Woritschendorf; Kr, 9
- Borjana: Burgan; L, 9
- Borovci: Worowetz, auch: Worowetzendorf (bei Sankt Marxen); St, 15
- Borovec pri Kočevski Reki: Morobitz, auch: Morowitz; Gottscheeerisch: Mröbitz; Kr, 2
- Borovec pri Predgradu: Bresowitz bei Ehrenberg; Kr, 2
- Borovnica: Franzdorf; Kr, 5
- Boršt (Brežice): Forst bei Rann; St, 17
- Boršt (Metlika): Sankt Margarethen im Forst; auch: Sankt Magarathe, Sankt Margret, Forst; Kr, 11
- Boršt pri Dvoru: Forst in der Unterkrain; Kr, 9
- Bosljiva Loka: Wosail, auch: Wossayl; Kr, 1
- Boštanj: Sauenstein; später auch: Sawenstein, auch: Obersavenstein;
- Bošteje: Wachstetten; Kr, 2
- Botročnica: Pöttretsch; St, 2
- Bovec: Flitsch; L, 9
- Bovše: Polsche; St, 2
- Božakovo: Sankt Magdalenen; Kr, 11
- Božič Vrh: Boschitschberg, auch: Poschitzberg; Kr, 11
- Bračna vas: Bratschendorf; St, 17
- Branik (Nova Gorica): Reifenberg; L, 2
- Branik nad Muto: Sankt Bartholomä, auch St. Bartholomäus; St,13
- Branek: Mallegg; St, 12
- Brankovo: Mönchsthal, später auch Brankou; Kr, 2
- Branoslavci: Malleggendorf; St, 12
- Braslovče: Fraßlau; St, 2
- Bratnice: Bratnitz, auch: Bratenze; Kr, 9
- Bratonci: Neuhof; Ü
- Bratislavci: Wratislawetz; St, 15
- Brce: Poßhardt; Kr, 1
- Brda: In den Ecken; L, 2
- Brda (Radovljica): Ecken bei Siedendorf; Kr, 8
- Brda (Slovenj Gradec): Werde; St, 20
- Brdarci: Oedengratz (Ödengratz); später auch Berdarze; Kr, 11
- Brdce (Hrastnik): Berze bei Eichenthal, St, 2
- Brdce (Vojnik): Werze; St, 2
- Brdce nad Dobrno: Würz; später auch: Berze bei Neuhaus; St, 2
- Brdice pri Kožbani: Berditz; L, 2
- Brdice pri Neblem: Frersach; L, 2
- Brdo (Domžale): Brid; Kr, 5
- Brdo (Nazarje): Berde; Kr, 10
- Brdo (Nova Gorica): Warde; L, 2
- Brdo (Šentjur): Eck (bei Sankt Georgen); St, 2
- Brdo (Tržič): Egg bei Neumarktl; Kr, 4
- Brdo pri Kranju: Egg bei Krainburg; Kr, 4
- Brdo pri Lukovici: Egg bei Wolfsbüchel; Kr, 10
- Brecljevo: Sankt Thomas (bei Erlachstein); St, 2
- Breg (Majšperk): Ranndorf (bei Monsberg); St, 17
- Breg (Sevnica): Rain; St, 17
- Breg (Žirovnica): Rann in der Oberkrain; Kr, 4
- Breg ob Bistrici: Rann; Kr, 4
- Breg ob Kokri: Ranndorf an der Kanker; Kr, 4
- Breg ob Savi: Ranndorf an der Sau; Kr, 4
- Breg pri Borovnica: Rann bei Franzdorf; Kr, 5
- Breg pri Dobru: Rann bei Eich; Kr, 9
- Breg pri Golem Brdu: Rain (Küstenland); L, 2
- Breg pri Kočevski Reki: Morobitz (Gottscheeerisch: Mröbitz); Kr, 2
- Breg pri Kočevju: Rain, auch: Kartschenfeld; Kr, 2
- Breg pri Komendi: Bregg; Kr, 4
- Breg pri Litiji: Rann bei Littai; Kr, 6
- Breg pri Ribnici: Willingrain; Kr, 2
- Breg pri Temenici: Sankt Margarethen in der Unterkrain; Kr, 9
- Breg pri Zagradcu: Rann (selten: Preg) in der Krain; Kr, 9
- Brege: Wrege in der Unterkrain; Kr, 3
- Breginj: Bergenach; L, 9
- Brekovice: Brekowitz, Kr, 4
- Brengova: Wrangaberg, veraltet: Wrancen, Brengau ; St, 13
- Bresnica (Ormož): Wreßnitzen; St, 15
- Brest: Wröst; Kr, 5
- Brestanica: Reichenburg; Kr, 3
- Brestje: Wrestl; L, 2
- Brestovec: Wrestovetz; St, 2
- Brestovica pri Komnu: Prestowitz bei Komein, L, 2
- Brestrnica: Tresternitz; St, 13
- Breška vas: Breschendorf; Kr, 3
- Breza: Fresach, auch: Birk; Kr, 9
- Brezje (Cerknica): Wressiach; Kr, 7
- Brezje (Kočevje): Friesach; Kr, 2
- Brezje (Mozirje): Wresie bei Prassberg; St, 10
- Brezje (Novo Mesto): Bresiach; Kr, 9
- Brezje (Postojna): Bukuje; Kr, 1
- Brezje (Radovljica): Pirkendorf in der Oberkrain; Kr, 8
- Brezje (Sveti Jurij na Ščavnici): Pirchdorf; St, 12
- Brezje (Šmartno pri Litiji): Heiligenkreuz, Kr, 6
- Brezje na Gorenjskem: Pirkendorf in der Oberkrain; Kr, 8
- Brezje nad Kamnikom: Birkendorf (bei Stein); Kr, 10
- Brezje nad Pijavo Gorico: Birkendorf; Kr, 5
- Brezje ob Slom: Birkendorf bei Sankt Georgen; St, 2
- Brezje pod Nanosom: Bressiach, auch: Bresie; Kr, 1
- Brezje pri Bojsnem: Bresie bei Boisno; St, 17
- Brezje pri Dobjem: Roteneck; Kr, 2
- Brezje pri Dobrovi: Pirk; Kr, 5
- Brezje pri Dobu: Bresje in der Oberkrain; Kr, 5
- Brezje pri Dovškem: Wresie bei Kranichberg; Kr, 3
- Brezje pri Grosupjle: Aschenberg in der Oberkrain; Kr, 5
- Brezje pri Kumpolju: Freudenau in der Unterkrain; St, 2
- Brezje pri Lekmaru: Sankt Primus, auch: Birkenhof; St, 2
- Brezje pri Podplatu: Pirck; später auch: Bresie; St, 2
- Brezje pri Raki: Bresje bei Archsburg (auch: bei Arch); Kr, 3
- Brezje pri Rožnem Dolu: Birkendorf (selten: Bresie) bei Rosenthal, Kr 11
- Brezje pri Senušah: Bresje bei Mühls; Kr, 3
- Brezje pri Šentjerneju: Oberbressje; Kr, 3
- Brezje pri Trebelnem: Birkendorf bei Treffeln, auch: Birk, Bresiach; Kr, 9
- Brezje pri Tržiču: Sankt Agnes, auch: Bressiach; Kr, 4
- Brezje pri Veliki Dolini: Bresie bei Großthal; St, 17
- Brezje pri Vinjem Vrhu: Birkendorf bei Rosenthal, Kr 11
- Brezje v Podbočju: Wreßje ob (bei) Heiligenkreuz; Kr, 3
- Breznica (Prevalje): Wriesenza, K, 7
- Breznica (Žirovnica): Bresnitz; Kr, 4
- Breznica pri Žireh: Bresenz, Kr, 4
- Breznik: Turn; Kr, 11
- Brezno (Laško): Bresno bei Wellau; St, 2
- Brezno (Podvelka): Fresen; St, 20
- Brezova: Wresau; St, 2
- Brezova Reber (Semič): Birkenleiten in der Weißen Mark, auch: in der Windischen Mark; Kr, 11
- Brezova Reber pri Dvoru: Birkenleiten; Kr, 9
- Brezovci: veraltet Brezench, Bresotz; Ü
- Brezovec (Radlje ob Dravi): Heilig Drei Könige (bei Mahrenberg); St, 20
- Brezovec pri Polju: Radelholz; St, 2
- Brezovec pri Rogatcu: Radelholz; St, 2
- Brezovi Dol: Birkenthal; Kr, 9
- Brezovica: Bernstein, auch Bresowitz bei Laibach; Kr, 5
- Brezovica (Radovljica): Bresowitz in der Oberkrain; Kr, 8
- Brezovica (Šmarješke Toplice): Bresowitz bei Rudolfswert; Kr, 9
- Brezovica na Bizljskem: Birkdorf; St, 17
- Brezovica pro Medvodah: Bresowitz in der Oberkrain, auch: bei Zwischenwässern; Kr, 5
- Brezovica pri Borovnici: Latschenberg; Kr, 5
- Brezovica pri Črmošnjicah: Andreis, später auch: Wrezen, auch Wretzen, Breze, Kr 11
- Brezovica pri Dobu: Bresowitz bei Aich; Kr, 5
- Brezovica pri Metliki: Bresowitz bei Möttling; Kr, 11
- Brezovica pri Predgradu: Pirg; später auch: Bresowitz bei Ehrenberg; Kr, 2
- Brezovica pri Stopiča: Bresowitz bei Stopitsch; Kr, 9
- Brezovica pri Zlatem Polju: Bresowitz bei Goldenfeld; Kr, 10
- Brezovica v Podbočju: Schenkenbüchel; Kr, 3
- Brezovk: Bressewich; L, 2
- Brezovo (Litija): Bresau; St, 2
- Brezovo (Sevnica): Friesach bei Lichtenwald; St, 17
- Brezovska Gora: Birkenberg in der Unterkrain; Kr, 3
- Brezula: Wachsenberg; St, 13
- Breže: Friesach; Kr, 2
- Brežec pri Divači: Brese; L, 1
- Brežice: Rann; St, 17
- Brglez: Bergless; St, 2
- Briga: Tiefenbach; Kr, 2
- Brinje: Seittenhoff, später Seitenhof; Kr, 5
- Brinovščica: Brinoschitz; Kr, 2
- Briše (Kamnik): Brisch; auch: Brische; Kr, 10
- Briše (Zagorje ob Savi) Wrische; Kr, 6
- Briše pri Polhovem Gradcu: Wartenberg bei Billichgrätz; Kr, 5
- Britof (Kranj): Freithof; Kr, 4
- Britof (Podbrezje): Freithof bei Tabor; Kr, 4
- Britof pri Taboru: Freithof bei Tabor; Kr, 4
- Brinje: Seitenhof bei Laibach; Kr, 10
- Brje (Ajdovščina): Bairach; L, 2
- Brje pri Komnu: Bariach bei Sankt Merten, L, 2
- Brje pri Koprivi: Berie; L, 8
- Brlog (Krško): Verlogg bei Heiligenkreuz; Kr, 3
- Brlog (Velike Lašče): Werlog; Kr, 2
- Brnica (Hrastnik): Wernitz in der Steiermark, St, 2
- Brnica (Žalec): Heilig Kreuz (bei Sachsenfeld), auch: Heiligkreuz; St, 2
- Brod (Bohinj): Fürten; Kr, 8
- Brod (Logatec): Fürten bei Loitsch; Kr, 7
- Brod v Podbočju: Überfuhr in der Steiermark; Kr, 3
- Brode: Furten; später auch: Wrodech; Kr, 4
- Brodnice: Brödnitz; St, 2
- Brsnik: Brinik, selten Brisnig; Kr, 2
- Brstnik: Werstnigg; St, 2
- Brstovec: Werstouz, Werstoutz; Kr, 11
- Brstovnica: Bristownitz, auch: Brestounitz; St, 2
- Bršlenovica: Preßlenowitz; Kr, 10
- Bruhanja vas: Weigendorf, auch: Brucheindorf; Kr, 5
- Bruna vas: Brunndorf; Kr, 9
- Brunk: Braunegg, später auch Brunigg, selten: Brunik; Kr, 3
- Brunška Gora: Bruniggberg, auch Brunikberg; Kr, 3
- Brunšvik: Neu Braunschweig, auch: Neubraunschweig; St, 15
- Brusnice: Wrußnitz; Kr, 9
- Brvace: Werze in der Krain; Kr, 5
- Brvi: Wervi; St, 17
- Buč: Votzdorf; Kr, 10
- Buče: Fautsch; St, 17
- Bučečovci: Wudischofzen; St, 12
- Bučerca: Wutscherzach; Kr, 3
- Bučka: Butschka, auch: Wutschka; Kr, 9
- Bučkovci: Wutschkofzen; St, 12
- Budanje: Flachenfels; L, 2
- Budganja vas: Wudigamsdorf; Kr, 9
- Budihni: Bidichen; L, 2
- Budinci: Büdintz; Ü
- Budna vas: Wudendorf; St, 17
- Buje: Vuyach, später Wuiach, dann Bugach; Kr, 1
- Bukov Vrh (Gorenja vas-Poljane): Sabatberg; Kr, 4
- Bukov Vrh nad Visokim: Buchberg (bei Bischoflack); Kr, 4
- Bukova Gora: Buchberg in der Unterkrain; Kr, 2
- Bukovci: Puchdorf; St, 15
- Bukovec (Slovenska Bistrica): Buchberg; St, 20
- Bukovec (Velike Lašče): Bukowitz; Kr, 2
- Bukovec pri Poljanah: Bukowitz; Kr, 2
- Bukovica (Ivančna Gorica): Bukowitz (bei Pölland); Kr, 9
- Bukovica (Renče-Vogrsko): Buchowitz, auch: Buchovitza; L, 2
- Bukovica (Ribnica): Buchenwald bei Reifnitz; später auch: Bukowitz; Kr, 2
- Bukovica (Škofja Loka): Wukousa; Kr, 4
- Bukovica (Vodice): Bukowitz bei Gertrudswald; Kr, 5
- Bukovje (Brežice): Buchdorf in der Wissel; St, 17
- Bukovje (Postojna): Buch, auch: Kleinhall; Kr, 1
- Bukovje pri Slivnici: Buch bei Schleinitz; St, 2
- Bukovlje: Bukole; auch: Wukole; St, 2
- Bukovo (Cerkno): Buchheim bei Kirchheim; L, 9
- Bukovska vas: Buchdorf, Buchendorf; K, 7
- Bukovski Vrh: Buchenberg; L, 9
- Bukovščica: Sankt Clementis; Kr, 4
- Bukovžlak: Buchenschlag, auch: Buchberg; St, 2
- Bunčani: Walthershof; später auch Wandschen, auch: Wantschen St, 12
- Bušeča vas: Puschendorf; St, 17
- Bušinec: Wuschinz; Kr, 9
- Bušinja vas: Buschendorf; später auch: Wuschinsdorf; Kr, 11
- Butajnova: Bethanien; Kr, 5
- Butoraj: Wutarei; Kr, 11

## C
- Cajnarje: Kazianerdorf; Kr, 7
- Cankova: Kaltenbrunn; Ü
- Cegelnica: Ziegelhütten; Kr, 4
- Ceglo: Ziegelhaus; L, 2
- Celestrina: Zellestrin; St, 13
- Celine: Zeline; Kr, 3
- Celje: Cilli; St, 2
- Cenkova: Zinkendorf (veraltet Isenkomberg); auch: Zenkau, Zank; St, 13
- Centa: Zenta in der Krain; Kr, 2
- Cerina: Zerina; St, 17
- Cerkljanska Dobrava: Dobrawa bei Zirklach; Kr, 4
- Cerkljanski Vrh: Werch bei Kirchheim; L, 9
- Cerklje na Gorenjskem: Zirklach in der Oberkrain; Kr, 4
- Cerklje ob Kriki: Birkenfeld, auch: Zirkle; St, 17
- Cerknica: Zirknitz; Kr, 7
- Cerkno: Kirchheim; L, 9
- Cerkno (Litija): Zirckna, auch Zircknahof; St, 2
- Cerkovska vas: Kirchdorf bei Loitsch; Kr, 7
- Cerkvenjak: Kirchberg in den Windischen Büheln; St, 13
- Cerov Log: unklar: Hochstraß, Hochstrass oder Freihof; Kr, 3
- Cerovce (Semič): Zerouz; Kr, 11
- Cerovec (Dolenjske Toplice): Görbing; Kr, 9
- Cerovec (Sevnica): Trauberg; St, 17
- Cerovec (Šentjur): Zerowetz; St, 2
- Cerovec pod Bočem: Zerovetz; St, 2
- Cerovec pri Črešnjevcu: Kerschdorf bei Tschernomel; auch: Zerrendorf; Kr 11
- Cerovec pri Trebelnem: Kerschdorf bei Frauenberg; Kr, 9
- Cerovec Stanka Vraza: Zerowetz; auch: Zerovetz; St, 15
- Cerovo: Trontelstein; Kr, 5
- Ceršak: Zierberg; St, 13
- Cesta (Ajdovščina): Straßdorf, Strassdorf; L, 2
- Cesta (Dobrepolje): Zesta; Kr, 5
- Cesta (Kočevje): Winkel; Kr, 2
- Cesta (Trebnje): Straßen, auch: Strassen; Kr, 9
- Cesta pri Starem Logu: Zesta bei Gurkfeld, Gottscheeerisch: Straßle; Kr, 3
- Cesta (Krško): Zesta bei Gurkfeld; Kr, 3
- Ceste: Zeste; St, 2
- Cezanjevci: Zesendorf; St, 12
- Ciglence: Ziglenzen bei Marburg; St, 13
- Ciglonca: Ziegelstätte bei Rann; St, 17
- Cigonca: Ziegelstadt; St, 20
- Cikava (Grosuplje): Zickau; Kr, 5
- Cikava (Mokronog-Trebelno): Zickau; Kr, 9
- Cink: Zinken; Kr, 9
- Cirje: Zirje; Kr, 2
- Cirknica: Zirknitz (in der Steiermark); St, 13
- Cirkovce: Zirkowetz; St, 15
- Cirkulane: Zirkulane; St, 15
- Cirkuše v Tuhinju: Münchendorf; später auch: Zirkusche; Kr, 10
- Cirnik: Großzirnik, auch: Großzirnig; St, 17
- Cogetinci: Zogendorf (Zoggendorf); St, 13
- Coklovca: Zoklavitz; Kr, 11
- Coljava: Zollburg, L, 2
- Colnarji: Zollnern; Kr, 2
- Cmereška Gorca: Gorzach; St, 2
- Crngrob: Ehrengruben; Kr, 4
- Cuber: Züber, auch: Cüber; St, 12
- Cundrovec: Zundersberg; St, 17
- Cunkovci: Zinkofzen; St, 15
- Curnovec (Brežice): Zornsberg; St, 17
- Curnovec (Laško): Zornsberg; später auch Zurnowetz; St, 2
- Cven: Zween, auch: Zwendorf; veraltet: Wienn; St, 12
- Cvetkovci: ursprünglich Maierhof, später Blumenthal in der Steiermark; St, 15
- Cvišlerji: Zwischlern; Kr, 2

## Č
- Čača vas: Tschatschendorf; St, 2
- Čadovlje (Kranj): Sankt Katharina; Kr, 4
- Čadovlje pri Tržiču: Othschadolach; Kr, 4
- Čadraže: Tschadresch; Kr, 3
- Čadrg: Tschadraberg; L, 9
- Čagona: Tschanga, Tschaag (veraltet: Schangau); St, 13
- Čagošče: Tschagosche; Kr, 9
- Čakova: Schagau; St, 12
- Čanje: Schein; St, 17
- Čateška Gora: Tschatteschberg; St, 2
- Čatež (Trebnje): Tschatesch in der Unterkrain; Kr, 9
- Čatež ob Savi: Munkendorf, auch: Tschatesch in der Steiermark; St, 17
- Čeče-del (Hrastnik): Sankt Katharina bei Eichenthal, St, 2
- Čeče-del (Trbovlje): Sankt Katharina bei Eichenthal, St, 2
- Čedem: Tschedno; St, 17
- Čehovini: Gschäß, L, 2
- Čekovnik: Klausen in Idrien; L, 2
- Čelevec (Šmarješke Toplice): Tscheleuz; Kr, 9
- Čelje: Zellach; auch: Zille; Kr, 1
- Čelovnik: Tschelounik; St, 17
- Čepinci: Obergurkdorf, auch Ober-Gurkdorf; Ü
- Čeplez: Tschepleß; L, 9
- Čeplje (Kočevje): Tscheplach; Kr, 2
- Čeplje (Litija): Tschepplach; St, 2
- Čeplje (Lukovica): Zepplach, später auch Tschepplach bei Wolfbüchel, Kr, 10
- Čepno: Zeppen; Kr, 1
- Čepovan: Zepowein; L, 2
- Čepulje: Zäppelsdorf; Kr, 4
- Češča vas: Tschetschendorf; Kr, 9
- Češence: Kerschdorf; Kr, 3
- Češenik: Scherenbüchel; Kr, 5
- Češnjevec (Cerklje na Gorenjskem): Kerstätten, auch Kerschstätten; Kr, 4
- Češnjevec (Trebnje): Kerschdorf (bei Treffen); Kr, 9
- Češnjica (Ljubljana): Tscheschenze; Kr, 5
- Češnjica pri Kropi: Kerschdorf in der Oberkrain; Kr, 8
- Češnjice (Lukovica): Kerschstetten bei Domseldorf; Kr, 10
- Češnjice (Sevnica): Kerschdorf bei Lichtenwald; St, 17
- Češnjice (Šentrupert): Kerschdorf (bei Grailach); Kr, 9
- Češnjice pri Moravčah: Lichteneck, auch Kerschdorf; Kr, 10
- Češnjice pri Zagradcu: Kerschdorf bei Rochersberg; Kr, 9
- Češnjice v Tuhinju: Kerschdorf, auch: Kerschstetten; Kr, 10
- Četež pri Strugah: Tschettesch; Kr, 5
- Četež pri Turjaku: Tschetsche; Kr, 2
- Čevica: Tschewitz, auch Tscheuze; Kr, 7
- Čezsoča: Außerdorf (Ausserdorf); L, 9
- Čiginj: Zigin; L, 9
- Čilpah: Zillenbach, auch: Zieselbach; Kr, 9
- Čimerno: Hömelberg; Kr, 3
- Činžat: Zinsath; St, 13
- Čipnje: Zippein, L, 2
- Čirčiče: Zirtschitsch; Kr, 4
- Čohovo: Kaiserberg, Kaisersberg; Kr, 7
- Črdenc: Schwarzenbach bei Eichthal; St, 2
- Črenšovci: veraltet Chremsouch; Ü
- Črešnjevci: Kerschdorf bei Radkersburg, auch: Kerschach; St, 16
- Črešnjevec (Slovenska Bistrica): Kerschbach; St, 20
- Črešnjevec (Vojnik): Kerschbach bei Cilli; St, 2
- Črešnjevec ob Bistrici: Kerschdorf bei Sankt Peter; St, 17
- Črešnjevec ob Dravi: Gersdorf; St, 13
- Črešnjevec pri Dragatušu: Kerschdorf bei Dragatusch; Kr, 11
- Črešnjevec pri Oštrcu: Kerschdorf bei Osterberg; Kr, 3
- Črešnjevec pri Semiču: Kerschdorf in der Weißen Mark; auch: in der Windischen Mark; Kr,11
- Črešnjice (Novo Mesto): Kerschdorf bei Neustädtel; auch: bei Rudolfswerth; Kr, 9
- Črešnjice (Vojnik): Kirchstädten; auch: Kirschstätten; St, 2
- Črešnjice nad Pijavškim: Kerschdorf bei Gurkfeld, auch: Kerschdorf ob Piauschko; Kr, 3
- Črešnjice pri Cerkljah: Kerschdorf bei Rann; St, 17
- Črešnovec pri Slovenjam Gradcu: Kerschbach bei Windisch-Feistritz; St, 20
- Čreta (Hoče-Slivnica): Schrötten; auch: Eschretten; St, 13
- Čreta (Vransko): Sankt Marien; St, 2
- Čreta pri Kokarjah: Tschret bei Kocker; Kr, 10
- Čretež (Mokronog-Trebelno): Reitenburg; Kr, 9
- Čretež pri Krškem: Tschretesch; Kr, 3
- Čretvež: Retschnigg; St, 2
- Črmlja: Tschermla; St, 15
- Črmljenšak: Tschermenschlak; St, 13
- Črmošnjice (Semič): Tschermoschnitz; veraltet: Moschen, Gottscheeerisch: Moscha, Moschnitz; auch: Schermanschnitz; Kr, 11
- Črmošnjice pri Stopičah: Tschermoschnitz bei Stopitsch; Kr, 9
- Črna Gora: Maria Neustift; St, 17
- Črna na Koroškem: Schwarzenbach in Kärnten; auch: Schwarzenbach bei Prävalie; K, 7
- Črna pri Kamniku: Tscherna (bei Sankt Primus); Kr, 10
- Črna pri Prevaljah: Schwarzenbach in Kärnten; auch: Schwarzenbach bei Prävalie; K, 7
- Črna vas: Volar; Kr, 5
- Črnci: Schirmdorf in der Steiermark; St, 16
- Črnec: Tschernetz; auch: Tscherntsche; Kr, 2
- Črneča vas: Scheerendorf, auch: Scherndorf; Kr, 3
- Črni Potok (Šmartno pri Litiji): Schwarzenbach (bei Sankt Martin), Kr, 6
- Črni Potok pri Dragi: Schwarzenbach (bei Suchen); Kr, 1
- Črni Potok pri Kočevju: Schwarzenbach bei Gottschee; Kr, 2
- Črni Potok pri Velikih Laščah: Schwarzenbach (bei Großlaschitz); Kr, 2
- Črni Vrh (Dobrova-Polhov Gradec): Schwarzenberg in der Oberkrain; Kr, 5
- Črni Vrh (Tabor): Schwarzenberg bei Cilli; St, 2
- Črni Vrh nad Idrijo: Schwarzenberg ob Idrien; L, 2
- Črni Vrh v Tuhinju: Schwarzenberg bei Stein; Kr, 10
- Črniče: Zernutsch; L, 2
- Črnivec: Schwarzenbach in der Oberkrain; Kr, 8
- Črnolica: Zernelitz; St, 2
- Črnomelj: Tschernembl; Kr, 11
- Črunuče: Tschernutsch; Kr, 5
- Čudno selo: Tschudnofeld; Kr, 11
- Čurile: Zurilla; Kr, 11
- Čušperk: Zobelsberg; Kr, 5
- Čužnja vas: Zieseldorf, Zisseldorf, später auch: Tschussendorf; Kr, 9

## D
- Daber: Taberg; L, 9
- Dalce: veraltet Sankt Andreas, später: Dolze; Kr, 3
- Daleč Hrb: Laubbüchel, Gottscheeerisch: Lapiechl; Kr, 9
- Daleč Vrh: Laubbüchel, Gottscheeerisch: Lapiechl; Kr, 9
- Dalnje Njive: Sabetich; Kr, 11
- Daljni Vrh: Dalniberg, auch: Dalniwerch; Kr, 9
- Damelj: Damel; Kr, 11
- Dane (Loska Dolina): Danne bei Adelsberg; Kr, 1
- Dane (Ribnica): Boden; auch: Danne, Denne bei Reifnitz; Kr, 2
- Dane pri Divači: Danne; L, 1
- Dankovci: Thankendorf; Ü
- Davča: Deutschau; Kr, 4
- Debeče: Döbetsche, auch: Debetsche; Kr, 9
- Debeni: Udebenich; Kr, 4
- Debro: Sankt Gertraud; auch: Obertüffer St, 2
- Dečja vas (Trebnje): Detschdorf (bei Treffen); Kr, 9
- Dečja vas pri Zagradcu: Detschdorf; Kr, 9
- Dečno selo: Detschnasela; St, 17
- Dedna Gora: Dedenberg in der Steiermark; St, 17
- Dedni Dol: Dietmannsthal; Kr, 9
- Dedni Vrh: Dedenberg; Kr, 3
- Dednik: Dednigg; Kr, 2
- Dednja vas: Dedmannsdorf; St, 17
- Dekmanca: Deckmannsdorf; St, 17
- Delač: Delatsch, auch Dellatsch; Kr, 2
- Deleči Hrb: Laubbüchel, Gottscheeerisch: Lapiechl; Kr, 9
- Deleči Vrh: Laubbüchel, Gottscheeerisch: Lapiechl; Kr, 9
- Delnice: Dewenze; Kr, 4
- Depala vas: Diepoltsdorf, später auch: Depelsdorf, Deppelsdorf; Kr, 5
- Dero: Suchen; Gottscheerisch: Därroch; Kr, 11
- Desenci: Destinzen; St, 15
- Desinec: Dessinz; Kr, 11
- Deskle: Deschel, L, 2
- Deskova vas: Bretterdorf; Kr, 11
- Destrnik: Winterdorf; später auch: Desternik; St, 15
- Dešeča vas: Deschetschendorf; Kr, 9
- Dešen: Deschne; Kr, 10
- Devica Marija v Polju (Bovec): Maria Feld bei Flitsch; L, 9
- Devica Marija v Polju (Ljubljana): Marienfeld in der Krain; L, 9
- Dežno pri Makolah: Deschen; St, 13
- Dežno pri Podlehnik: Deschna, auch: Deschene; St, 15
- Dilce: Sorgfeld, später auch Delze; Kr, 1
- Divača: Waatsche; L, 1
- Divči: Diwitz, L, 2
- Divji Potok: Wildbach, auch: Oberwildbach; Kr, 9
- Dob (Šentrupert): Wazenberg, auch: Watzenberg; Kr, 9
- Dob pri Domžalah: Aich bei Laibach; Kr, 10
- Dob pri Šentvidu: Aich in der Unterkrain; Kr, 9
- Dobe: Dobach; Kr, 3
- Dobec: Schwabendorf; Kr, 7
- Dobeno: Doben; Kr, 10
- Dobindol: Eichenthal, auch Eichental, veraltet: Eichendorf; Kr, 9
- Dobje: Sankt Peter; Kr, 2
- Dobje (Gorenja vas-Poljane): Dobie; Kr, 4
- Dobje (Grosuplje): Dobech; Kr, 5
- Dobje pri Planini: Sankt Peter; Kr, 2
- Doblar: Dobler, L, 2
- Doblatina: Toblatin; St, 2
- Dobletina: Doblatina; Kr, 10
- Dobliče: Aichen, später: Döblitsch; Kr, 11
- Doblička Gora: Aichberg, später: Döblitschberg; Kr, 11
- Dobova: Dobau; St, 17
- Dobovec (Trbovlje): Dobouz, St, 2
- Dobovo: Toppau; Kr, 9
- Dobovec pri Ponikvi: Dobovetz; St, 2
- Dobovec pri Rogatcu: Sankt Rochus am Matzel; St, 2
- Dobovica: Dobowitz; St, 2
- Dobrava (Ormož): Dobrowa, Dobrova bei Friedau; St, 15
- Dobrava (Radeče): Dobrawa bei Ratschach; Kr, 3
- Dobrava (Radlje ob Dravi): Fischern; St, 20
- Dobrava (Trebnje): Hardt; Kr, 9
- Dobrava ob Krki: Maierhof an der Gurk; Kr, 3
- Dobrava pod Rako: Dobrawa unter Archsburg (auch: unter Arch); Kr, 3
- Dobrava pod Rako: Dobrau unter Archsburg (auch: unter Arch); Kr, 3
- Dobrava pri Kostanjevici: Gutenhof; Kr, 3
- Dobrava pri Škocjanu: Gutenwörth (bei Nassenfuß); Kr, 9
- Dobrava pri Stični: Hart bei Sittich; Kr, 9
- Dobravica (Ig): Dobrauza Kr, 5
- Dobravica (Radovljica): Hartel; Kr, 8
- Dobravica (Šentjernej): Dobrawa bei Sankt Barthlemä; Kr, 3
- Dobravica pri Velikem Gabru: Dobrauischdorf; Kr, 9
- Dobravlje: Gutenfeld (bei Haidenschaft); L, 2
- Dobrepolje : Gutenfeld; Kr, 5
- Dobrina (Šentjur): Dobring, auch Dobrin; St, 2
- Dobrina (Žetale): Ortof, Orthof; St, 15
- Dobrje pri Lesičnem): Aich (bei Sankt Georgen); St, 2
- Dobrna: Neuhaus bei Cilli; auch: Bad Neuhaus; St, 2
- Dobrnič: Döbernigg, auch Döbernig, Döbernik; Kr, 9
- Dobro Polje (Illirska Bistrica): Gutenfeld, auch: Guttenfeld; Kr, 1
- Dobro Polje (Radovlijica): Gutenfeld in der Oberkrain; Kr, 8
- Dobrova (Celje): Dobniack; St, 2
- Dobrova (Krško): Gutendorf bei Gurkfeld; Kr, 3
- Dobrova-Polhov Gradec : Hard, Hurd; später: Dobrawa (Dobrova) bei Laibach, Kr, 5
- Dobrovce: Stoitzendorf; später auch Dobrofzen; St, 13
- Dobrovlje (Braslovče): Dobroll; St, 2
- Dobrovlje (Zreče): Dobrole (bei Rötschach); St, 2
- Dobrovlje pri Mozirju: Dobroll bei Prassberg; St, 10
- Dobrovnik: Dobronack; Ü
- Dobrovono: Schönfeld; L, 2
- Dobrovščak: Dobroschagg; St, 15
- Dobruša: Dobruschach; Kr, 5
- Dobruška vas: Gutendorf in der Unterkrain; Kr, 9
- Dogoše: Langdorf, mittelalterl.: Lengdorf, Lendorf; St,13
- Dokležovje: Neufellsdorf; Ü
- Dol (Gornji Grad): Thal bei Oberburg; St, 2
- Dol (Kočevje): Thal in der Unterkrain; Kr, 2
- Dol (Krško: Thal bei Gurk, später: Doll bei Gurk; Kr, 3
- Dol (Medvode): Thal, später: Doll in der Oberkrain; Kr 5
- Dol pod Gojko: Thal (bei Cilli); St, 2
- Dol pri Borovnici: Thal bei Franzdorf; Kr, 5
- Dol pri Hrastniku: Thal (auch: Dol) bei Eich(en)thal; St, 2
- Dol pri Ljubljani: Lustthal in der Krain, auch: Lusttal, Lustal; Kr, 10
- Dol pri Šmarjeti: Dulle (bei Rudolfswert); Kr, 9
- Dol pri Trebnjem: Thal bei Treffen; Kr, 9
- Dolanci: Dollenz, L, 2
- Dolane: Sankt Michael im Karst; Kr, 1
- Dole (Idrija): Johannsthal ob Idrien; L, 2
- Dole (Metlika): Gritz im Thal; später auch: Dule, Doll; Kr, 11
- Dole pod Sveto Trojico: Dole bei Heilig(e) Dreifaltigkeit; Kr, 10
- Dole pri Krašcah: Dole bei Kraschze; Kr, 10
- Dol pri Laškem: Thal (bei Tüffer); St, 2
- Dole pri Litiji: Mariathal bei Littai; auch: Mariatal bei Littai, Mariathal in der Unterkrain; Kr, 6
- Dole pri Polici: Dollach bei Politz; Kr, 5
- Dole pri Škofljici: Thull in der Krain; Kr, 5
- Dolenci: Dolintz; Ü
- Dolenja Brezovica (Brezovica): Unterbernstein, auch Unterbresowitz; Kr, 5
- Dolenja Brezovica (Šentjernej): Unterbresowitz, Unterbresowiz; Kr, 3
- Dolenja Dobrava: Unterdobrawa; Kr, 9
- Dolenja Gomila: Untergallhof; Kr, 3
- Dolenja Hrušica: Unter-Birnbaum, Unterbirnbaum; Kr, 10
- Doljena Lepa vas: Unterschöndorf; Kr, 3
- Dolenja Nemška vas: Unterdeutschdorf, auch Unterdeutschendorf; Kr, 9
- Dolenja Pirošica: Niederpiroschitz; St, 17
- Dolenja Podgora: Unterberg bei Tschernembl; Kr, 11
- Dolenja Senica: Unterseniza; Kr, 5
- Dolenja Stara vas: Unteraltendorf in der Unterkrain; Kr, 3
- Dolenja Trebuša: Niedertrebutsch, auch Nieder Trebutsch; L, 9
- Dolenja vas (Divača): Niederdorf; L, 1
- Dolenja vas (Cerknica): Niederdorf bei Zirknitz; Kr, 7
- Dolenja vas (Naklo): Unterbirkendorf (in der Oberkrain); Kr, 4
- Dolenja vas (Novo Mesto): Niederdorf bei Neustädtel; auch: bei Rudolfswerth; Kr, 9
- Dolenja vas (Ribnica): Niederndorf; auch: Niederdorf; Kr, 2
- Dolenja vas (Železniki): Baiersdorf; Kr, 4
- Dolenja vas pri Articah: Niederdorf bei Rann; St, 17
- Dolenja vas pri Čatežu: Niederdorf; Kr, 9
- Dolenja vas pri Črnomelj: Niederdorf bei Tschernembl; Kr, 11
- Dolenja vas pri Krškem: Niederdorf bei Gurkfeld; Kr, 3
- Dolenja vas pri Polhovem Gradcu: Niederdorf bei Billichgrätz; Kr, 5
- Dolenja vas pri Polici: Niederdorf bei Politz; Kr, 5
- Dolenja vas pri Raki: Niederdorf bei der Arch, später auch: Dolleindorf; Kr, 3
- Dolenja vas pri Ribnici: Niederdorf bei Reifnitz; Kr, 2
- Dolenja vas pri Temenici: Niederdorf bei Themnitz; Kr, 9
- Dolenja Žaga: Untersagmill, später Unterschaga; Kr, 2
- Dolenje (Ajdovščina): Dolling; L, 2
- Dolenje (Domžale): Doleine bei Radomle; Kr, 5
- Dolenje Brdo: Dolenwerd; Kr, 4
- Dolenje Dole: Unterdule, Unterdulle; Kr, 9
- Dolenje Golo: Untergallenberg in der Oberkrain, später auch: Untergolu; Kr, 5
- Dolenje Gradišče pri Šentjerneju: Untergradische; Kr, 3
- Dolenje Grčevje: Untergertzendorf; auch: Untergörtschberg; Kr, 9
- Dolenje Jesenice: Unterjessenitz; Kr, 9
- Dolenje Jezero: Unterseedorf bei Zirknitz; auch: Niederseedorf; Kr, 7
- Dolenje Kališče: Unterkalische, auch: Unterkallische; Kr, 2
- Dolenje Kamenje (Novo Mesto): Untersteinberg; auch: Untersteindorf in der Unterkrain; Kr, 9
- Dolenje Kamenje pri Dobrniču: Untersteinberg (bei Döbernigg); Kr, 9
- Dolenje Karteljevo: Unterhopfenbach; später auch: Unterkarteleu; Kr, 9
- Dolenje Kronovo: Unterkronau; Kr, 9
- Dolenje Laknice: Unterlaknitz; auch Unter Laknitz; Kr, 9
- Dolenje Lakovnice: Unterlakonitz; Kr, 9
- Dolenje Medvedje Selo: Unterbärenthal; Kr, 9
- Dolenje Mokro Polje: Unternassenfeld, auch: Unter Nassenfeld; Kr, 3
- Dolenje Otave: Unterittau; Kr, 7
- Dolenje Podpoljane: Unterpölland; Kr, 2
- Dolenje Poljane: Unterpölland bei Altenmarkt; Kr, 1
- Dolenje Polje: Unterfeld bei Töplitz; Kr, 9
- Dolenje Ponikve: Unterponigl, später auch: Unterponikwe; Kr, 9
- Dolenje pri Jelšanah: Dolling; auch: Doleine bei Jelschane; Kr, 1
- Dolenje Radovlje: Unterradelstein; Kr, 9
- Dolenje Radulje: Unterradelstein; Kr, 9
- Dolenje Selce: Kossieck, auch: Unterselze; Kr, 9
- Dolenje Skopice: Unterskopitz; St, 17
- Dolenje Vrhpolje: Unterfeld bei Sankt Barthlemä; Kr, 3
- Dolenje Zabukovje: Untersambukje, auch: Untersabukuje; Kr, 9
- Dolenji Boštanj: Untersauenstein; später auch: Untersawenstein, auch Untersavenstein; St, 17
- Dolenji Lazi: Niedergereuth, Niedergreuth; auch: Nieder-Willigrain, Nieder-Willigrein; Kr, 2
- Dolenji Logatec: Unterloitsch; vor 1867 nur Loitsch; auch Lohitsch; Kr, 7
- Dolenji Leskovec: Haselbach; Kr, 3
- Dolenji Maharovec: Untermacharouz; Kr, 3
- Dolenji Novaki: Untersanktthomas auch Unter Sankt Thomas; L, 9
- Dolenji Podboršt pri Trebnjem: Unterforst; später auch: Unterpodborst; Kr, 9
- Dolenji Podšumberk: Schönberg; auch Unterschönberg; Kr, 9
- Dolenji Potok: Unterpottok, auch Unterpotok; Kr, 2
- Dolenji Radenci: Unterradenze; Kr, 11
- Dolenji Suhadol: Untersuchendorf; später auch: Untersuchadoll; Kr, 9
- Dolenji Suhor pri Vinici: Untersuchor; Kr, 11
- Dolenji Vrh: Unterberg; Kr, 9
- Dolenjske Toplice: Töplitz in Unterkrain; Kr, 9
- Dolga Brda: Langensteg, K, 7
- Dolga Gora: Langenberg; St, 2
- Dolga Njiva (Dolenja Nemška vas): Langenfeld; Kr, 9
- Dolga Njiva pri Šentlovrencu: Langenfeld, auch: Langenacker bei Sankt Lorenz; Kr, 9
- Dolga Poljana: Langenfeld; L, 2
- Dolga Raka: Langenarch; Kr, 3
- Dolga vas (Kočevje): Grafenfeld, auch: Krapfenfeld, Langendorf in der Unterkrain; Gottscheeerisch: Kropfnwold; Kr, 2
- Dolga vas (Lendava): Niederdorf; Ü
- Dolge Njive: Langenacker; St, 13
- Dolgi Laz: Dulgelaas; L, 9
- Dolgo Brdo: Langeneck in der Unterkrain; Kr, 6
- Dolič: Dolitsch; St, 15
- Dolič (Kuzma): Dollitsch; veraltet: Obergrablen, Niedergrablen; Ü
- Dolina: Thal; Kr, 4
- Dolje: Dollin; L, 9
- Dolnja Bistrica: Unterbistritz; Ü
- Dolnja Bitnja: Unterwitting; Kr, 1
- Dolnja Briga: Niedertiefenbach (auch: Untertiefenbach) in der Unterkrain; Kr, 2
- Dolnja Košana: Unterkassanthal; auch: Unterkarschenthal, Unterkarschan; Kr, 1
- Dolnja Lendava Unterlimbach, auch: Lindau; Ü
- Dolnja Lokvica: Unterlokwitz; Kr, 11
- Dolnja Paka: Unterpaka; Kr, 11
- Dolnja Počehova: Unterpotschgau; St, 13
- Dolnja Prekopa: Unterprekope; Kr, 3
- Dolnja Stara vas: Unteraltendorf; Kr, 9
- Dolnja Težka Voda: veraltet: Schwerwasser; später: Unterschwerenbach; Kr, 9
- Dolnja Topla Reber: Unterwarmberg; Kr, 2
- Dolnje Brezovo: Unterfriesach; St, 17
- Dolnje Cerovo: Niederzerach; auch: Nieder Zerach L, 2
- Dolnje Dobravice: Untersternissenhof; später auch Dobrawitz; Kr, 11
- Dolnje Impolje: Unterimpelhof; St, 17
- Dolnje Ložine: Niederloschin; auch: Unterloschin; Kr, 2
- Dolnje Mraševo: Untermraschen; Kr, 9
- Dolnje Prapreče: Unterprapretsche; Kr, 9
- Dolnje Orle: Unterorle; St, 17
- Dolnje Retje: Unterretje; auch: Unterrethje; Kr, 2
- Dolnji Ajdovec: Unterhaydenschaft; Kr, 9
- Dolnji Kot: Unterwinkel in der Unterkrain; Kr, 9
- Dolnji Križ: Unterkreuz in der Unterkrain; Kr, 9
- Dolnji Lakoš: Unterlakos; Ü
- Dolnji Slaveči: Unterslabitsch; Ü
- Dolnji Suhor pri Metliki: Untersuchor bei Möttling; Kr, 11
- Dolnji Vrh: Unterwerch, Kr, 6
- Dolnji Zemon: Semonhof; auch: Semenhof, Untersemenhof; K, 1
- Dolsko: Thalberg in der Oberkrain; Kr, 10
- Dolšce: Dollschitz; Kr, 3
- Dolž: Daus, auch: Doltsch, Dolsch; Kr, 9
- Domajinci: Todtmannsdorf; Ü
- Domanjševci: veraltet Mincu; selten Domonkos; Ü
- Dombrava: Dombrau; L, 2
- Domžale: Domseldorf; seit dem 20. Jh.: Domschale; Kr, 5
- Donačka Gora: Donatiberg; St, 2
- Dorfarje: Dörfern; Kr, 4
- Dornava: Dornau; St, 15
- Dornberk: Dornberg; L, 2
- Dornice: Dorenze; Kr, 5
- Doslovče: Widoslau; Kr, 4
- Dovje: Lengenfeld in der Oberkrain; Kr, 8; auch Längenfeld, Langenfeld
- Dovško: Kranichberg in der Steiermark; St, 2
- Dovže: Dolsach; St, 13
- Draga (Črnomelj): Suchen; Gottscheerisch: Därroch; Kr, 11
- Draga (Loški Potok): Suchen; Kr, 1
- Draga (Nova Gorica): Drack; L, 2
- Draga (Škofja Loka): veraltet: Trag; Kr, 4
- Draga (Šmarješke Toplice): Draga bei Neustädtel; Kr, 9
- Draga (Kočevje): Suchen; Kr, 2
- Draga pri Rakeku: Suchen (bei Zirknitz); Kr, 7
- Dragatuš: Dragatusch; Kr, 11
- Drage (Metlika): Drage in der Unterkrain; Kr, 11
- Drage (Kidričevo): Lamberg; St, 15
- Dragočajna: Dragotschein; selten: Dragotschain; Kr, 5
- Dragomelj: Dragomel, Dragemel; Kr, 5
- Dragomilo: Dragemeil; St, 2
- Dragomlja vas: Dragomelsdorf; auch: Dragümelsdorf; Kr, 11
- Dragotinci: Dragotinzen; St, 12
- Dragovanja vas: Dragoweinsdorf; Kr, 11
- Dragovica: Dragowitz; L, 2
- Dragučova: Tragutsch; St, 13
- Drakovci: Drahorn; St, 12
- Drakšl: Draxl in der Steiermark; St, 15
- Drama (Šentjernej): Werth bei Sankt Barthlemä; Kr, 3
- Dramlja: Dreml; auch: Dramle; St, 17
- Dramlje: Sankt Egidi; auch: Trennenberg; St, 13 oder 2
- Drankovec: Trankenberg; St, 13
- Drašča vas: Dratschdorf; Kr, 9
- Drašiči: Draschitz; auch Draschitsch, Draschitschberg; Kr, 11
- Dravci: Drafzen; St, 17
- Dravče: Drautsch; St, 13
- Dravinjski Vrh: Drannberg; St, 17
- Dravnja; Triebein, St, 13
- Dravograd: Unterdrauburg; K, 7
- Dravski Dvor: Drauhof; St, 13
- Draževnik: Traschounig; Kr, 5
- Dražgoše: Draschgosche; Kr, 4
- Dražica: Draschitz; Kr, 5
- Drbetinci: Trebetnitz; St, 16
- Drča: Dörtscha; Kr, 3
- Drečji Vrh: Tretschberg; Kr, 9
- Dren: Dreng; Kr, 2
- Drenik: Dröning; auch Drönig; Kr, 5
- Drenje: Dreine; Kr, 9
- Drenov Grič: Kleinlaibach; Kr, 5
- Drenovec (Zavrč): Drenovetz bei Sauritsch; St, 15
- Drenovec pri Bukovju: Drenovetz; auch: Drenowitz; St, 17
- Drenovec pri Leskovcu: Drenouz bei Haselbach; Kr, 3
- Drenski grad: Burg Hartenstein; St, 17
- Drešinja vas: Draschendorf; auch: Dreschendorf; St, 2
- Drevenik: Baumgarten; St, 2
- Drežnica: Dreschenz; L, 9
- Drežnik (Črnomelj): Dreschnick; Kr, 11
- Drežnik (Kostel): Dröschnig; Kr, 2
- Drežniske Ravne: Raunach; L, 9
- Drganja sela: Dergainsella; Kr, 9
- Drnovk: Dornegg; L, 2
- Drnovo: Dornau in der Unterkrain; Kr, 3
- Drobočnik: Drobeschnik; L, 9
- Drobtinci: Proskersdorf; St, 16
- Drožanje: Drosheim; St, 17
- Drskovče: Dörzgotzach; Kr, 1
- Drstelja: Tristeldorf; St, 15
- Drtija: Drittai; Kr, 10
- Drulovka: Drollweg; später auch: Drulouk; Kr, 4
- Drušče: Schraufüß; St, 17
- Družinska vas: Gesindeldorf; Kr, 9
- Družmirje: Schmersdorf; St, 20
- Drvanja: Tribein; St, 16
- Dule: Tullach bei Reifnitz; später auch: Dolle; Kr, 2
- Dunaj: Dunei; Kr, 3
- Dupeljne: Dupelnigg, auch Dupellnik; Kr, 10
- Duplek: Täubling; St, 13
- Duplica: Duplitz; Kr, 10
- Duplje: Dupplach; L, 2
- Dutovlje: Dietemdorf; L, 8
- Dvor (Sevnica): Johannisthal; St, 17
- Dvor (Šmarje pri Jelšah): Erlachhof; St, 2
- Dvor (Šmartno pri Litiji): Johannisthal in der Krain; Kr, 6
- Dvor (Žužemberk): Hof in der Krain; auch: Hof bei Seisenberg, Brunnhof, Brunhof; Kr, 9
- Dvor Boben: Auritzhof; St, 2
- Dvor Boštanj: Hof Sawenstein; St, 17
- Dvor Cven: Zweenhof; St, 12
- Dvor Grič: Gritsch bei Oberwerch, Kr, 6
- Dvor Griček pri Črnomelju: Getreidkasten; Kr, 11
- Dvor Kompolje (Sevnica): Gimpelhof; St, 17
- Dvor Lešje (Homec): Schloss Haslach; St, 2
- Dvor Mačerole: Matscherolhof; Kr, 9
- Dvor Mokro Polje: Burg Nassenfeld
- Dvor Na Loki: Hoflack, auch Hof Lack; Kr, 5
- Dvor Ostraž: Schloss Hochstrass; Kr, 3
- Dvor Svibno: Hof bei Scharfenberg (älter: Scherffenberg); Kr, 3
- Dvor pri Bogenšperku: Johannisthal in der Krain; Kr, 6
- Dvor pri Polhovem Gradcu: Strobelhof (in der Oberkrain); Kr, 5
- Dvorce: Doritzdorf, auch: Dworichdorf; St, 17
- Dvorec Blagovna (Goričica): Schloss Reifenstein; St, 2
- Dvorec Brajtenau: Schloss(ruine) Breitenau; Kr, 9
- Dvorec Cerkno: Schloß Zircknahof; Kr, 6
- Dvorec Črnci: Schloss Freudenau; St, 16
- Dvorec Črnelo: Schloss Rotenbüchel; Kr, 9
- Dvorec Dob (Šentrupert): Schloss(ruine) Wazenberg, auch: Watzenberg; Kr, 9
- Dvorec Dobje: Schloss Dobiehof; St, 2
- Dvorec Dol: Schloss Lustthal; Kr, 10
- Dvorec Dominiče: Schloss Dominitschhof; auch: Domenetschhof; Kr, 11
- Dvorec Dornava: Schloss Dornau; St, 15
- Dvorec Draškovec: Schloss Draskowitz (Draskovitz); auch: Draskouz; Kr, 3
- Dvorec Dvorice: Doritzhof; St, 17
- Dvorec Frajštajn: Schloss Freistein; St, 20
- Dvorec Frankolovo: Schloss Sternstein; St, 2
- Dvorec Golič: Schloss Golitsch; St, 2
- Dvorec Golo: Schloss Gallhof; Kr, 3
- Dvorec Gomila: Schloss Untererkenstein; auch: Untererckenstein; St, 17
- Dvorec Goričane: Schloss Görtschach; Kr, 5
- Dvorec Grič: Schloss Gritsch, auch: Hof zu Gritsch; Kr, 6
- Dvorec Gutenbichl: Schloss Gutenbüchel; St, 20
- Dvorec Hebenštrajt: Hof (Schloss) Hebenstreit; St, 2
- Dvorec Hotemež: Schloss Hitemesch, auch: Hottemesch, Hotemesch; Kr, 3
- Dvorek Impoljca: Schloss Neustein; auch: Schloss Impelhof; St, 17
- Dvorec Jelše: Schloss Erlachstein; St, 2
- Dvorec Kot (Šentrupert): Schloss Winkel (bei Terstenig); Kr, 9
- Dvorec Lepi Dob: Schloss Schöneich, Schönaich; veraltet: Schänaych; St, 17
- Dvorec Lisičje: Schloss Gayerau, auch Geyerau; Kr, 5
- Dvorec Mala Loka (Trebnje): Schloss Kleinlak, selten Kleinlack; Kr, 9
- Dvorec Mala vas (Trebnje): Schloss Kleindorf in der (Unter-)Krain; Kr, 9
- Dvorec Namršelj: Gut (Schloss) Hammerstill; Kr, 5
- Dvorec Prežek (Cerov Log): Schloss Preiseck, auch Preisegg, Preisseck; Kr, 3
- Dvorec Pristava: Schloss (Hof) Mayerhoff; Kr, 9
- Dvorec Rakovnik: Schloss Kroisseneck; Kr, 5
- Dvorec Selo: Schloss Freistein; St, 20
- Dvorec Slatna: Schloss Slatenegg; Kr, 6
- Dvorec Smlednik: Schloss Flödnig; Kr 5
- Dvorec Smuk: Schloss(ruine) Smuck; Kr,11
- Dvorec Soteska: Schloss Ainöd; Kr, 9
- Dvorec Srebrniče: Schloss Silberau; Kr, 9
- Dvorec Straža (Cerina): Straschahof; St, 17
- Dvorec Strmol: Schloss Stermol; St, 2
- Dvorec Štatenberg: Schloss Stattenberg; St, 15
- Dvorec Šuta: Schutt, später auch: Schüttelhof; Kr, 9
- Dvorec Teriška vas: Tarischendorf, auch: Tarischenhof, Ruckenstein; St, 17
- Dvorec Trebnik: Schloss Trebeneck; St, 2
- Dvorec Volavče: Wollautsche; Kr, 3
- Dvorec Zalog: Schloss(ruine) Breitenau; Kr, 9
- Dvorec Zemono: Schloss Maria Au, auch: Mariaau; L, 2
- Dvorjane: Sankt Martin bei Wurmberg; auch: Wurmbach an der Drau; St, 13
- Dvorje (Cerklje na Gorenjskem): Hofern bei Zirklach; Kr, 4
- Dvorje (Moravče): Höflein; Kr, 10
- Dvorska vas (Radovljica): Hofdorf in der Oberkrain; Kr, 8
- Dvorska vas (Velike Lašče): Höflern; Kr, 2

## E
- Erzelj: Rosell im Gebirge; L, 2

## F
- Fabci: Sankt Fabius; Kr, 1
- Fala (Selnica ob Dravi): Faal an der Drau; St ,13
- Fala (Ruše): Faal bei Maria Rast; St, 13
- Fara (Bloke): Pfarre; Kr, 5
- Fara (Kostel): Pfarre in der Unterkrain; Kr, 2
- Fara pri Kočevju: Pfarre in der Unterkrain; Kr, 2
- Farški Kal: Klein Kaal; Kr, 9
- Felič Vrh: Feldberg, Kr, 6
- Ferdreng: Verdräng; auch: Verdreng; K 2
- Filipčje: Filippi; L, 8
- Filovci: Phyloch (veraltet); auch: Fyloch; Ü
- Finkovo: Finkenstein; Kr, 2
- Flekuseč: Flachenegg; St, 13
- Florijanovo: Thalhof (bei Lack); Kr, 3
- Florjan: Sankt Florian bei Schönstein; St, 20
- Florjan na Zmincem: Sankt Florian (bei Bischoflack); Kr, 4
- Florjan pri Gornjem Gradu: Sankt Florian bei Oberburg; St, 2
- Fikšinci: Füchelsdorf; auch: Füxelsdorf; Ü
- Fokovci: veraltet Falkholch, auch Falkotz; Ü
- Fojana: Bertoldsdorf; L, 2
- Forme: Formach, auch Vormach; Kr, 4
- Formin: Forming; St, 15
- Frajhajm: Freiheim; St, 20
- Frajštajn: Freistein; St, 20
- Fram: Frauheim bei Kranichsfeld; St, 13
- Frankolovo: Sternstein; auch: Lak, Laak, in der Lak; St, 2
- Frankovci: Frankendorf; später auch: Frankofzen; St, 15
- Frluga: Ferluga; später: Verlug; Kr, 3
- Fučkovci: Futschowitz; Kr, 11
- Fužina: Hammer in der Unterkrain; Kr, 9
- Fužine (Jesenice) Aßlinger Hütte; Kr, 8
- Fužine (Ljubljana): Kaltenbrunn; Kr, 5

## G
- Gaber pri Črmošnjicah: Gaber; Kr,11
- Gaberje: Geberstein; L, 2
- Gaberke: Gaberg; St, 20
- Gabernik: Gabernigg; St, 20
- Gabrc: Gabersberg in der Steiermark; St, 12
- Gabrce: Gaberg; St, 2
- Gabrijele: Sankt Gabriel; St, 17
- Gabrje (Dobrova-Polhov Gradec): Rabenstein bei Billichgrätz; Kr, 5
- Gabrje (Litija): Gallenhof; später auch Gallhof; Kr, 6
- Gabrje (Novo Mesto): Rabenau in der Unterkrain; Kr, 9
- Gabrje (Sevnica): Gabersdorf; St, 17
- Gabrje (Tolmin): Rabs; L, 9
- Gabrje pod Limbarsko Goro: Berg unter Limberg (auch: Lindenberg); Kr, 10
- Gabrje pod Špilkom: Gaberiach (bei Wolfsbüchel); Kr, 10
- Gabrje pri Ilovi Gori: Rabenstein in der Oberkrain; Kr, 5
- Gabrje pri Soteski: Gaberiach bei Ainöd (auch: Einöd); Kr, 9
- Gabrje pri Stični: Hagebuch in der Unterkrain; Kr, 9
- Gabrk (Brežice): Gaisberg; St, 17
- Gabrk (Ilirska Bistrica): Gaberg bei Illyrisch Feistritz; Kr, 1
- Gabrnik (Juršinci): Gabernik (in den Windischen Büheln); St, 15
- Gabrnik (Škocjan): Gabernig bei Sankt Kanzian; Kr, 9
- Gabrno: Gabern; St, 2
- Gabrovčec: Gabrowschitz; Kr,
- Gabrovec pri Dramljah: Gabrowetz; St, 2
- Gabrovec pri Kostrivnici: Gabrovetz; St, 2
- Gabrovica pri Komnu: Sonnberg bei Komein, L, 2
- Gabrovka: Heiligenkreuz, auch Greifenberg bei Littai; Kr, 6
- Gabrovo: Gabrou; Kr, 4
- Gabrska Gora: Gallenstein, auch: Gabersberg; Kr, 6
- Gačnik: Gatschingsthal; St, 13
- Gaj nad Mariborum: Heiligenkreuz (bei Marburg an der Drau); St,13
- Galušak: Kalussen; St, 12
- Gabrovka pri Zagradu: Rabenthal bei Rochersberg; Kr, 9
- Gabrovnica: Gabronza; Kr, 10
- Gabrska Gora: Gallenstein; Kr, 6
- Gače: Gatschen; Kr,11
- Gačnik: Gatschingsthal; St, 13
- Gajniče: Gainitschhof; Kr, 5
- Gajevci: Gajofzen; St, 15
- Gajniče: Gainitschhof; Kr, 5
- Gajševci: Gaischöfzen, Gajschöfzen; St, 12
- Galetov Grad: Pepensfeld; Kr, 5
- Galušak: Kalussen; St, 12
- Gamberk: Gallenberg; Kr, 6
- Gašpinovo: Gaspenau; Kr, 2
- Gaštej: Gehesteig; Kr, 4
- Gatina: Gattein; Kr, 5
- Gavce: Gautzen; St, 20 oder 2
- Gazice: Gassitz; St, 17
- Gederovci: Sicheldorf; Ü
- Genterovci: Gänsdorf; Ü
- Gerečja vas: Gersdorf, St, 15
- Gerlinci: Jörgelsdorf; Ü
- Geršiči: Gerschitz; Kr, 11
- Gladloka: Glatlok; Kr, 2
- Gladomes: Gladonest; St, 20
- Glažuta (Loški Potok): Karlshütten; auch: Karlshütte; Gottscheeerisch: Gloschhittn; Kr, 1
- Glažuta (Štore): Glashütte; St, 20
- Glina: Gleinach; Kr, 5
- Glinek: Glinegg in der Oberkrain; Kr, 5
- Glinice: Gleinitz; Kr, 5
- Glinje (Braslovče): Glinnach; St, 2
- Glinje (Cerklje na Gorenjskem): Glinnach in der Oberkrain; Kr, 4
- Globelj: Globelhof (bei Haselbach); Kr, 3
- Globoko: Globokau; Kr, 8
- Globočice (Brežice): Globotschitz (bei Rann); St, 17
- Globočice pri Kostanjevici: Globoschitz; Kr, 3
- Globočnikov Grad: Schloss Gutenhof; Kr, 3
- Glogovica: Glowitz; Kr, 9
- Gmajna (Krško): Gmein in der Krain; Kr, 3
- Gmajna (Slovenji Gradec): Gmeine; St, 20
- Gmajnica: Maschnitz; Kr, 4
- Gobovce: Graueneck; Kr, 4
- Goče: Gotzbach; L, 2
- Gočova: Götsch; St, 15
- Godemarci: Godomerzen; St, 12
- Godešič: Godeschitz; Kr, 4
- Godič: Goditsch; Kr, 10
- Gojače: Gonatsch; L, 2
- Golčaj: Goltschey; Kr, 10
- Golek (Krško): Gollegg bei Gurkfeld; Kr, 3
- Golek pri Vinici: Gollegg (auch: Golek) bei Weinitz; Kr, 11
- Goli Vrh (Krško): Gollberg; später auch Goliwerch; Kr, 3
- Golice: Golitz bei Tucheln; Kr, 10
- Golika: Golitsch; Kr, 4
- Golišče: Golischberg; Kr, 6
- Goljek: Golleck; Kr, 9
- Golnik: Gallenfels; Kr, 4
- Golo: Gallenberg in der Oberkrain, auch: Golu; Kr, 5
- Golo Brdo (Brda): Gollobrid; L, 2
- Golo Brdo (Medvode): Golowerdu, auch Gollowerdu; Kr, 5
- Golobinjek (Semič): Taubenbrunn; Gottscheeerisch: Taubndoarf; Kr,11
- Golobinjek (Šentjur): Taubenbach; St, 2
- Golobinjek ob Sotli: Taubenberg am Sattelbach; St, 2
- Golušnik: Karlstein; später auch: Goluschnigg; Kr, 9
- Gombišče: Gumbische; Kr, 9
- Gomila (Sevnica): Untererkenstein; St, 17
- Gomila pri Kogu: Gomila am Kagberg; auch: Gomillenberg; St, 15
- Gomilci: Gomilzen; St, 15
- Gomilica: Gumilitza; Ü
- Gomilsko: Lebern; St, 2
- Gonjače: Gugnatz; L, 2
- Gora (Cerknica): Johannisberg; auch: Berg bei Zirknitz; Kr, 7
- Gora (Krško): Sankt Lorenzberg; Kr, 3
- Gora pri Komendi: Berg bei Sankt Peter; Kr, 4
- Gora pri Pečah: Garenstein; Kr, 10
- Gora Sveti Florjana: Garenstein; Kr, 10
- Gorca: Gorzaberg; St, 15
- Gore (Hrastnik): Sankt Georg bei Eichthal, auch: Berge in der Steiermark; St, 2
- Gore (Idrija): Tschudenberg; L, 2
- Goreljce: Gorelitz, auch: Gorelze; Kr, 3
- Gorenja Brezovica (Brezovica): Oberbernstein, auch: Oberbresowitz; Kr, 5
- Gorenja Brezovica (Šentjernej): Oberbresowitz, Oberbresowiz; Kr, 3
- Gorenja Bukova Gora: Oberbuchberg, Gottscheeerisch: Gailoch; Kr, 2
- Gorenja Dobrava: Oberdobrawa; Kr, 9
- Gorenja Gomila: Gallhof, später auch Obergomila; Kr, 3
- Gorenja Kanomlja: Oberkatel; L, 2
- Gorenja Lepa vas: Oberschöndorf; Kr, 3
- Gorenja Loka: Oberdeutschau; Gottscheeerisch: Tearöscht; Kr, 2
- Gorenja Nemška Loka: Oberdeutschau; Gottscheeerisch: Tearöscht Kr, 2
- Gorenja Nemška vas: Deutschdorf, auch: Oberdeutschdorf, Oberdeutschendorf; Kr, 9
- Gorenja Pirošica: Oberpiroschitz; St, 17
- Gorenja Podgora: Oberberg; Kr, 11
- Gorenja Senica: Oberseniza; Kr, 5
- Gorenja Stara vas: Oberaltendorf in der Unterkrain; Kr, 3
- Gorenja Straža: Oberstrascha; Kr, 9
- Gorenja Trebuša: Obertrebutsch, auch: Ober Trebutsch; L, 9
- Gorenja Turkova Draga: Oberfliegendorf, auch: Fliegendorf; Kr, 2
- Gorenja vas (Ivančna Gorica): Obersdorf; Kr, 9
- Gorenja vas (Kanal ob Soči): Oberdorf, L, 2
- Gorenja vas (Logatec): Oberdorf bei Loitsch; Kr, 7
- Gorenja vas (Trebnje): Oberdorf; Kr, 9
- Gorenja vas (Zagorje ob Savi) Oberdorf (bei Seger); Kr, 6
- Gorenja vas pri Čatežu: Oberdorf (bei Tschatesch); Kr, 9
- Gorenja vas pri Leskovcu: Oberdorf bei Haselbach; Kr, 3
- Gorenja vas pri Mokronogu: Oberdorf bei Nassenfuß; Kr, 9
- Gorenja vas pri Polici: Oberdorf bei Politz; Kr, 5
- Gorenja vas pri Preboldu: Sankt Lorenzen (bei Pragwald); St, 2
- Gorenja vas pri Ribnici: Oberndorf (bei Reifnitz); Kr, 2
- Gorenja vas pri Šmarjeti: Oberdorf bei Rudolfswert, auch: bei Sankt Margarethen; Kr, 9
- Gorenja vas-Poljane: Baiersdorf-Pölland; Kr, 4
- Gorenja vas-Reteče: Goreinawas; Kr, 4
- Gorenja Žaga: Obersagmill, später Oberschaga; Kr, 2
- Gorenje (Kočevje): Obern; Gottscheeerisch: Öbrare Kr, 2
- Gorenje (Lukovica): Oberfeld bei Wolfsbüchel; Kr, 10
- Gorenje (Postojna): Oberfeld (bei Adelsberg); Kr, 1
- Gorenje (Šmartno ob Paki): Hohenberg, auch: Goreine; St, 20 oder 2
- Gorenje Blato: Obermoos in der Oberkrain; Kr, 5
- Gorenje Brezovo: Oberbressau; Kr, 9
- Gorenje Dole: Oberdollech, auch: Oberdule; Kr, 9
- Gorenje Golo: Obergallenberg in der Oberkrain, auch: Obergolu; Kr, 5
- Gorenje Gorje: Göriach (auch: Görjach) bei Veldes; Kr, 8
- Gorenje Gradišče pri Šentjernju: Obergradische; Kr, 3
- Gorenje Grčevje: Oberrgertzendorf; auch: Obergörtschberg; Kr, 9
- Gorenje Jelenje: Oberhirschdorf; Kr, 6
- Gorenje Jesenice: Oberjessenitz; Kr, 9
- Gorenje Jezero: Oberseedorf, auch: Ober Seedorf; Kr, 7
- Gorenje Laknice: Oberlaknitz; auch: Ober Laknitz; Kr, 9
- Gorenje Leskovec: Oberhaselbach; Kr, 3
- Gorenje Kališče: Oberkalische, auch: Oberkallische; Kr, 2
- Gorenje Kamenje (Novo Mesto): Obersteinberg; auch: Obersteindorf in der Unterkrain; Kr, 9
- Gorenje Kamenje pri Dobrnišču: Obersteinberg; Kr, 9
- Gorenje Karteljevo: Oberhopfenbach; später auch: Oberkarteleu; Kr, 9
- Gorenje Kronovo: Oberkronau; Kr, 9
- Gorenje Lakovnice: Oberlakonitz; Kr, 9
- Gorenje Mačkovec: Oberkatzendorf; Gottscheeerisch: Pinugl Kr, 2
- Gorenje Medvedje Selo: Oberbärenthal; Kr, 9
- Gorenje Mokro Polje: Obernassenfeld, auch: Ober Nassenfeld; Kr, 3
- Gorenje Mraševo: Obermraschen; Kr, 9
- Gorenje Otave: Oberittau; Kr, 7
- Gorenje Podpoljane: Oberpölland; Kr, 2
- Gorenje Polje: Oberfeld; Kr, 9
- Gorenje Ponikve: Oberponigl, später auch Oberponikwe; Kr, 9
- Gorenje pri Zrečah: Sankt Kunigund; auch: Oberfeld bei Rötschach; St, 2
- Gorenje Radulje: Oberradelstein; Kr, 9
- Gorenje Retje: Oberretje, auch: Oberrethje; Kr, 2
- Gorenje Selce: Selze, Oberselze; Kr, 9
- Gorenje Skopice: Oberskopitz; St, 17
- Gorenje Vrh pri Dobrniču: Oberberg (bei Dobernigg); Kr, 9
- Gorenje Vrhpolje: Oberfeld bei Sankt Barthlemä; Kr, 3
- Gorenje Zabukovje: Oberrsambukuje, auch: Obersabukuje; Kr, 9
- Gorenjci pri Adlešičih: Gorenze; Kr, 11
- Gorenji Konec: Obereisnern; Kr, 4
- Gorenji Lazi: Obergereuth, auch Obergreuth; Kr, 2
- Gorenji Log: Oberloch; L, 9
- Gorenji Logatec: Oberloitsch (vor 1867 nur Loitsch; auch Lohitsch); Kr, 7
- Gorenji Mačkovec: Oberkatzendorf; Kr, 2
- Gorenji Maharovec: Obermacharouz; Kr, 3
- Gorenji Mokronog: Obernassenfuß; Kr, 9
- Gorenji Mozel: Obermösel (Ober-Mösel) bei Gottschee; Kr, 2
- Gorenji Novaki: Obersanktthomas; auch: Ober Sankt Thomas; L, 9
- Gorenji Podšumberk: Schönberg; auch Oberschönberg; Kr, 9
- Gorenji Potok: Oberbach; Kr, 2
- Gorenji Radenci: Oberradenze; Kr, 11
- Gorenji Suhadol: Obersuchendorf; später auch: Obersuchadoll; Kr, 9
- Gorenji Vrsnik: Oberwresnig; L, 2
- Gorenjski Vrh: Gorenzenberg; St, 15
- Gorica: Goritz (bei Putzendorf); Ü
- Gorica: Görz; L, 2
- Gorica (Črnomelj): Bergel; Kr, 11
- Gorica (Krško): Goritz bei Gurkfeld; Kr, 3
- Gorica (Moravče): Goritz in der Krain; Kr, 10
- Gorica (Radovljica): Steinbüchel in der Oberkrain; Kr, 8
- Gorica pri Dobjem: Eckenstein; Kr, 2
- Gorica pri Raztezu: Goritza in der Steiermark; St, 17
- Gorica pri Slivnici: Goritzen bei Schleinitz; St, 2
- Gorica pri Šmartnem: Goritz im Rosenthal; St, 2
- Goriča vas: Weikersdorf; Kr, 2
- Goričane: Görtschach in der Oberkrain; Kr, 5
- Goriče (Postojna): Karantanienberg, auch: Goritschach bei Adelsberg; Kr, 1
- Goriče (Kranj): Goritschach, auch: Gorschach; Kr, 4
- Goričica (Šentjur): Goritzdorf, später auch Goritschiza; St, 2
- Goričica pod Krimom: Gorischitz in der Oberkrain; Kr, 5
- Goričica pri Ihanu: Sankt Kunigund in der Krain; Kr, 5
- Goričica pri Moravča: Goritz, auch: Goritschitza bei Moräutsch; Kr, 10
- Goričice: Goritschitz; Kr, 7
- Goriška Gora: Gorischenberg; Kr, 9
- Goriška vas pri Škocjanu: Gorischendorf; Kr, 9
- Gorišnica: Sankt Margarethen; später auch: Gorischnitz; St, 15
- Gorjansko: Gorenzach, L, 2
- Gorje: Göriach; Kr, 8
- Gorje (Cerkno): Göriach (im Küstenland); L, 9
- Gorjuša: Gorjuschach; Kr, 5
- Gorjuše: Goriusch; Kr, 8
- Gornja Bistrica: Oberbistritz; Ü
- Gornja Bitnja: Oberwitting; Kr, 1
- Gornja Briga: Obertiefenbach in der Unterkrain; Gottscheeerisch: Brige; Kr, 2
- Gornja Košana: Obererkassanthal, auch: Oberkarschenthal, Oberkarschan; Kr, 1
- Gornja Lendava: Oberlimbach; Ü
- Gornja Lokvica: Oberlokwitz; selten: Lokwitz; Kr, 11
- Gornja Paka: Oberpaka; Kr, 11
- Gornja Prekopa: Oberprekope; Kr, 3
- Gornja Radgona: Oberradkersburg; St, 16
- Gornja Stara vas: Oberaltendorf bei Sankt Kanzian; Kr, 9
- Gornja Topla Reber: Oberwarmberg; Gottscheeerisch: Öbrbourmparg; Kr, 2
- Gornja Težka Voda: veraltet: Oberschwerwasser, später Oberschwerenbach; Kr, 9
- Gornja vas (Brežice): Oberdorf bei Rann; St, 17
- Gornja vas (Zreče): Oberdorf bei Rötschach; St, 2
- Goriška Gora: Gorischenberg; Kr, 9
- Goriška vas pri Škocjanu: Gorischendorf; Kr, 9
- Gornje Brezovo: Oberfriesach; St, 17
- Gornje Cerovo: Oberzerach, auch: Ober Zerach; L, 2
- Gornje Dobravice: Obersternissenhof, später auch: Dobrawitz; Kr, 11
- Gornje Impolje: Oberimpelhof; St, 17
- Gornje Laze: Gaber; auch: Obergereuth; Kr,11
- Gornje Ložine: Oberlase, auch Oberlaaßen, Ober-Laaßen; Gottscheeerisch: Öbrloschin; Kr, 2
- Gornje Orle: Oberorle; St, 17
- Gornje Pijavško: Oberpiauschko; Kr, 3
- Gornje Prapreče: Oberprapretsche; Kr, 9
- Gornje Ravne: Oberraune; St, 2
- Gornji Ajdovec: Oberhaydenschaft; Kr, 9
- Gornji Črnici: Konradsdorf; Ü
- Gornji Dolič: Oberdollitsch; St, 13
- Gornji Grad: Oberburg; auch: Obernburg; St, 2
- Gornji Ig: Oberigg, auch: Oberigglack; Kr, 5
- Gornji Ključarovci (Gornja Radgona): Oberweichelsdorf, selten Oberklutscharowetz; St, 15
- Gornji Ključarovci (Sveti Tomaž): Kellerdorf; St, 15
- Gornji Kot: Oberwinkel in der Unterkrain; Kr, 9
- Gornji Križ: Oberkreuz in der Unterkrain; Kr, 9
- Gornji Lakoš: Oberlakosch; Ü
- Gornji Lenart: Sankt Leonhard bei Rann; St, 17
- Gornji Petrovci: Petersberg; Ü
- Gornji Rogatec: Oberrogatz; Kr, 5
- Gornji Slaveči: Oberslabitsch; Ü
- Gornjji Suhor pri Metliki: Obersuchor bei Möttling; Kr, 11
- Gornji Suhor pri Vinici: Obersuchor; Kr, 11
- Gornji Vrh: Oberwerch, Kr, 6
- Gornji Zemon: Obersemonhof; auch: Obersemenhof; Kr, 1
- Goropeke: Gorenpetsch, auch Ariopek? Kr, 4
- Gorski Vrh: Tolmeinerberg; L, 9
- Gortina: Wildau in der Steiermark; St,13
- Gostinca: Gostenitz; St, 2
- Gotenc: Gottenz in der Unterkrain; Kr, 2
- Gotenica: Göttenitz; Gottscheeerisch: Genize; Kr, 2
- Gotovlje: Guttendorf; später: Gutendorf; St, 2
- Govce: Goldberg; später auch: Goutze; St, 2
- Goveji Dol: Gowidul; auch: Gowidoll; St, 17
- Govejk: Gowegg; L, 2
- Gozd (Ajdovščina): Schönwald; L, 2
- Gozd (Kamnik): Spitzwald; später auch: Goisd; Kr, 10
- Gozd (Tržič): Wald bei Neumarktl; Kr, 4
- Gozd Martuljek: Wald in der Oberkrain; Kr, 8
- Gozdec: Gosdetz; St, 2
- Grabče: Grabtschach; Kr, 8
- Grabe (Apače): Graben in der Steiermark; St, 16
- Grabe pri Ljutomeru: Grabendorf bei Luttenberg; St, 12
- Graben (Ribnica): Graben bei Reifnitz; auch: Haggenbud; Kr, 2
- Graben (Tepe): Im Graben; Kr, 6
- Grabnah: Graben (bei Deutschdorf); Kr, 9
- Grabonoš: Grabonoschendorf; St, 12
- Grabonoški Vrh: Grabonoschenberg; St, 13
- Grabrovec: Grabrouz; Kr, 11
- Grabšinci: Grabschindorf; St, 12
- Gracarjev Turn: Burg Grätzer (auch: Gräzer) Turn; auch: Burg Feistenberg, Faistenberg; Kr, 3
- Gračič: Gradschitz in der Steiermark; St, 2
- Gračnica: Gratschnitz bei Laakdorf; St, 2
- Grad: Oberlimbach; Ü
- Grad (Cerklje na Gorenjskem): Egg bei Zirklach; Kr, 4
- Grad Bela peč: Schloss Weißenfels; Kr, 8
- Grad Belnek: Schloss Wildeneck; auch: Wildenegg; Kr, 10
- Grad Bizeljsko: Schloss Wisell; St, 17
- Grad Blagovica: Schloss Glogowitz; Kr, 10
- Grad Bogenšperk: Burg Wagensberg, Kr, 6
- Grad Borl: Schloss Ankenstein; auch Anchenstein; St, 15
- Grad Boštanj (Grosuplje): Burg(ruine) Weißenstein, auch: Waissenstain; Kr, 5
- Grad Boštanj (Sevnica): Burg(ruine) Sauenstein; später Sawenstein, Savenstein; St, 17
- Grad Branek: Burg Mallegg; St, 12
- Grad Branik: Burg Reifenberg; L, 2
- Grad Brdo pri Kranju: Schloss Egg (bei Krainburg); Kr, 4
- Grad Brdo pri Lukovici: Schloss Egg; auch Schloss Eck; Kr, 10
- Grad Brežice: Schloss Rann; St, 17
- Grad Cmurek: Schloss Mureck; St, 13
- Grad Čretež: Burg Reutenberg; Kr, 7
- Grad Dob (Šentrupert): Schloss Wazenberg; auch: Watzenberg; Kr, 9
- Grad Dobrna: Schlangenburg; St, 2
- Grad Dobrovo: Schloss Schönfeld; L, 2
- Grad Erkenštajn: Burgruine Erckenstein; auch Obererckenstein; Kr, 3
- Grad Dravograd: Traburg; K, 7
- Grad Ekenštajn: Burg Eggenstein; auch Ekkenstein; St, 20
- Grad Fala: Schloss Faal (veraltet Fall) an der Drau; St,13
- Grad Forhtenek: Burg(ruine) Forchtenegg; St, 20
- Grad Fram: Schloss(ruine) Vraunhaym; St, 13
- Grad Friderika Celjskega: Burg(ruine) Gurkfeld; Kr, 3
- Grad Fridrihštajn: Burg Friedrichstein; Kr, 2
- Grad Fužine (Ljubljana): Schloss Kaltenbrunn; Kr, 5
- Grad Gabrja: Burg Gallenhof; Kr, 6
- Grad Gamberk: Schloss(ruine) Gallenberg; Kr, 6
- Grad Gorenji Mokronog: Burg(ruine) Obernassenfuß; Kr, 9
- Grad Goričane: Burg Görtschach; Kr, 5
- Grad Gornja Radgona: Schloss Oberradkersburg; St, 16
- Grad Gotnik: Burg Guttenegg; auch Gütteneck, Gutneck; Kr, 1
- Grad Graben: Schloss Graben; Kr, 7
- Grad Grad: Schloss Oberlimbach; auch Oberlindau; Ü
- Grad Gradac: Schloss Gradaz; auch Gradez, Gradetz, Gretz; Kr, 11
- Grad Gradno: Schloss Ecken; L, 2
- Grad Grmače: Schloss Grünhof; Kr, 6
- Grad Gromperk: Burg(ruine) Grünberg; St, 20
- Grad Hartenštajn: Burg Hartenstein; St, 17
- Grad Hmeljnik: Burg Hopfenbach; Kr, 7
- Grad Hompoš: Haus am Bachern; St, 13
- Grad Hošperk (Planina): Burg Haasberg; Kr, 1
- Grad Hrastovec: Schloss Gutenhag; St, 13
- Grad Hrib: Schloss Obergörtschach; Kr, 4
- Grad Idrija: Schloss Gewerkenegg; L, 2
- Grad Ig: Schloss Sonnegg, Sonneck; selten: Thurnegg; Kr, 5
- Grad Impoljca: Schloss Neustein; St, 17
- Grad Jablje: Schloss Habach; selten: Habbach; Kr, 10
- Grad Jama (Ljubljana): Schloss Luckmann; Kr, 5
- Grad Jereslavec: Burg Slaunetz; St, 17
- Grad Kacenštajn: Burg Katzenstein; Kr, 8
- Grad Kačja vas (Planina): Burg Kleinhäusel; Kr, 1
- Grad Kalec (Zagorje): Burg Steinberg; auch: Stainberg, Stemberg; K,1
- Grad Kamen (Begunje): Burg Stain; selten: Stein; Kr, 8
- Grad Kamen (Cerklje na Gorenjskem): Burg Frauenstein; Kr, 4
- Grad Khislstein: Burg Kieselstein; Kr, 8
- Grad Klevevz: Burg Klingenfels; Kr, 9
- Grad Knežija: Burg Grafenweg; Kr, St, 2
- Grad Kolovrat: Burg Unterkolowrat; Kr, 6
- Grad Komenda: Burg Kommende, St, 2
- Grad Kompolje pri Lukovici: Burg Gimpl; Kr, 10
- Grad Koprivnik: Burg Rabensberg; Kr, 10
- Grad Kostel: Burg Grauenwarth; Kr, 2
- Grad Kostrivnica: Burg(ruine) Kostreinitz; St, 2
- Grad Kovačji grad: Burg(ruine) Wolfsberg; Kr, 11
- Grad Kozjak: Schloss(ruine) Kosieck; Kr, 9
- Grad Kravjek: Schloss Weineck; Kr, 9
- Grad Kromberk: Schloss Cronberg; L, 2
- Grad Kronovo: Burg Cronowe; Kr, 7
- Grad Krško: Schloss Gurkfeld; Kr, 3
- Grad Krumperk: Burg Kreutberg; Kr,10
- Grad Kunšperk: Burg Königsberg (bei Rann); St. 13
- Grad Krupa: Schloss(ruine) Krupp; mittelalterlich: Cruppa; Kr, 11
- Novi Grad Landšprež: Schloss Landspreis; Kr, 6
- Stari Grad Landšprež: Burgruine Landspreis; Kr, 6
- Grad Lebek: Burg Liebegg, auch: Liebeck; Kr, 6
- Grad Lemberg (Vojnik): Burg(ruine) Lengenburg; St, 2
- Grad Leskovec: Schloss Thurn am Hart; Kr, 3
- Grad Liebenštajn: Burgruine Liebenstein; St, 2
- Grad Lihtenberk: Burg(ruine) Lichtenberg; auch: Liechtenberg; Kr, 6
- Grad Limbuš: Schloss Lembach; St, 13
- Grad Lindek: Burg(ruine) Lindegg; auch Lindeck; St, 2
- Grad Logatec: Burg Loitsch; Kr, 7
- Grad Lož: Schloss Laas; Kr, 1
- Grad Lože: Schloss Leutemberg; auch Leitenberg; L, 2
- Grad Lušperk: Burg(ruine) Luschberg; St, 2
- Grad Majšperk: Schloss Monsberg; St, 17
- Grad Matzenau: Schloss(ruine) Matzenau; Ü
- Grad Medija: Burg Gallenstein; Kr, 6
- Grad Mehovo: Burg Maichau; auch: Meichau; Kr, 9
- Grad Metlika: Schloss Möttling; auch: Vornschloß in der Unterkrain; Kr, 11
- Grad Miltenberg: Burg(ruine) Miltenberg; St, 2
- Grad Mirna: Burg Neudegg; auch: Neydeck; Kr, 6
- Grad Mokrice: Burg Mokritz; St, 17
- Grad Mokronog: Schloss(ruine) Nassenfuß; Kr, 9
- Grad Motnik: Schloss Obermöttnig; Kr, 10
- Grad Muta: Burg Hohenmauthen; veraltet: Mauthenberg; St,13
- Grad na Bregu: Burg Willingrain; Kr, 2
- Grad na Kozlovem Robu nad Tolminom: Burg(ruine) Tulmein: auch: Burg Bockstein; L, 9
- Grad Ojstrica: Burg(ruine) Osterwitz; St, 2
- Grad Ormož: Burg Friedau; St, 15
- Grad Ostri Vrh: Burg(ruine) Osterberg; Kr, 5
- Grad Otočec: Burg Wördl; Kr, 9
- Grad Ottenstajn (Ortnek): Burg(ruine) Ottenstein; Kr, 2
- Grad Pakenštajn: Schloss Packenstein; St, 20 oder 2
- Grad Pilštanj: Burg Peilenstein; auch: Beilenstein; St, 17
- Grad Pišece: Schloss Pischätz; St, 17
- Grad Planina: Burg(ruine) Montpreis; auch Monpreis; St, 2
- Grad Plankenštajn: Burg(ruine) Plankenstein; St, 2
- Grad Pobrežje: Burg Freienthurn (auch: Freyenthurn); Kr, 11
- Grad Podčetrtek: Burg Landsberg; St, 2
- Grad Podsmreka: Burg Smreck; Kr, 5
- Grad Podsreda: Burg Hörberg; St, 17
- Grad Pogonik: Burg Poganegg; Kr, 6
- Grad Poljane: Schloss Pölland; Kr, 2
- Grad Ponoviče: Schloss Ponowitsch; St, 2
- Grad Preddvor: Schloss Höflein; Kr, 4
- Predjamski Grad: Höhlenburg Luegg; auch Lueg; Kr, 1
- Grad Prem: Burg Prem; auch Brem, Bremb; Kr, 1
- Grad Prežek: Burg Preisseck; Kr, 7
- Grad Prežin: Burg Prösching, auch: Presing; St, 20
- Grad Ptuj: Schloss Oberpettau; später nur Schloss Pettau St, 15
- Grad Pungrt: Schloss Sternissenhof; Kr, 11
- Grad Puštal: Schloss Burgstall; Kr, 4
- Grad Rače: Schloss Kranichsfeld; St, 13
- Grad Radeljca: Burg Radelstein; Kr, 9
- Grad Radelštajn: Burg Radelstein; Kr, 9
- Grad Rajfenek (Goričica): Burg Reifeneck; St, 2
- Grad Rajhenburg: Burg Reichenburg; Kr, 3
- Grad Rajtšole: Burg Radelstein; Kr, 9
- Grad Raka: Burg Arch; Kr, 3
- Grad Rakovnik: Schloss Kroissenbach; auch: Kroisenbach; Kr, 9
- Grad Ravne: Burg Streiteben, K, 6
- Grad Rekštani: Burg(ruine) Ruckenstein; St, 17
- Grad Reštanj: Burg Reichstein; selten: Reichenstein; St, 17
- Grad Rifnik: Burg(ruine) Reichenegg; auch: Reicheneck; St, 2
- Grad Ribče: Schloss Fischern; Kr, 6
- Grad Ribnica: Schloss Reifnitz; Kr, 2
- Grad Rihemberk: Burg Reichenberg; L, 2
- Grad Rogatec: Burg(ruine) Rohitsch; St, 2
- Grad Rožek (Dolenjske Toplice): Burg Rosegg; auch: Roseckh; Kr, 9
- Grad Rožek (Moravče): Burg(ruine) Rudolfseck; Kr, 10
- Grad Rudenek (Poljane): Burgruine Ruteneck; St, 2
- Grad Senek: Burg Schönegg; selten: Schöneck, Scheineck, St, 2
- Grad Sevnica: Burg Lichtenwald; St, 17
- Grad Škrljevo: Burg Grailach; Kr, 9
- Grad Slepčjek: Burg Plintenbach; Kr, 9
- Grad Slivnica: Schloss Schleinitz; St, 13
- Grad Slovenska Bistrica: Schloss Windisch-Feistritz; St, 20
- Grad Smuk: Burg(ruine) Schmuck; Kr, 11
- Grad Snežnik: Schloss Schneeberg; Kr, 1
- Grad Sostro: Burg(ruine) Osterberg; Kr, 5
- Grad Soteska (Dolenjske Toplice): Schloss Ainöd; Kr, 9
- Grad Soteska (Žalec): Schloss Helfenberg; St, 2
- Grad Spodnji Ojstrica: Schloss(ruine) Osterwitz; St, 2
- Grad Spodnji Čretež: Schloss Reitenburg; Kr, 9
- Grad Staje: Schloss Perenstein; Kr, 5
- Grad Stara Loka: Burg Altlack; selten: Altenlack; Kr, 4
- Grad Stara Soteska: Burg Altainöd; auch: Burg Alt Ainöd; Kr,
- Grad Stari Prežek: Burg(ruine) Prisekke; auch: Preiseck; Kr, 3
- Grad Strmol: Burg Stermol; St, 2
- Grad Struga: Schloss Strugg; Kr, 9
- Grad Svibno: Burg(ruine) Scharfenberg; Kr, 3
- Grad Šalek: Burg(ruine) Schallegg; St, 20
- Grad Šentjurjeva gora: Burg(ruine) Sankt Jörgenberg; Kr, 6
- Grad Šilentabor: Burg Schilentabor; auch Schillertabor; Kr, 1
- Grad Šinkov Turn: Burg(ruine) Schenkenthurn; Kr, 5
- Grad Štatenberk: Burgruine Stettenberg; auch: Stattenberg; Kr, 9
- Grad Šteberk: Burg(ruine) Stegberg; auch: Steegberg; Kr, 7
- Grad Štravberk: Burg(ruine) Strauberg; Kr, 9
- Grad Štrlek: Burg(ruine) Stralekk; auch: Strahleck, Strahlegg; Kr, 9
- Grad Švarcenek: Burg Schwarzengg; L, 1
- Grad Švarcenštajn: Burg(ruine) Schwarzenstein; St, 20
- Grad Šrajbarski: Schloss Thurn
- Grad Šumberk: Burg(ruine) Schönberg; selten: Unterschönburg; Kr, 9
- Grad Tišina: Schloss Tissina; auch: Schloss Batthyany;
- Grad Trebnje: Burg Treffen; selten: Trebn, Treuen; Kr, 9
- Grad Turn pod novim (Potoče): Schloss Thurn unter Neuburg; Kr, 4
- Grad Turn pri Črnomelju: Schloss(ruine) Thurn; auch: Thurnau; Kr, 11
- Grad Turn pri Velenju: Burg Thurn im Schalckthal; selten: Burg Turris; St, 20
- Grad Turnišče: Schloss Thurnisch; St, 15
- Grad Tuštanj: Schloss Tuffstein; Kr, 10
- Grad Velenje: Burg Wöllan; veraltet: Wallan; St, 20
- Grad Vipava: Burg Altwippach; auch: Alt Wippach; L, 2
- Grad Vipolže: Schloss Wippelsbach; L, 2
- Grad Višnja Gora: Burg(ruine) Weichselberg; Kr, 9
- Grad Velika Nedelja: Burg Großsonntag; Großsonntagsburg; St, 15
- Grad Vodriž: Burg(ruine) Wiederdriss; auch: Widerdries; St, 20
- Grad Volčji Potok: Burg Wolfsbüchel; Kr, 10
- Grad Vrbovec: Altenburg; Kr, 10
- Grad Vurberk: Burg Wurmberg; St, 13
- Grad Vuzenica: Schloss Saldenhofen; veraltet: Sälhofen; St, 13
- Grad Willingrain (Breg pri Ribnici): Burg(ruine) Willingrain; Kr, 2
- Grad Zaprice: Burg Steinbüchel; Kr, 10
- Grad Zalog: Schloss(ruine) Sallach bei Sachsenfeld; St, 2
- Grad Zavrč: Schloss Sauritsch; St, 15
- Grad Zbelovo: Burg(ruine) Plankenstein; St, 2
- Grad Zgornji Čretež: Turn Reutenberg; auch: Burg Reitenburg; Kr, 9
- Grad Žusem: Burg(ruine) Süßenheim; auch: Süssenheim; St, 2
- Grad Žamberk: Burg(ruine) Schamberg; St, 20
- Gradac (Metlika): Vornschloß in der Unterkrain; auch: Graecz, Gretz, Gradez, Gradecz; Kr, 11
- Gradac pri Črnomlju: Gradaz; auch: Gradez, Gradetz; Kr, 11
- Gradec (Krško): Gradetz bei Gurkfeld; Kr, 3
- Gradec (Litija): Grazdorf; Kr, 6
- Gradec (Pivka): Waldenburg bei Sankt Peter; Kr, 1
- Gradenc: Siberau; Kr, 9
- Gradenje: Grodin; Kr, 9
- Gradenšak: Gradenscheg; St, 13
- Gradež: Hof Grades; Kr, 2
- Gradiček: Gradischka (auch: Pergradu) in der Krain; Kr, 9
- Gradiščak: Gradoschak; St, 15
- Gradišče (Brežice): Gradischberg; St, 17
- Gradišče (Grosuplje): Eisenstein; Kr, 5
- Gradišče (Kamnik): Burgstall; später auch: Gradische bei Tucheln; Kr, 10
- Gradišče (Slovenj Gradec): Gradisch; St, 20
- Gradišče (Škofljica): Plankenstein in der Oberkrain; Kr, 5
- Gradišče (Šmartno pri Litiji): Schwarzenbach, Kr, 6
- Gradišče (Tišina): Gradischa; Ü
- Gradišče (Videm): Gradische; St, 17
- Gradišče (Velike Lašče): Eisenstein in der Unterkrain; Kr, 2
- Gradišče na Kozjaku: Schloßberg; St, 13
- Gradišče nad Pijavo Gorico: Plankenstein in der Oberkrain; Kr, 5
- Gradišče pri Divači: Gradisch (bei Waatsche); L, 1
- Gradišče pri Lukovici: Grätz in der Oberkrain; Kr, 10
- Gradišče pri Raki: Gradische bei Archsburg; Kr, 3
- Gradišče pri Trebnjem: Slattenegg in der Unterkrain; Kr, 9
- Gradišče pri Vipavi: Premerstein; L 2
- Gradišče pri Vojniku: Gradische bei Hochenegg; St, 2
- Gradišče v Slovenskih Goricah: Heilige Dreifaltigkeit in den Windischen Büheln; St, 15
- Gradiška: Eselsberg; St, 13
- Gradiške Laze: Lase, Kr, 6
- Gradnik: Gradenegg; Kr, 11
- Gradnje: Gradine; Kr, 3
- Grahovo ob Bači: Katzenberg; L, 9
- Grahovo pri Cerknici: Grahsdorf, Grahau (veraltet: Grachau) bei Zirknitz; Kr, 7
- Grahovše: Grahuschach in der Oberkrain; Kr, 4
- Grajska vas: Burgdorf bei Fraßlau; St, 2
- Grant: Deutschgrund; L, 9
- Graščina Brest: Schloss Ebenporthen; Kr, 5
- Graška Gora: Grazerberg; St, 20
- Grblje: Grüble; Kr, 11
- Grčarevec: Gartschareuz; Kr, 7
- Grčarice: Masern; Kr, 2
- Grčarske Ravne: Masereben; auch: Maasereben; Kr, 2
- Grdi Dol: Gerdido; Kr, 2
- Grebenje: Graben (bei Reifnitz); Kr, 2
- Gregovce: Gregorsdorf; St, 17
- Grenc: Grenze; Kr, 4
- Gresovščak: Grüßerschak; St, 12
- Grgar: Gregor; L, 2
- Grgarske Ravne: Raunach; L, 2
- Grgelj: Beim Gergel; auch: Beim Görgel, Gergel in der Unterkrain; Kr, 2
- Grič (Konstanjevica na Krki): Grietsch in der Krain; Kr, 3
- Grič (Ribnica): Gritsch (bei Reifnitz); Kr, 2
- Grič pri Klevevžu: Grietsch bei Klingenfels; Kr, 9
- Grič pri Trebnjem: Gritz; auch: Gritsch; Kr, 9
- Gričice: Obermitterdorf; Kr,11
- Grintovec (Ivančna Gorica): Grintowitz bei Johannsbüchel; Kr, 9
- Grintovec pri Kočevju: Grintowitz bei Altlack; Kr, 2
- Grintovec pri Osilnici: Grintowitz in der Unterkrain; Kr, 1
- Grivac: Griwatz; Kr, 2
- Grivče: Gritsche; L, 2
- Griže (Ivančna Gorica): Greischach; auch: Grische; Kr, 9
- Griže (Žalec): Greis bei Cilli; St, 2
- Grlava: Girlausdorf; später auch: Gerlova; St, 12
- Grliče: Girlitz; St, 2
- Grlinci: Gerlinzen; St, 15
- Grm (Ivančna Gorica): Germ (bei Johannsbüchel); Kr, 9
- Grm (Metlika): Germ in der Unterkrain; Kr, 11
- Grm (Trebnje): Stauden; auch: Germ; Kr, 9
- Grm (Velike Lašče): Germ bei Luschari; Kr, 2
- Grmada: Germath; Kr, 9
- Grmovlje: Germulle; Kr, 9
- Grobel (Šentjur): Grübel (bei Sankt Georgen); St, 2
- Grobelce: Grub; St, 2
- Grobelno: Grübel (bei Sankt Marein); St, 2
- Grobišče (Postojna): Grobschel; Kr, 1
- Groblje (Domžale): Ebensfeld; veraltet: Sankt Notburga in der Krain; Kr, 10
- Groblje pri Prekopi: Gröble; Kr, 3
- Gromperk: Grünberg; St, 20
- Grosuplje: Großlupp; Kr, 5
- Gruča: Grutsche; Kr, 3
- Grudnica: Graudenz; L, 9
- Grundelj: Grundelhof; auch: Grundhof; Kr, 9
- Grušce: Gruschitz; St, 2
- Grušova: Gruschau; St, 13
- Gržeča vas: Gerschetschendorf; Kr, 3
- Gumberk: Gumberg in der Unterkrain; Kr, 9
- Gumnišče: Weißkirchen in der Oberkrain; Kr, 5
- Gunclje: Gunzle; Kr, 5
- Gunte: Gundersdorf; Kr, 3
- Guštanj: Gutenstein in Kärnten; K, 6

## H
- Hajdina: Haidin, St, 15
- Hajdoše: Siebendorf; St, 15
- Hajndl: Haindl; St, 15
- Hajnsko: Hainberg; St, 2
- Handlerji: Handlern; K 2
- Hardek: Hardegg; auch: Hardeck bei Friedau; St, 15
- Harije: Carian; auch: Karian, Sankt Stephan; Kr, 1
- Hartenštajn: Hartenstein, St, 17
- Hasenbichlov: Hasenbichl; St, 2
- Hercegovščak: Herzogberg; St, 16
- Herinja vas: Hereindorf; auch: Horindorf; Kr, 9
- Hermanci: Hermannsdorf; später auch: Hermanetz; St, 15
- Hinje (Sevnica): Vichna; später auch: Hinnach; St, 17
- Hinje (Žužemberk): Hinnach; Kr, 9
- Hiteno: Hittenau; Kr, 5
- Hlaponci: Klappendorf; St, 15
- Hlebce (Radovljica): Clebitz; Kr, 8
- Hlebče (Velike Lašče): Hlebitz; Kr, 2
- Hleviše: Hleusche; Kr, 7
- Hlevni Vrh: Hlewenberg, Hlewenwerch; Kr, 7
- Hlevnik: Glainich; L, 2
- Hobovše (Cerkno): Hobusche bei Neuoßlitz; L, 9
- Hobovše pri Stari Oselici: Hobusche bei Altoßlitz; Kr, 4
- Hoče: Kötsch; St, 13
- Hočevje: Altainöd; auch Alteinödt; Kr, 5
- Hočko Pohorje: Bachern bei Kötsch; St, 13
- Hodoš: Hodosch; Ü
- Hohovica: Hohowitz; St, 2
- Hojče: Heutschach; Kr, 2
- Holmec: Holmberg, K, 7
- Homec: Hometz; L, 9
- Horjul: Baumkirch in der Oberkrain; Kr, 5
- Hošnica: Hoschnitz; St, 20
- Hotavlje: Kattaul; später auch Hotaule; Kr, 4
- Hotedršica: Hotederschitz; Kr, 7
- Hotemaže: Wolhardstein; später auch: Hotemasch; Kr, 4
- Hotemež: Hitemesch, auch: Hottemesch, Hotemesch; Kr, 3
- Hotinja vas: Ottendorf; auch: Hottendorf; St, 13
- Hotunje: Kattendorf; St, 2
- Hrast pri Jugorju: Eich bei Sankt Veit; Kr, 11
- Hrast pri Vinici: Hrast bei Weinitz; Kr, 11
- Hrastek: Aichen, Eichen; später auch Hrastegg; Kr, 3
- Hrastje (Šentjur): Aichen (bei Sankt Georgen); St, 2
- Hrastje nad Kranjem: Grest; selten auch: Hrastie; Kr, 4
- Hrastje pri Cerkkljah: Aichen; auch: Hrastie bei Birkenfeld; St, 17
- Hrastje pri Grosupljem: Gräst bei Großlupp; Kr, 5
- Hrastje-Mota: Eichdorf-Mauth; St, 12
- Hrastenice: Chrastelnitz; Kr, 5
- Hrastnik: Eichthal; St, 2
- Hrastov Dol: Eichenthal; Kr, 9
- Hrastovec (Lenart): Gutenhag, auch Gutenhaag, Guttenhaag; St, 13
- Hrastovec (Velenje): Schalckthal; St, 20
- Hrastovec (Zavrč): Hrastovetz; St, 15
- Hrastovica: Hrastowitz; Kr, 9
- Hrašče (Postojna): Eichendorf bei Adelsberg; Kr, 1
- Hrašče (Vipana): Aich; L 2
- Hraše (Medvode): Grasach; Kr 5
- Hraše (Radovljica): Hrasche; Kr, 8
- Hraše pri Preddvoru: Hrasche bei Höflein; Kr, 4
- Hrašenski Vrh: Eichberg bei Bad Radein; St, 12
- Hreljin: Hrollin; Kr, 2
- Hrenca: Krönich; St, 13
- Hrenova: Chrenau; St, 2
- Hrenovice: Sankt Martin bei Adelsberg; auch: Krenowitz; Kr, 1
- Hrib (Loški Potok): Fels; Kr, 1
- Hrib (Preddvor): Obergörtschach; Kr, 4
- Hrib (Šmarješke Toplice): Hundsdorf; Kr, 9
- Hrib nad Ribčami: Maria Virginia; Kr, 10
- Hrib pri Cerovcu: Perg; später auch: Hrib bei Zerouz; Kr, 11
- Hrib pri Fari: Hrib bei Pfarre; Kr, 2
- Hrib pri Hinjah: Tabor in der Unterkrain; Kr, 9
- Hrib pri Koprivniku: Büchel bei Nesselthal; Gottscheeerisch: Piechl; Kr, 2
- Hrib pri Orehku: Hrib bei Orechegg; Kr, 9
- Hrib pri Rožnem Dolu: Hrib bei Rosenthal; Kr, 11
- Hrib pri Zmicu: Sankt Peter im Gebirge; Kr, 4
- Hribi: Hribach; Kr, 10
- Hribljane: Sankt Veit; später auch: Hriblein; Kr, 7
- Hrovača: Krobatsch; Kr, 2
- Hrpelje-Kozina: Herpelle-Gossdorf; L, 1
- Hruševe: Krussiach; auch: Chruschein; Kr, 1
- Hrustovo: Hrustou; Kr, 2
- Hruševec: Birnbaum; St, 2
- Hruševica: Krasch, L, 2
- Hruševlje: Rittersberg; L, 2
- Hruševo: Birnwald; später auch: Hruschowa; Kr, 5
- Hrušica: Birnbaumer Wald; L, 2
- Hrušica (Ilirska Bistrica): Sankt Chrysogonus; auch: Imwald; Chruschitz; Kr, 1
- Hrušica (Jesenice): Birnbaum bei Aßling; Kr, 8
- Hrušica (Ljubljana): Birnbaum (bei Laibach); Kr, 5
- Hrušica (Novo Mesto): Birnbaum in der Unterkrain; Kr, 9
- Hrušovje: Gruschendorf; St, 2
- Hrvaški Brod: Gutenwerth (ab 1473); auch: Kroatisch Überfuhr; Kr, 3
- Hudo Brezje: Teufelsbirken; St, 17
- Huda Jama: ursprünglich Teufelsgraben; später: Böse Grube, auch: Schlimme Grube; St, 2
- Huda Polica: Bösenberg; Kr, 5
- Hudajužna: Honsdorf; L, 9
- Hude Ravne: Teufelsdorf; St, 2
- Hudeje: Huden; Kr, 9
- Hudenje: Hudeine; Kr, 9
- Hudi Graben: Bösengraben; Kr, 4
- Hudi Konec: Hudikonz; Kr, 2
- Hudi Log: Teufelswald; L, 2
- Hudi Vrh: Bösenberg; Kr, 5
- Hudo (Novo Mesto): Schwerdorf; falsch: Katzenberg? Kr, 9
- Hudo (Tržič): Katzenberg; Kr, 4
- Hujbar: Huberberg in der Steiermark; St, 15
- Hum: Kummersdorf in der Ecken; L, 2
- Hum pri Ormožu: Kulm (veraltet Chulm); auch Kulmberg bei Friedau; St, 15
- Hušica: Huschitz; Kr, 4

## I
- Idrija: Idria, veraltet: Idrien; L, 2
- Idrija pri Bači: Vötsch am Fetschenbach; L, 9
- Idrijska Bela: Magdalenenberg; L, 2
- Idrijske Krnice: Karnitze bei Idrien; L, 2
- Idrijski Log: Laag; L, 2
- Idrsko: Hidersch; L, 9
- Idršek: Hiderschegg; L, 2
- Ig: Igglack; Kr, 5
- Iglenik (Novo Mesto): Iglenigg bei Neustädtel; Kr, 9
- Iglenik pri Veliki Loki: Iglenigg (bei Großlack); Kr, 9
- Ihan: Jauchen; Kr, 10
- Ihova: Maichenberg; auch: Meichendorf; St, 13
- Ilirska Bistrica: Illyrisch Feistritz; Kr, 1
- Iljaševci: Igelsdorf in der Steiermark; St, 12
- Ilovca: Ilowitz; St, 2
- Ilovci: Egydensdorf; St, 12
- Ilovka: Illauk; Kr, 4
- Imenje: Himmen; L, 2
- Imenje (Moravče): Imeine; Kr, 10
- Imenje (Šentjernej): Imeinesello; Kr, 3
- Imeno: Stadeldorf; St, 2
- Imenska Gorca: Stadelberg in der Steiermark; St, 2
- Imovica: Imowitz; Kr, 10
- Inlauf: Inlauf; Kr, 2
- Irje: Luisenhof; St, 2
- Iskrba: Hirisgruben; selten: Hirschgruben; K, 2
- Išča vas: Iggdorf; Kr, 5
- Iška: Eisdorf in der Krain; Kr, 5
- Iška Loka: Iggenlack; Kr, 5
- Iška vas: Iggendorf; Kr, 5
- Ivančna Gorica: Johannsbüchel; Kr, 9
- Ivandol: Johannisthal; Kr, 3
- Ivanjci Vrh: Isswanzenberg; auch: Ißwanzenberg; St, 16
- Ivanje Selo: Sankt Hieronymus; auch: Eibenschuß; Kr, 7
- Ivanji Grad: Johannisburg, L, 2
- Ivanjkovci: Sankt Johann (bei Friedau); später auch: Ivankofzen; St, 15
- Ivanjski Vrh: Johannesberg; später: Iswanzenberg; St, 13
- Ivanjševci (Moravske Toplice): Johannesdorf? Ü
- Ivanjševci ob Ščavnici: Eibersdorf; St, 16
- Ivanjševci Vrh: Eibersberg; St, 16
- Ivanovci: Ivanoch, Iwanoch; Ü
- Izgorje: Ißgaren, Kr, 4
- Izlake: Islak; Kr, 6
- Izola: veraltet: Insel im Küstenländchen; L, 1

## J
- Jablance: Jablanach; St, 13
- Jablanica (Ilirska Bistrica): Jablanitz; Kr, 1
- Jablanica (Sevnica): Abfalter; später auch Jablanitz in der Steiermark; St, 17
- Jagnjenica: Sankt Agnes; Kr, 3
- Jagoče: Jagoditsch; St, 2
- Jagršče: Jagersdorf; L, 9
- Jakob pri Šentjurju: Sankt Jakob (bei Cilli); St, 2
- Jakobski dvor: Sankt Jakob (bei Pößnitz); St, 13
- Jakovica: Jakobowitz; Kr, 7
- Jakšiči: Jakschitz; Kr, 2
- Jama (Kranj): Gruben (bei Krainburg); Kr, 4
- Jama (Novo mesto): Gruben (bei Rudolfswerth); Kr, 9
- Jama Prednikov: Ahnenloch; Kr, 9
- Jama pri Dvoru: Gruben; Kr, 9
- Jamna: Jandorf; St, 12
- Jamnica: Jamnitzen, K, 7
- Jamnik: Jamnig; Kr, 5
- Janče: Jantschberg; veraltet: Johannesberg Kr, 5
- Janeževo Brdo: Johannisberg bei Illyrisch Feistritz; Kr, 1
- Janežičeva: Johannesberg; St, 17
- Janežovci: Janschendorf; St, 15
- Janežovski Vrh: Janschenberg; St, 15
- Janhova: Jauchen; auch: Jauchendorf; St, 16
- Jankova: Jankau; St, 2
- Janžev Vrh: Janischberg; St, 12
- Janževa Gora: Johannesberg (bei Zellnitz); St, 13
- Janževski Vrh: Johannesberg; St, 20
- Jarčja Dolina: Jartschinthal, Kr, 4
- Jarčji Vrh: Jartschegg; Kr, 9
- Jarenina: Jahring; St, 13
- Jareninski Dol: Jahringthal; auch: Jähringsthal; St, 13
- Jareninski Dvor: Jahringhof; St, 13
- Jareninski Vrh: Jahringberg; St, 13
- Jasen: Jassen; Kr, 1
- Jasnica: Schweinberg; Kr, 2
- Jastrebci: Habsdorf; später auch: Jastrovetz; St, 15
- Javnik: Jaunegg; St, 20
- Javorje (Gorenja vas-Poljane): Afriach; Kr, 4
- Javorje (Velike Lašče): Jaworje in der Unterkrain; Kr, 2
- Javorje pri Gabrovki: Jauersberg; St, 2
- Javorje pri Blagovici: Gofriach in der Oberkrain; Kr, 10
- Javornik (Idrija): Jabernegg ob Idrien; L, 2
- Javornik (Jesenice): Jauerburg bei Aßling; Kr, 8
- Javornik (Štore): Jauernig; St, 20
- Javornik nad Kranjem: Jauerburg; Kr, 4
- Javorniški Rovt: Jauerburger Gereuth; auch: Greuth; Kr, 8
- Javorovica: Stuhlberg; Kr, 3
- Jazbin Vrh: Dachsenberg; St, 2
- Jazbina: Dachsberg; St, 2
- Jazne: Jaßnach; L, 9
- Jelce: Jelze; St, 2
- Jelenče: Jellentschen; St, 13
- Jelendol (Ribnica): Hirschgruben; Kr, 2
- Jelendol (Škocjan): Hirschthal bei Sankt Kanzian; auch: in der Unterkrain; Kr, 9
- Jelendol (Tržič): Hirschthal in der Oberkrain; auch: Puterhof; Kr, 4
- Jelenja vas pri Kočevju: Hirschdorf; Kr, 2
- Jelenja vas pri Štalcerji: Hirisgruben; selten: Hirschgruben; K, 2
- Jelenov Žleb: Mathildensruhe, Mathildensruh; Kr, 2
- Jelični Vrh: Jelitschenberg; auch: Jelitschenwerch; L, 2
- Jelovec (Maribor): Jellowetz bei Marburg; St, 13
- Jelovec (Sevnica): Jellowetz bei Lichtenwald; St, 17
- Jelovec (Sodražica): Jelowitz; Kr, 2
- Jelovice: Sankt Wolfgang im Kollos; St, 17
- Jelša: Erlach in der Krain; später auch: Jelsche; Kr, 10
- Jelšane: Jaltschach; auch: Jelschanach, Gellschanach; Kr, 1
- Jelše (Krško): Jeusche bei Gurkfeld; Kr, 3
- Jelše pri Otočcu: Elschach bei Werth; auch: bei Sankt Peter; später auch: Jeusche bei Werth, auch: bei Sankt Peter; Kr, 9
- Jelševec (Krško): Jeschouz; auch: Jescheuz bei Gurkfeld; Kr, 3
- Jelševec (Mokronog-Trebelno): Erlach; später auch: Jeuscheuz bei Nassenfuß; Kr, 9
- Jelševnik: Ossenik; Kr, 11
- Jeperjek: Jeperjegg; St, 17
- Jeraka: Frauenberg; Kr, 8
- Jeranovo: Jerenau; Kr, 10
- Jerčin: Jertschin; St, 2
- Jereslavec: Matug; St, 17
- Jerman Vrh: Hermannsberg; Kr, 9
- Jernej pri Ločah: Sankt Bartholomä; St, 2
- Jerneja vas: Jerneisdorf; Kr, 11
- Jerninov Grič: Irnau; Kr, 5
- Jeronim: Sankt Hieronymus; St, 2
- Jeršanovo: Jerschanau; Kr, 5
- Jeršiče: Jerschitz; Kr, 7
- Jesenje: Jessene; St, 2
- Jesenica: Jessenitz bei Kirchheim; L, 9
- Jesenice: Aßling; Kr, 8
- Jesenice (Brežice): Jessenitz bei Rann; St, 17
- Jesenice ob Savi: Jessenitz bei Rann; St, 17
- Jesenov Vrt: Jessenwerth; auch: Jesenwerch; Kr, 2
- Ješenca: Jeschenzen; St, 13
- Ješovec pri Šmarju: Jeschowetz; auch: Erlenberg; St, 2
- Jevnica: Gelnitz oder Joinitz; Kr, 6
- Jevnik: Jeunig; Kr, 10
- Jevšček: Teuschech; L, 9
- Jezerca: Jesserz; L, 9
- Jezerce pri Dobjem: Seedorf; Kr, 2
- Jezerce pri Šmartnem: Seedorf im Rosenthal; später auch: Jeserze St, 2
- Jezero (Brezovica): Seedorf in der Oberkrain; Kr, 5
- Jezero (Trebnje): Seedorf in der Unterkrain; Kr, 9
- Jezersko: Seeland; K, 6
- Ježica: Jeschitzach; auch: Jeschza; Kr, 5
- Ježni Vrh: Jeschenberg, Kr, 6
- Jiršovci: Hirschendorf; St, 15
- Jugorje pri Metliki: Sankt Veit bei Möttling; Kr, 11
- Junčje: Jungshof; Kr, 2
- Jurevski Dol: Georgenthal; St, 13
- Jurišče: Jurschiz; Kr, 1
- Jurišna vas: Jeritschendorf; St, 20
- Jurjevica: Jurowitz; Kr, 2
- Jurklošter: Gairach; veraltet: Geyrach; St, 2
- Jurna vas: Gurendorf; auch Jurendorf; später auch: Jurndorf; Kr, 9
- Jurovci: Jurovetz; St, 17
- Jurovski Dol: Sankt Georgenthal; auch: Georgenthal; St, 12
- Jurjevica: Gorgendorf; Kr, 2
- Jurka vas: Jurkendorf; Kr, 9
- Jurski Vrh: Sankt Georg in den Windischen Büheln; St, 13
- Juršče: Sankt Georg bei Sankt Peter; später auch Jurschitz; Kr, 1
- Juršinci: Georgendorf; später auch: Jurschinzen; St, 15
- Juvanje: Juvaine; St, 2

## K
- Kačji Dol: Wurmthal, Wurmtal; St, 2
- Kačji Potok: Otterbach in der Unterkrain; Gottscheeerisch: Öttrpoch; Kr, 2
- Kadrenci: Kadrenzen; St, 1
- Kajžar: Kaisersberg bei Friedau; St, 15
- Kal (Hrastnik): Kaal (auch: Kail) in der Steiermark, St, 2
- Kal (Ivančna Gorica): Kaal in der Unterkrain; Kr, 9
- Kal (Pivka): Kaal bei Sankt Michael; Kr, 1
- Kal (Semič): Sankt Leonhard in der Windischen Mark; auch: Kall in der Windischen Mark; Kr, 11
- Kal (Tolmin): Kaal; L, 9
- Kal nad Kanalom: Kaal bei Kanalburg, L, 2
- Kal pri Dolah: Kaal (bei Mariathal); St, 2
- Kal pri Krmelju: Kall in der Steiermark; St, 17
- Kalce (Krško): Steinberg bei Gurkfeld; später auch: Zakalze; Kr, 3
- Kalce (Logatec): Steinberg; Kr, 7
- Kališe(Kamnik): Oberstein; Kr, 10
- Kališe (Železniki): Gallischach bei Eisnern Kr, 4
- Kališovec: Kalischowetz; Kr, 3
- Kalobje: Khüthal; St, 2
- Kalše: Kalsche; St, 20
- Kal-Koritnica: Deutschkall-Krittwald; L, 9
- Kambreško: Sankt Gregorsberg, L, 2
- Kamence (Brežice): Kamenitz bei Rann; St, 17
- Kamence (Rogaška Slatina): Sankt Katharina; St, 2
- Kamenica (Metlika): Kamenitz in der Untersteiermark; Kr, 11
- Kamenica (Sevnica): Kamenza bei Lichtenwald; St, 17
- Kamna Gorca: Steinbühel; St, 2
- Kamni Potok: Steinbach; Kr, 9
- Kamni Vrh (Litija): Steinberg bei Heiligenkreuz; Kr, 6
- Kamni Vrh pri Ambrusu: Steinberg bei Sankt Ambros; Kr, 9
- Kamnika (Dol pri Ljubljani: Sankt Helena; Kr, 10
- Kamnica (Maribor): Gams; auch Gamnik, Gemnitz (bei Marburg an der Drau); St,13
- Kamna Gorica: Steinbüchel in der Oberkrain; Kr, 8
- Kamni Vrh: Steinberg; St, 2
- Kamnica: Steinbach oder Baierhof; Kr, 10
- Kamnik: Stein in der Oberkrain; Kr, 10
- Kamnik pod Krimom: Stein am Krimberg; Kr, 5
- Kamniška Bistrica: Bistritz (bei Stein); Kr, 10
- Kamnje (Ajdovščina): Kamenau; L, 2
- Kamnje (Bohinj): Steinfeld; Kr, 8
- Kamnjek: Kamnik; Kr, 4
- Kamno: Kamberg; L, 9
- Kamno Brdo: Steinberg bei Johannsbüchel; Kr, 9
- Kanal: Kanalburg, L, 2
- Kanalski Lom: Lam bei Kanalburg; L, 9
- Kanalski Vrh: Bergauchen, L, 2
- Kančevci: Sankt Benedikt; Ü
- Kandrše (Litija): Kannders; später auch: Kandersch Kannders; Kr, 6 (unklar, Verwechslung mit Kandrše (Zagorje ob Savi)?)
- Kandrše (Zagorje ob Savi): Kannders; später auch: Kandersch Kannders; Kr, 6 (unklar, Verwechslung mit Kandrše (Litija)?)
- Kaniža: Kanischberg; auch: Kanischa; St, 13
- Kanižarica pri Črnomlju: Mayerhof bei Gottschee; Kr, 11
- Kanji Dol: Kainthal; L, 2
- Kanjuce: Kainiutz; St, 20
- Kapele: Kapellen bei Rann; St, 17
- Kapelski Vrh: Kapellenberg; selten: Kappellenberg; St, 12
- Kapla (Ozbalt): Kappel; St,13
- Kapla (Tabor): Sankt Domenikus; St, 2
- Kaplanovo: Kaplanau; Kr, 2
- Kaplja: Kappel; Kr, 1
- Kaplja vas (Komenda): Kappeldorf; Kapellendorf; später auch: Kaplawas; Kr, 4
- Kaplja vas (Sevnica): Kappelsdorf; St, 17
- Kapljišče: Kaplische; Kr, 11
- Karlovica: Karlowitz in der Unterkrain; Kr, 2
- Kartuzija Pleterje: Kartause Pleteriach; auch: Pletriach, Plettriach, Neustift; Kr, 3
- Kartuzijanski samostan Žiče: Kartäuserkloster Seiz; St, 2
- Kašča: Kascha; Kr, 11
- Kašelj: Kaschel; Kr, 5
- Katarija: Sankt Nikolai bei Moräutsch; Kr, 10
- Katarina nad Ljubljano: Sankt Katharina; selten: Sankt Katharinen; Kr, 5
- Katarina nad Medvodami: Sankt Katharina; selten: Sankt Katharinen; Kr, 5
- Kavče: Eben; St, 20
- Kazlje: Casle; L, 8
- Kebelj: Köbl; St, 20
- Kerska vas: Munkendorf; St, 17
- Kicar: Kitzenberg; St, 15
- Kidričevo: Sternthal; auch: Sterntal bei Pettau; St, 15
- Kilovče: Kühlenberg; Kr, 1
- Kitni Vrh: Küttenberg; auch: Kütenberg in der Unterkrain; Kr, 9
- Klada: Neudach; Kr, 5
- Kladje nad Blanco: Oberklad; St, 17
- Kladje pri Krmelju: Grafenegg in der Steiermark; St, 17
- Klanc: Klanzberg; St, 2
- Klance: Gleinitz; Kr, 2
- Klanec (Kranj): Klanz; Kr, 4
- Klanec pri Gabrovki: Glanz in der Unterkrain; St, 2
- Klanec pri Komendi: Klanz (bei Sankt Peter); Kr, 4
- Klanec pri Komnu: Glanitsch bei Komein, L, 2
- Klavže: Klausenhof; L, 9
- Kleč: Kletsch (bei Stockendorf); Kr,11
- Klečj: Kletsch bei Altlack (auch: bei Altlag); Kr, 2
- Klemen: Sankt Clementis; Kr, 4
- Klemenčevo: Sankt Clementis bei Stein; Kr, 10
- Klenik (Litija): Klonig; St, 2
- Klenik (Pivka): Klönig; auch: Glenach; Kr, 1
- Klenovik: Klingstein in der Unterkrain; Kr, 9
- Klenovo: Chlenau; St, 2
- Klinja vas: Klingdorf, Gottscheeerisch: Klindorf; Kr, 2
- Klopce (Dol pri Ljubljani): Klobze in der Oberkrain; Kr, 10
- Klopce (Slovenska Bistrica): Klobze (bei Windisch-Feistritz); St, 20
- Klopce (Žužemberk): Klobze in der Unterkrain; Kr, 9
- Klošter: Kloster (bei Möttling); Kr, 11
- Ključarovci pri Ljutomeru: Schlüsseldorf; St, 12
- Knej: Kney; auch: In der Kney; Kr, 2
- Kneške Ravne: Raunach; L, 9
- Knezdol: Grafenstuhl, St, 2
- Kneža: Grafendorf; L, 9
- Knežak: Grafenbrunn; Kr, 1
- Knežja Lipa: Graflinden; auch: Grafenlinden; Gottscheeerisch: pei den Linten; Kr, 2
- Knežja Njva: Fürstenfeld in der Krain; auch: Grafenacker?; Kr, 2
- Knežja vas: Grafendorf; Kr, 9
- Kobarid: Karfreit; L, 9
- Kobdilj: Greifenstein, L, 2
- Kobilje: Sankt Martin bei Nemphty; Ü
- Kobjeglava: Kubelglau, L, 2
- Kobljari: Köflern; auch: Koflern; Gottscheeerisch: Kowlarn; Kr, 2
- Koboli: Kobel, L, 2
- Kocjan: Kotziansberg; St, 12
- Kočarji: Niedermösel; Gottscheeerisch: Götschara; Kr, 2
- Koče (Kočevje): Kotschen; auch: Gotsch; Gottscheeerisch: Götscha; Kr, 2
- Koče (Postojna): Gottschach; auch: Hütten; Kr, 1
- Kočevje: Gottschee; Kr, 2
- Kočevska Reka: Rieg; Gottscheeerisch: Riaggn; Kr, 2
- Kočevske Poljane: Pöllandl; Gottscheeerisch: Pelond; Kr, 9
- Kočevski Rog: Hornwald; Kr, 9
- Kočki Vrh: Kotschberg; St, 12
- Kočno (Krško): Botschno; Kr, 3
- Kočno pri Polskavi: Kohlberg; St, 20
- Kodreti: Krottenheim, L, 2
- Kog: Kaag, auch Kagberg, Kaagberg; St, 15
- Koglo: Kogel; Kr, 9
- Kojsko: Koische; L, 2
- Kokarje: Kocker; Kr, 10
- Kokoriči: Kokoritschen; St, 12
- Kokra: Kanker; Kr, 4
- Kokrica: Kokritz; Kr, 4
- Kolenča vas: Kolenzdorf; Kr, 5
- Kolezija: Kolesia; Kr, 5
- Kolovec: Gerlachstein; selten: Gerlochstein; Kr, 5
- Koludrje: Koluderje; St, 17
- Komarna vas: Mückendorf oder Obertappelberg; Kr, 11
- Komarnica: Gomarenzen; St, 13
- Komanija: Komania; Kr, 5
- Komen: Komein; L, 2
- Komenda: Kommende (auch: Commenda) Sankt Peter; Kr, 4
- Komendska Dobrava: Amhart; auch: Am Hart; Kr, 4
- Komenska Kašča: Getreidkasten; Kr, 11
- Komolec: Brunndorf; später auch: Komutzen; Kr, 2
- Kompole: Sankt Lorenz; St, 20
- Kompolje (Dobrepolje): Gimpl; auch: Kompolle; Kr, 5
- Kompolje (Sevnica): Gimpel; St, 17
- Kompolje pri Lukovici: Kumpelach; auch: Kumppl; Kr, 10
- Konc: Kontz; St, 2
- Konca vas: Orth (auch: Ort) in der Unterkrain; Kr, 2
- Konec: Konz; Kr, 9
- Konj: Roßbüchel; Kr, 6
- Konjice: Gonobitz; St, 2
- Konjišca vas: Alt-Gonobitz; selten: Altengonobitz; St, 2
- Konjski Hrib: Roßbüchel; Gottscheeerisch: Röschpiechl; Kr,11
- Konjski Vrh: Roßberg; St, 16
- Konjsko (Sevnica): Roßbach in der Steiermark; St, 17
- Konjsko (Vojnik): Roßbach im Rosenthal; später auch: Koinsko im Rosenthal; St, 2
- Konjšica (Litija): Konschitz; selten: Koschza; Kr, 6
- Konjšica-del: Konschitz; selten: Koschza; Kr, 6
- Konstanjevica pri Ligu: Kostaniewitz; L, 2
- Koper: Gafers; L, 1
- Kopačnica: Kapatschnitz; Kr, 4
- Kopija: Koprinhof; Kr, 5
- Kopivnik: Kopiunig; auch Kopunik; St, 13
- Koprivnica (Krško): Kopreinitz in der Steiermark (auch: bei Hörberg; bei Rann); St, 17
- Koprivnica pri Brežicah: Kopreinitz in der Steiermark (auch: bei Hörberg; bei Rann); St, 17
- Koprivnik (Bohinj): Kopriunig (in der Wochein); Kr, 8
- Koprivnik (Kočevje): Nesselthal; Kr, 2
- Koprivnik (Žiri): Kopriunik in der Oberkrain, Kr, 4
- Koprivnik pri Kočevju: Nesselthal; Kr, 2
- Koreno (Lukovica): Wurz in der Oberkrain; Kr, 10
- Koreno nad Horjulom: Korein in der Oberkrain; Kr, 5
- Koretno: Trögern; St, 2
- Korita (Trebnje): Korritach; auch: Goritich; Kr, 9
- Korita na Krasu: Korith im Karst; L, 2
- Koritnica: Goritnich; L, 9
- Koritnice: Koritenz; Kr, 1
- Koritno: Koreuten; Kr, 8
- Korošče: Karner; Kr, 7
- Korošci: Grofenik; Ü
- Koroška Bela: Kärtner Vellach; Kr, 8
- Koroška vas: Karndorf unter Meichau; auch: Karndorf in der Unterkrain; später auch Koroschendorf; Kr, 9;
- Koroška vas na Pohorju: Karndorf; auch Kärnterdorf in der Steiermark; St, 2
- Korplje: Korple; St, 20
- Korpule: Korblach; St, 2
- Koseč: Sankt Jobst; L, 9
- Koseze (Ilirska Bistrica): Eding; auch: Kassegg bei Illyrisch Feistritz; Kr, 1
- Koseze (Vodice): Edling; später auch: Koses; Kr, 5
- Kostanj: Chestinberg; auch: Kästendorf; Kr, 10
- Kostanjek: Freiburg in der Steiermark; St, 17
- Kostanjevec: Köstendorf; St, 20
- Kostanjevica na Krasu: Kästenholz; L, 2
- Kostanjevica na Krki: Landstraß (an der Gurk); Kr, 3
- Kostel: Grafenwarth; Kr, 2
- Kostrivnica: Gotternick; später Kostreinitz; St, 2
- Košaki: Leitersberg; St, 13
- Koščake: Koschach; später auch: Koschak; Kr, 7
- Košiše: Koses; Kr, 10
- Košnica (Šentjur): Koschnitz bei Schleinitz; St, 2
- Košnica pri Celju: Schönbühel; St, 2
- Kot (Ig): Winkel in der Oberkrain; Kr, 5
- Kot (Šentrupert): Winkel (bei Jaßen); Kr, 9
- Kot na Pohorju: Winkel im Bachern; St, 20
- Kot ob Kolpi: Winkel bei Altenmarkt; Kr, 11
- Kot pri Prevaljah: Lieschathal, K, 7
- Kot pri Rakitnici: Winkel bei Rakitnitz; Kr, 2
- Kot pri Ribnici: Winkel bei Reifnitz; Kr, 2
- Kot pri Semiču: Sankt Josef in der Windischen Mark; auch: Winkel in der Windischen Mark; Kr, 11
- Kot pri Veliki Slevici: Winkel bei Großsillwitz; Kr, 2
- Koti: Winklern; Kr, 9
- Kotlje: Köttelach; K, 6
- Kovača vas (Črnomelj): Schmieddorf; Kr, 11
- Kovača vas (Slovenska Bistrica): Schmittsberg; St, 20
- Kovačji Grad: Wolfsberg; Kr, 11
- Kovor: Kaier; Kr, 4
- Kovk (Ajdovščina): Kolk; L, 2
- Kovk (Hrastnik): Kouk bei Eichthal; auch: bei Eichenthal; St, 2
- Kovski Vrh: Kouskiwerch; Kr, 4
- Kozana: Cosengrunden; L, 2
- Kozarišče: Schneeberg; Kr, 1
- Kozarje: Niedermösel; Kr, 5
- Kozaršče: Kossarisch; L, 9
- Kozarno: Heiligengeist; L, 2
- Kozice: Kositzenberg; auch: Kositzen; K, 2
- Kozina: Gossdorf; L, 1
- Kozjak pri Ceršaku: Goißegg; auch: Goißeck, Goiseck, Goisegg; St, 13
- Kozjane: Cosssana; auch: Kossana; L, 1
- Kozje: Drachenburg; St, 17
- Kozji Vrh: Kosiberg; St, 20
- Kozmerice: Kosmeritz; L, 9
- Kožbana: Kasswein in der Ecken; L, 2
- Kožljek: Kosleck; Kr, 7
- Kožljevec: Gustenfeld; Kr, 5
- Kožmani: Koschmann; L, 2
- Kraberk: Kraberg; St, 2
- Krajina: veraltet: Zwetehndorf; Ü
- Krajna Brda: Kreinawerda; St, 17
- Krajnčica: Grenzdorf; St, 2
- Krajno Brdo: Krenwerd; Kr, 10
- Kraljevci: Königsdorf in der Steiermark; St, 12
- Kralji: Kralm; auch Wertatsch, Vartatsch; Kr, 2
- Kramarovci: Sinnersdorf; Ü
- Kramplje: Grampl; Kr, 5
- Kranj: Krainburg; Kr, 4
- Kranjče: Kraintsche; Kr, 7
- Kranjska Gora: Kronau; Kr, 8
- Krapje: Krapping; St, 12
- Krašči: Königsdorf; Ü
- Kraška vas: Kraschkendorf; St, 17
- Krasinec: Krassinz; später auch Krassnitz; veraltet: Crassinz; Kr, 11
- Krasno: Krassen; L, 2
- Krašnja: Kraxen; Kr, 10
- Krašnji Vrh: Kraschenberg; Kr, 11
- Krčevina: Kartschowina; auch: Kertschovina; St, 15
- Kred: Artelsdorf; L, 9
- Kregrjevo: Gregersdorf; Kr, 10
- Kregoliščje: Gregolische; L, 8
- Kremberk: Kremmberg; St, 13
- Kremenica: Tremnitz in der Oberkrain; Kr, 5
- Kresnica: Graßnitz; St, 13
- Kresnice: Kreßnitz (Kressnitz); Kr, 6
- Kresniške Poljane: Kreßnitzerfeld; später auch: Kreßnitzpolane; Kr, 6
- Kresniški Vrh: Kreßnitzberg (Kressnitzberg); Kr, 6
- Krestenica: Kerstenitz, L, 2
- Kristan Vrh: Kristanberg; St, 2
- Krišča Reber: Kreuzberg; Kr, 9
- Kriška vas: Kreutzdorf bei Johannsbüchel; Kr, 9
- Kriškandol: Christenthal; St, 2
- Krištnaci: Kristanzen; St, 12
- Krivčevo: Gerolstein; Kr, 10
- Krivica: Kriwitz; St, 2
- Krivo Brdo: Kriv; selten: Kriw; Kr, 4
- Krivoglavice: Kriwoglawetz; Kr, 11
- Križ (Komenda): Kreutz; Kr, 4
- Križ (Sevnica): Kreuzdorf bei Lichtenwald; St, 17
- Križ (Sežana): Heilig Kreuz; Heiligkreuz; L, 8
- Križ (Trebnje): Kreuzdorf (in der Unterkrain); Kr, 9
- Križate: Kreuzdorf; Kr, 10
- Križe (Brežice): Kreuzen; St, 17
- Križe (Novo Mesto): Kreuzdorf bei Rudolfswerth/Neustädtl; Kr, 9
- Križe (Tržič): Heiligkreuz; auch: Heiligenkreuz (bei Neumarktl); Kr, 4
- Križan Vrh: Krischanwerch; 1943–45: Kristanberg; St, 17
- Križevci: Kreuzdorf in der Steiermark; bis 1896: Heiligenkreuz bei Luttenberg; St, 12
- Križevci (Gornji Petrovci): Heilig Kreuz; Ü
- Križevci pri Ljutomeru: Kreuzdorf in der Steiermark; bis 1896: Heiligenkreuz bei Luttenberg; St, 12
- Križevec: Heiligenkreuz bei Rötschach; St, 2
- Križevska vas: Kreuzdorf in der Oberkrain (Sancta Crucis); Kr, 10
- Križevska vas: Kreuzdorf (bei Möttling); Kr, 11
- Križmani): Krischman; auch: Krischmann, Kreuzmann; Kr, 1
- Križna Gora (Ajdovščina): Kreuzenberg; L, 2
- Križna Gora (Škofja Loka): Kreuzberg (bei Bischoflack); Kr, 4
- Križni Vrh (Mokronog-Trebelno): Kreuzberg (bei Nassenfuß); auch: Kreuzenberg; Kr, 9
- Križni Vrh (Slovenska Bistrica): Kreuzberg (bei Windisch-Feistritz); St, 20
- Krka: Obergurk; Kr, 9
- Krkovo pri Karlovici: Kerkou; Kr, 2
- Krmelj: Karmel; auch: Kermel; St, 17
- Krn: Krennberg; L, 9
- Krnci: veraltet Kerninch; Ü
- Krnica (Gorje): Kernitz; Kr, 8
- Krnica (Luče): Karnitz; St, 16
- Krnice (Hrastnik): Kernitz (in der Steiermark); St, 2
- Krnice pri Novakih: Kernitze; Kr, 4
- Krnče: Kerntsche; Kr, 2
- Krog: Kroth; Ü
- Kromberk: Kronberg L, 2
- Krog: Kroth; Ü
- Kropa: Kropp, auch: Cropp; veraltet: Siedendorf; Kr, 8
- Krplivnik: Kapornak; Ü
- Krsinji Vrh: Kersinberg; später auch: Kersin Werch, Kersinwerch; St, 17
- Kršič: Gallenberg; Kr, 10
- Krška Vas: Munkendorf; St, 17
- Krška vas: Gurkdorf; Kr, 9
- Krško: Gurkfeld; Kr, 3
- Krtina (Domžale): Kertina (in der Oberkrain); Kr, 5
- Krtina (Trebnje): Kertina bei Guggenberg; Kr, 9
- Krupa (Bela krajina): Burgstall in der Windischen Mark; auch: Hohenwart, Krupp in der Weißen Krain; Kr, 11
- Kruplivinik: Koprinik; Ü
- Krušče: Krusche; Kr, 7
- Krušni Vrh: Gruschenberg; Kr, 9
- Krvava Peč: Blutigenstein; Kr, 2
- Krvavči Vrh: Blutsberg; Kr, 11
- Kržišče (Cerknica): Kerschische (bei Zirknitz); Kr, 7
- Kržišče (Krško): Kerschische (bei Gurkfeld); St, 17
- Kržišče pri Čatežu: Grundhof; St, 2
- Kuhlarji: Küchlern, Küchlein; Gottscheeerisch: Kichlarn; Kr, 2
- Kuk: Deutsch Siebeneck; L, 9
- Kukenberk: Guggenberg; auch: Kuckenberg, Kukenberg; Kr, 9
- Kukmaka: Kukmagg; Kr, 2
- Kukovo: Kukendorf, Kr, 5
- Kumpolje: Gimpelhof; St, 2
- Kumrova vas: Kummersdorf; selten: Kummerdorf; K, 2
- Kupljenik: Kuplenig; Kr, 8
- Kupšinci: Küpschintzen; Ü
- Kunč: Kuntschen; Kr, 9
- Kungota: Sankt Kunigund; veraltet: Varesdorf; St, 13
- Kungota pri Ptuju: Sankt Kunigund bei Pettau; St, 15
- Kunova: Kannadorf; St, 16
- Kunšperk: Königsberg (bei Rann); St. 13
- Kupetinci: Gupetinzen; St, 12
- Kureč Grad: Burg(ruine) Thurn; Kr, 11
- Kurja vas (Ivančna Gorica): Hühnerdorf (in der Unterkrain); Kr, 9
- Kurja vas (Vrhnika): Hühnerdorf (in der Oberkrain); Kr, 5
- Kuršinci: Kurschendorf; St, 12
- Kušernik: Kuschernigg; St, 13
- Kuštanovci: Kustanos; Ü
- Kuteževo: Guttenegg bei Illyrisch Feistritz; Kr, 1
- Kutinci: Kuttendorf in der Steiermark; St, 12
- Kuzarjev Kal: Kosikall; Kr, 9
- Kuželič: Kuschelitz; Kr, 2
- Kuželj: Kuschel; Kr, 2
- Kuželjevec: Kaschellowetz; Kr, 9
- Kuzma: Zalocha; später auch: Sankt Kosmas; Ü
- Kvasica: Quasitza; Kr, 11

## L
- Labinje: Albinan; L, 9
- Lačaves: Latschendorf bei Friedau; St, 15
- Lačenberk: Latschenberg; Kr, 6
- Lačja vas: Latschendorf; Kr, 10
- Lačni Vrh (Domžale): Latschenberg; Kr, 5
- Lačni Vrh (Šmartno pri Litiji): Latschenberg (bei Sankt Martin); Kr, 6
- Ladra: Ladrach; L, 9
- Lahinja: Lachina (bei Mittenwald); Kr,11
- Lahomno: veraltet: Lochomel; auch: Lachombl; St, 2
- Lahomšek: Birkstein; St, 2
- Lahonci: Lachonetzberg; auch: Lachonetz; St, 15
- Lahov Graben: Graben (bei Gairach); auch: Lachengraben; St, 2
- Lahovče: Lachowitz; Kr, 4
- Lahovo: Lachau; Kr, 5
- Lajše: Laschich; Kr, 4
- Lancova vas: Lanzendorf; St, 17
- Lancovo: Lanzau; Kr, 8
- Landek: Landegg; auch: Landeck; St, 2
- Landol: Landau; auch: Lahnthal; Kr, 1
- Laniše: Lanische; Kr, 4
- Lanišče: Harland; auch: Leindorf in der Krain; Kr, 5
- Laniše: Haarland; auch: Leindorf in der Oberkrain; später auch: Lanische; Kr, 10
- Lapinje: Neugereuth; auch: Laubbüchel; Gottscheeerisch: Lapiechl; K, 2
- Laporje (Slovenska Bistrica): Labriach; St, 20
- Laporje (Velike Lašče): Laperje; auch: Lappriach; Kr, 2
- Laseno: Lassen; Kr, 10
- Lastnič: Lastnitsch; St, 2
- Lastomerci: Lastomerzen; St, 16
- Lašče (Borovnica): Laschitz; Kr, 5
- Lašče (Žužemberk): Laschitz in der Unterkrain; Kr, 9
- Laška vas (Laško): Wallendorf; auch: Walddorf (bei Tüffer); St, 2
- Laška vas pri Štora: Wallendorf; St, 20
- Laški Rovt: Wälsch Gereuth; Kr, 8
- Laško: Tüffer; auch: Markt Tüffer; St, 2
- Lavrica: Lauerz in der Oberkrain; Kr, 5
- Lavrovec: Lauersberg; Kr, 7
- Laze (Brežice): Lase bei Rann; St, 17
- Laze (Logatec): Lassach; Kr, 7
- Laze (Novo Mesto): Sankt Agatha; später auch Reuther, Reuter; Laase, Unterlase in der Unterkrain; Kr, 9
- Laze (Velike Lašče): Lase bei Großlaust; Kr, 2
- Laze nad Krko: Lase ob Obergurk; Kr, 9
- Laze pri Borovnici: Lassach bei Franzdorf; Kr, 5
- Laze pri Boštanju: Lase bei Sauenstein; später: Sawenstein, Savenstein; St, 17
- Laze pri Domžalah: Laase in der Oberkrain; Kr, 5
- Laze pri Dolskem: Sankt Agatha in der Krain; Kr, 10
- Laze pri Dramljah: Laase bei Trennenberg; St, 2
- Laze pri Gobniku: Zirckna; Kr, 6
- Laze pri Gorenjem Jezeru: Lassach beim Zirknitzer See; Kr, 7
- Laze pri Kostelu: Lase in der Unterkrain; Kr, 2
- Laze pri Oneku: Neufriesach; Gottscheeerisch: Biedröß; Kr, 2
- Laze pri Predgradu: Geräuth bei Ehrenberg; Kr, 2
- Laze pri Vačah: Lase bei Littai; Kr, 6
- Laze v Tuhinju: Laas (Laase) in der Tuchein; auch: Laase bei Obertucheln; auch: Lauß; Kr, 10
- Lazec (Cerkno): Lasitz bei Kirchheim; L, 9
- Lazec (Loški Potok): Gehack (auch: Gehhag) bei Obergras; auch Riegel bei Lienfeld; Kr, 1
- Lazna: Lastenau im Kaltenthal; L, 2
- Laznica (Cerkno): Lasnitz bei Kirchheim; L, 9
- Laznica (Maribor): Lassnitz; auch: Laßnitz; St,13
- Lažiše (Dobje): Lassen; Kr, 2
- Lažiše (Laško): Lassach; St, 2
- Ledeča vas: Ladendorf in der Unterkrain; Kr, 3
- Ledine: Ledine ob Unteridrien; L, 2
- Ledinica: Ledinz, Kr, 4
- Ledina: Terfriet; später auch: Ledin; St, 17
- Ledinske Krnice: Karnitze bei Ledine; L, 2
- Legen: Lechen; St, 20
- Lehen na Pohorju: Lechen in der Steiermark; St, 20
- Lekšetov (Poljane): Burgruine Ruteneck; St, 2
- Lemberg pri Novi Cerkvi: Lengenburg; St, 2
- Lemberg pri Strmcu: Lengenburg; später: Lemberg; St, 2
- Lemberg pri Šmarju: Lemberg bei Sankt Marein; auch: Lengenburg; St, 2
- Lemerjei: Sankt Margita; Ü
- Lenart v Slovenskih goricah: Sankt Leonhard in den Windischen Büheln; St, 13
- Lenart nad Lušo: Sankt Leonhard (bei Bischoflack); Kr, 4
- Lenart pri Gronjem Gradu: Sankt Leonhard bei Oberburg; St, 2
- Lendava: Limbach, Unterlimbach; auch selten: Lindau; Ü
- Lepa Njiva: Schönacker; St, 10
- Lepena: Leppen; L, 9
- Lepence: Lepenz; Kr, 8
- Lepi Vrh: Schönberg; Kr, 5
- Lesce: Lansdorf; später auch Lees; Kr, 8
- Lešane: Haseldorf; auch: Windisch-Haseldorf; St, 16
- Leše (Litija): Leesch bei Littai; St, 2
- Leše (Tržič): Leschach; Kr, 4
- Lesično: Sankt Ulrich bei Drachenburg; St, 17
- Leskovca: Haslach, später auch: Leskauz; St, 2
- Leskovec (Ivančna Gorica): Leskouz bei Johannsbüchel; Kr, 9
- Leskovec (Novo Mesto): Leskouz bei Neustädtel; Kr, 9
- Leskovec (Slovenska Bistrica): Leskovetz; St, 20
- Leskovec pri Podborštu: Leskouz; St, 17
- Leskovec pri Krškem: Haselbach in der Unterkrain (auch: bei Gurkfeld); Kr, 3
- Leskovica: Leskousza; Kr, 4
- Lesno Brdo (Horjul): Lessenberg oder Holzenegg bei Baumkirch; Kr, 5
- Lesno Brdo (Vrhnika): Holzenegg; auch Hölzenegg; Kr, 5
- Lešane: Windisch-Haseldorf; St, 16
- Leščevje: Leschuje; Kr, 9
- Leše: Liescha, K, 7
- Lešnica (Novo Mesto): Löschnitz; auch: Leschnitz; Kr, 9
- Lešnica (Ormož): Löschnitz in der Steiermark; St, 15
- Lešniški Vrh: Löschnitzberg; St, 15
- Lešnjake: Leschniak; Kr, 7
- Letenice: Lettenz; Kr, 4
- Letuš: Lettusch; St, 20 oder 2
- Levanjci: Juvanzen; St, 15
- Levec: Lehndorf; St, 2
- Levič: Levitsch; St, 20
- Levpa: Sankt Stephan, L, 2
- Levstiki: Leustuk; Kr, 2
- Libanja: Liboina; St, 15
- Libeliče: Leifling; K, 6
- Libelj: Liebelberg; Kr, 3
- Libna: Loibenberg; St, 17
- Liboje: veraltet Lybochendorf; auch: Libochendorf; St, 2
- Libušnje: Glibuschen; L, 9
- Lig: (Sankt) Mariazell, L, 2
- Limbarska Gora: Lindenberg (auch: Limberg) in der Oberkrain; Kr, 10
- Limbuš (Maribor): Limbach; auch: Lembach bei Marburg oder Marburg-Lembach; St,13
- Lindek: Lindegg, auch Lindeck; St, 2
- Lipa (Dobrepolje): Lindt; auch: Linden; Kr, 5
- Lipa (Lukovica): Lipp; Kr, 10
- Lipa (Mira-Kostanjevica): Lippa; L, 2
- Lipa (Zreče): Lippa bei Rötschach; St, 2
- Lipa pri Frankolovem: Lippach; St, 2
- Lipce: Lipetz; Kr, 8
- Lipica: Lipizza; L, 8
- Liplje (Kamnik): Lypp; auch: Lipp bei Obertucheln; Kr, 10
- Liplje (Postojna): Laiplach; auch Lieple; Kr, 1
- Lipni dol: Lindenthal; St, 2
- Lipni Vrh: Lindenberg; Kr, 9
- Lipnica: Kleinsaifnitz; Kr, 8
- Lipnik: Arenberg; Kr, 9
- Lipovci: veraltet Lipoch; Ü
- Lipovec (Brežice): Lipovetz; St, 17
- Lipovec (Ribnica): Lippowitz; Lipowitz; Kr, 2
- Lipovec (Semič): Lippenberg; später auch: Lippowitz; Kr, 11
- Lipovec pri Kostelu: Lipowetz in der Unterkrain; Kr, 2
- Lipovšica: Liposchitz, auch Lipouschitz; Kr, 2
- Lipsenj: Lipsen; veraltet: Lupsen; Kr, 7
- Lisec (Tolmin): Fuchsdorf; L, 9
- Lisec (Trebnje): Fuchsberg; Kr, 9
- Lisičje: Gairau; auch: Gayerau, Geyerau; Kr, 5
- Lisičje Jame: Fuchsgraben; St, 17
- Lisjaki: Lissiach; L, 2
- Litija: Littai; Kr, 6
- Litmerk: Littenberg; St, 15
- Livek: Libegg; L, 9
- Livold: Lienfeld; Kr, 2
- Livske Ravne: Raune; L, 9
- Ljubija: Liffai; St, 10
- Ljubgojna: Lublogoin; auch: Lubgoina; Kr, 5
- Ljubinj: Lübin; L, 9
- Ljubljana: Laibach; Kr, 5
- Ljubno: Laufen im Sanntal; auch: in der Steiermark; St, 2
- Ljubno (Radovljivca): Lauffen; Kr, 8
- Ljubstava: Lubstova; St, 17
- Ljutomer: Luttenberg; St, 12
- Lobček: Lobtschigg; Kr, 5
- Lobnica: Lobnitz; St, 13
- Loče (Brežice): Ried; St, 17
- Loče (Celje): Lotsche im Rosenthal; St, 2
- Loče (Slovenske Konjice): Heilig Geist; auch: Heiligengeist; St, 2
- Loče pri Poljcanah: Heilig Geist; auch: Heiligengeist; St, 2
- Ločič: Lotschitschdorf; St, 15
- Ločki Vrh (Benedikt); Leutschberg; St, 13
- Ločki Vrh (Destrnik): Lotschitschberg; St, 15
- Log-Dragomer: Laag-Dragomer; Kr, 5
- Log (Bohinj): Lose; Kr, 8
- Log (Kranjnska Gora): Loog bei Kronau; Kr, 8
- Log (Lukovica): Lack bei Wolfsbüchel; Kr, 10
- Log (Mokronog-Trebelno): Log bei Nassenfuß; Kr, 9
- Log (Rogatec): Loog in der Steiermark; St, 2
- Log (Sevnica): Auen bei Lichtenwald; später auch: Hoflack; St, 17
- Log Čezsoški: Logdorf; L, 9
- Log pod Mangartom: Breth oder Preth; L, 9
- Log pri Brezovici: Laag in der Oberkrain; auch: Laag bei Bresowitz; Kr, 5
- Log pri Polhovem Gracu: Rückenstein; Kr, 5
- Log pri Vrhovem: Logg bei Ratschach; Kr, 3
- Log pri Žužemberku: Laag (bei Seisenberg); Kr, 9
- Logarovci: Logarofzen; St, 12
- Logarji: Logarje; Kr, 2
- Logarska Dolina: Lochnersthal; auch: Lochersthal; St, 20
- Logaršče: Locharsch; L, 9
- Logatec: Loitsch; Kr, 7
- Logje: Lotzenberg; L, 9
- Loje: Logendorf; L, 9
- Loka (Starše): Laak; auch: Laakdorf (bei Altendorf); St, 15
- Loka (Šentjernej): Loka in der Unterkrain; Kr, 3
- Loka (Tržič): Laak (bei Neumarktl); Kr, 4
- Loka ob Tesnici: Sternstein, auch: Lak, Laak, in der Lak; St, 2
- Loka pri Dobrni: Sternstein; St, 2
- Loka pri Framu: Lack (auch: Laak) bei Frauheim; St, 13
- Loka pri Mengšu: Laak bei Mannsburg; Kr, 10
- Loka pri Zidanem Mostu: Laak bei Steinbrück; St, 2
- Loka pri Žusmu: Laak bei Süßenheim; auch: Lacken; St, 2
- Lokanja vas: Walkersdorf; St, 20
- Lokarje: Lochersdorf; St, 2
- Lokavci: Lugatzberg; St, 16
- Lokavec (Ajdovščina): Lokaviz[3], Lokawitz; L, 2
- Lokavec (Laško): Lokautz bei Laak; St, 2
- Loke (Krško): Lack bei Haselbach; Kr, 3
- Loke (Nova Gorica): Kornhalle; L, 2
- Loke (Straža): Staingenberg; Kr, 9
- Loke (Tabor): Laakdorf; St, 2
- Loke pri Mozirju: Laak bei Praßberg; auch Prassberg; St, 10
- Loke pri Planini: Laakdorf; auch Laakdorf bei Monspreis; St, 2
- Loke pri Zagorju: Lokach; Kr, 6
- Loke v Tuhinju: Laak (auch: Laake, später: Loke) in der Tuchein (auch: bei Obertucheln); Kr, 10
- Lokev na Krasu: Hülben; L, 8
- Lokovec: Lockawitz; L, 2
- Lokovica: Lokowitzen in Kärnten, K, 7
- Lokovica: Lokowitzen; St, 20
- Lokovina: Katzenegg; St, 2
- Lokrovec: Lokrowitz; St, 2
- Lokve (Črnomelj): Loque (bei Tschernembel); Kr, 11
- Lokve (Krško): Loque in der Steiermark; St, 17
- Lokve (Nova Gorica): Wüstenau; L, 2
- Lokve pri Dobrniču: Lokwe; Kr, 9
- Lokvica: Lokwitz; L, 2
- Lom pod Storžičem: Sankt Katharina (bei Neumarktl); Kr, 4
- Lomanoše: Deutsch Radersdorf; St, 16
- Lome: Lorrein; L, 2
- Lončarjev Dol: Hafnerthal; St, 17
- Lončarovci: Gerencher; Ü
- Lopaca: Loppatitz; St, 2
- Lopata: Hartenstein; St, 2
- Loperšice: Lopperschitz, Loperschitz; St, 15
- Lopota (Žužemberk): Schaufeln; Kr, 9
- Lormanje: Schiltern; St, 13
- Loška Dolina: Laasthal; Laastal; Kr, 2
- Loška Gora (Radeče): Loggerberg; Kr, 3
- Loška Gora pri Zrečah: Luschberg; auch: Loschberg in der Steiermark; St, 2
- Loška vas: Altainöd, auch: Alt Ainöd; Kr, 9
- Loški Grad: Schloss Bischoflack; Kr, 4
- Loški Potok: Laaserbach, Laserbach; Kr, 1
- Lovranovo: Lauranerberg; Kr, 5
- Lovrenc na Dravskem polju: Sankt Lorenzen am Draufelde (auch: im Draufeld, bei Pettau); St, 15
- Lovrenc na Pohorju: Sankt Lorenzen am Bachern; St, 13
- Lozice: Lositz, auch: Lassitz; L, 2
- Lož: Laas bei Fulm; Kr, 1
- Ložane: Lassach; St, 13
- Lože (Vipava): Rosenegg; L, 2
- Lože (Laško): Loschach bei Tüffer; St, 2
- Ložec: Loschez, Loschetz; Kr, 1
- Ložice: Loschitz, L, 2
- Lubečna: Lebeschnau; St, 2
- Lubež v Lazih: Lubesch; Kr, 6
- Lucija: Sankt Luzia; L, 1
- Lučarjev: Reitenburg; Kr, 9
- Luče: Leutsch; St, 16
- Luče (Grosuplje): Leitsch bei Weichselburg; Kr, 5
- Luče ob Savinji: Leutsch; St, 16
- Luče pri Ljubnem: Leutsch; St, 16
- Lučine: Lutschna; veraltet: Lutschen; Kr, 4
- Ludranski Vrh: Lutherberg; K 7
- Lucova: Lychow; Ü
- Lukanja: Lokanja; St, 20
- Lukavci: Lukaufzen; St, 12
- Lukovec (Komen): Lukawitz; L, 2
- Lukovec (Sevnica): Lukouz in der Steiermark; St, 17
- Lukovec (Trebnje): Lukouk; Kr, 9
- Lukovica: Wolfsbüchel; später auch: Lukowitz, Lukwitz; Kr, 10
- Lukovica pri Brezovici: Lukowitz in der Oberkrain; Kr, 5
- Lunovec: Lunaberg in der Steiermark; St, 15
- Lutrje: Luttersdorf; St, 2
- Lutrško Selo: Luttergeschieß; Kr, 9
- Lutverci: Leitersdorf bei Oberradkersburg; St, 16
- Luža (Kočevje): Lacknern; selten: Laknern; K, 2
- Luža (Trebnje): Lacknern bei Seisenberg; Kr, 9
- Luža pri Jugorju: Lacken (bei Sankt Veit); Kr, 11
- Lužarji: Luschari; Kr, 2
- Luže: Lausach; Kr, 4

## M
- Mače: Katzendorf in der Oberkrain; Kr, 4
- Mačji dol: Katzenthal; Kr, 9
- Mački: Matschegg; Kr, 2
- Mačkovci: Wallbach, auch: Waldbach; Ü
- Mačkovec (Kočevje): Katzendorf bei Gottschee; Kr, 2
- Mačkovec (Laško): Katzenstein oder Katzendorf; St, 2
- Mačkovec (Trebnje): Katzendorf; Kr, 9
- Mačkovec pri Dvoru: Katzendorf bei Hof; Kr, 9
- Mačkovec pri Suhorju: Katzendorf in der Windischen Mark; Kr, 11
- Mačkovec pri Škocjanu: Katzendorf; Kr, 9
- Mahovci: Machersdorf; St, 16
- Mahovnik: Mooswald in der Unterkrain; Gottscheeerisch: Mööschbold; Kr, 2
- Magozd: Magost; L, 9
- Mahneti: Machnet; Kr, 7
- Majski Vrh: Maiberg; St, 17
- Majšperk: Monsberg; St, 17
- Makole: Maxau; St, 13
- Makoše: Makusch; auch: Makusche; Kr, 2
- Makule: Maxau; St, 13
- Mala Brda: Kleineck; Kr, 1
- Mala Breza: Niederbirk; auch: Kleinbirk; St, 2
- Mala Bukovica: Kleinbuchendorf; später auch: Klein Bukowitz; Kleinbukowitz bei Illyrisch Feistritz; Kr, 1
- Mala Cikava: Kleinzichau; Kr, 9
- Mala Dobrava: Klein Dobrawa; Kr, 9
- Mala Dolina: Kleindolina; auch: Kleindollina; St, 17
- Mala Gora: Malgern; Gottscheeerisch: Maugrarn; Kr, 2
- Mala Goričica: Kleinbergel, Kr, 9
- Mala Hubajnica: Kleinhuben; auch: Kleinhubainza; St, 17
- Mala Ilova Gora: Klein Egidisberg; Kr, 5
- Mala Kostrevnica: Kleinkostreinitz, Kr, 6
- Mala Lahinja: Lachina; Kr, 11
- Mala Lašna: Kleinlaschna; Kr, 10
- Mala Ligojna: Klein Ludigendorf; Kr, 5
- Mala Loka (Domžale): Kleinlack bei Dragemel; Kr, 5
- Mala Loka (Trebnje): Hoflack; auch: Kleinlak, selten: Kleinlack; Kr, 9
- Mala Loka pri Višnji Gori: Kleinlack in der Oberkrain; Kr, 5
- Mala Mislinja: Kleinmißling; auch: Kleinmissling; St, 13
- Mala Nedelja: Klein-Sonntag; auch Kleinsonntag; St, 12
- Mala Pristava: Kleinmeierhof; auch: Niedermairhof; Kr, 1
- Mala Račna: Lehmberg; Kr, 5
- Mala Sela: Kleinsela; Kr, 11
- Mala Slevica: Kleinsillwitz; Kr, 2
- Mala Stara vas: Kleinaltendorf; Kr, 5
- Mala Strmica: Kleinstermitz; Kr, 9
- Mala Ševnica: Kleinscheinitz; Kr, 9
- Mala Štanga: Stangenwald; auch: Stangen; Kr, 6
- Mala Varnica: Kleinwarnitza; St, 17
- Mala vas (Dobrepolje): Kleindorf bei Gutenfeld; Kr, 5
- Mala vas (Gorišnica): Kleindorf (auf dem Pettauer Feld); St, 15
- Mala vas (Ig): Kleindorf bei Eisdorf; Kr, 5
- Mala vas (Trebnje): Kleindorf in der (Unter-)Krain; Kr, 9
- Mala vas pri Grosupljem: Kleindorf bei Großlupp; Kr, 5
- Male Braslovče: Ruhethal; St, 2
- Male Brusnice: Kleinbrußnitz; auch: Klein-Wrußnitz; Kr, 9
- Male Češnjice: Kleinkirschdorf; auch: Kleintscheschenze; Kr, 9
- Male Dole (Vojnik): Kleinthal; St, 2
- Male Dole pri Stehanji Vasi: Kleindurlach, auch: Kleindule; Kr, 9
- Male Dole pri Temenici: Kleindullach (auch Kleindule) bei Themnitz; Kr, 9
- Male Kompolje: Klein Gampole; auch: Kleinkumpale; Kr, 9
- Male Korinj: Klein Korein, Kr, 9
- Male Lašče: Kleinlaschitz; Kr, 2
- Male Lese: Klein Lees; auch: Kleinlesse; Kr, 9
- Male Lipljene: Kleinlipplein; Kr, 5
- Male Loče: Lodtschen; auch: Kleinlotsche; Kr, 1
- Male Pece: Kleinpetze; auch Kleinpeze; Kr, 9
- Male Poljane: Kleinpölland in der Unterkrain; Kr, 9
- Male Rebrce: Kleinreberze; Kr, 9
- Male Rodne: Sankt Hermagor; auch: Rodeinburg; St, 2
- Male Vodenice: Kleinwodenitz; Kr, 3
- Male Vrhe: Kleingupf; später auch: Klein Verche; Kr, 9
- Male Žablje: Klein Schablach; L, 2
- Malence: Mallenze; Kr, 3
- Malenski Vrh: Mühlberg; Kr, 4
- Mali Ban: Kleinbann; Kr, 3
- Mali Brebrovnik: Kleinbraunich; St, 15
- Mali Cerovec: Kleinzerouz; Kr, 9
- Mali Cirnik (Brežice): Kleinzirnik; St, 17
- Mali Cirnik (Sevnica): Kleinzirnik bei Johannisthal; St, 17
- Mali Cirnik pri Šentjanžu: Kleinzirknik bei Sankt Johann; Kr, 9
- Mali Dol (Komen): Kleinthal; L, 2
- Mali Dol (Pescina): Kleinthal bei Marburg; St, 13
- Mali Dolenci: veraltet: Sankt Nikolaus; Ü
- Mali Gaber: Kleingaber; Kr, 9
- Mali Grad (Kamnik): Burg Kleinfeste; Kr, 10
- Mali Grad (Postojna): Kleinburg; Kr, 1
- Mali Grad (Ptuj): Schloss Unterpettau; St, 15
- Mali Hrib: Klein Hrib; Kr, 10
- Mali Jelnik: Kleingelnigg, später Kleinjeunig; Kr, 10
- Mali Kal: Klein Kaal; Kr, 9
- Mali Kamen: Kleinsteinbach bei Gurkfeld; St, 17
- Mali Konec: Malkonz; Kr, 5
- Mali Koren: Kleinwurzen; Kr, 3
- Mali Kum: Kleinkum; Kr, 6
- Mali Lipoglav: Kleinlipoglau; auch: Klein Lipoglau; Kr, 5
- Mali Lipovec: Kleinlippowitz; Kr, 9
- Mali Ločnik: Kleinlotschnig; Kr, 2
- Mali Log: Kleinlack; Kr, 1
- Mali Moravščak: Klein-Murberg; St, 12
- Mali Nerajec: Kleinnaraiz; Kr, 11
- Mali Obrež: Kleinbrisach; auch: Kleinobresch; St, 17
- Mali Orehek: Kleinnußdorf in der Unterkrain; Kr, 9
- Mali Osolnik: Kleinosolnigg; Kr, 2
- Mali Otok: Kleinwerde; Kr, 1
- Mali Podljuben: Kleinpodluben; Kr, 9
- Mali Podlog: Kleinpodloch; auch: Kleinpodlog; Kr, 3
- Mali Rakitovec: Kleinrakitowitz; Kr, 10
- Mali Rigelj: Kleinriegel; auch: Schriegl; Gottscheeerisch: Riegl; Kr, 9
- Mali Slatnik: Kleinslatenegg; Kr, 9
- Mali Trn: Kleindorn; Kr, 3
- Mali Videm: Kleinweiden; Kr, 9
- Mali Vrh (Brežice): Maliverch bei Boisno, auch: Kleinverch; St, 17
- Mali Vrh (Šmartno ob Paki): Kleinberg; St, 20 oder 2
- Mali Vrh pri Šmarju: Kleingupf in der Oberkrain; Kr, 5
- Maline (Mokronog-Trebelno): Malling; Kr, 9
- Maline pri Štrekljevcu: Malling (in der Windischen Mark); Kr,11
- Malinišče: Malinschegg, auch: Malinschek; Kr, 1
- Malkovec: Malkowitz in der Steiermark; St, 17
- Malna: Mallenberg; St, 12
- Malni: Mühlen; Kr, 5
- Malo Črnelo: Klein Tscherne; auch: Kleintschernelo; Kr, 9
- Malo Globoko: Kleingloboko; Kr, 9
- Malo Hudo: Bösendorf in der Unterkrain; Kr, 9
- Malo Lešče: Kleinlesche; Klein Lesche; Kr, 11
- Malo Lipje: Kleinlipplach; Kr, 9
- Malo Mlačevo: Klein Latschach; Kr, 5
- Malo Mraševo: Kleinmraschau; Kr, 3
- Malo Polje: Pöll; L, 2
- Malo Tinje: Kleintainach; St, 20
- Malo Trebeljevo: Kleintrebeleu; Kr, 5
- Malo Ubeljsko: Kleinubliskau; Klein Ubliskau; Kr, 1
- Malošče: Mallestieg (Mallestig) K, 5
- Malovše: Malousche; L, 2
- Mamolj: Mamol; Kr, 6
- Manče: Mannsberg; später auch: Mantschach L, 2
- Mandrge: Mandrege; Kr, 7
- Maribor: Marburg an der Drau; St,13
- Marenberg: Mahrenberg; St, 20
- Marija-Čreta: Sankt Marien; St, 2
- Marija Dobje: Maria Empfängnis; auch: Mariä Empfängnis; St, 2
- Marija Gradec: Marienberg; später auch: Maria Grazhof; St, 2
- Marija Reka: Marienbach; St, 2
- Marijina vas: Mariendorf; St, 2
- Marinča vas: Marintschendorf; Kr, 9
- Marinčev Grič: Marintschegg; Kr, 5
- Marinčki: Marintschegg; Kr, 2
- Marindol: Mariental; Kr, 11
- Marjeta na Dravskem polju: Sankt Margarethen am Draufelde; St, 15
- Markovci: Sankt Marxen; auch: Sankt Marks unter Pettau; St, 15
- Markovci (Šalovci): Markowitz; Ü
- Markovec: Marksdorf; Kr, 2
- Markovo: veraltet: Spitzholz; später: Marksdorf; Kr, 10
- Marno: Marnau; St, 2
- Marolče: Meierholz; Kr, 2
- Maršiči: Marschitsch; Kr, 2
- Martinj Hrib: Martinfels; Kr, 7
- Martinj Vrh: Martinsberg; Kr, 4
- Martinja vas (Trebnje): Martinsdorf; Kr, 9
- Martinja vas pri Mokronogu: Martinsdorf bei Nassenfuß; auch: Mautersdorf; Kr, 9
- Martinjak: Martinsbach; Kr, 7
- Martjanci: Sankt Martin; Ü
- Masore: Masora; L, 2
- Mašelj: Maschen; auch: Maschel, Maschl; Kr, 11
- Matavun: Mattaun; L, 1
- Matena: Mathesdorf oder Höflein; Kr, 5
- Matenja vas: Mautersdorf bei Adelsberg; auch: Matthesdorf; Kr, 1
- Matjaševci: Sankt Matthias; Ü
- Matke: Sankt Magdalena (bei Pragwald); St, 2
- Matzenauerjev Dvorek: Schloss(ruine) Matzenau; Ü
- Mavčiče Mautschitsch; Kr, 4
- Mavrc: Mauerz; Kr, 2
- Mavrlen: Maierle; Kr, 11
- Medana: Mandendorf; L, 2
- Medija: Gallenegg; Kr, 6
- Medijski Grad: Burg Gallenstein; Kr, 6
- Medlog: Mellach; St, 2
- Medvedica: Medweditz; Kr, 5
- Medvedje Brdo: Bärenberg in der Oberkrain; Kr, 7
- Medvedjek (Loški Potok): Bärenheim; auch: Bärnheim; Kr, 1
- Medvedjek (Trebnje): Bärnberg; Kr, 9
- Medvode: Zwischenwassern, auch: Zwischenwässern; Kr, 5
- Meja: Meje; Kr, 4
- Mekinje (Kamnik): Minkendorf; auch: Münkendorf; Kr, 10
- Mekinje nad Stično: Mekine bei Sittich; Kr, 9
- Meljski Vrh: Freudeneck; St, 13
- Mengeš: Mannsburg; Kr, 10
- Melanjski Vrh: Kellerberg in der Steiermark; St, 12
- Mele: Kellerdorf; St, 16
- Meniška vas: Mönichsdorf; Kr, 9
- Mereče: Hillersberg; Kr, 1
- Mestinje: Altstätten; auch: Möstin; St, 2
- Mestni Vrh: Stadtlberg; St, 15
- Metava: Mettau in der Steiermark; St, 13
- Metlika: Möttling; veraltet: Merling; Kr, 11
- Metliški grad: Schloss Möttling; Kr, 11
- Metnaj: Metnai; Kr, 9
- Metni Vrh: Mettenberg in der Steiermark; St, 17
- Metulje: Hallerstein; Kr, 5
- Mevce: Milzberg; Kr, 9
- Mevkuž: Menkusch; Kr, 8
- Mezgovci: Mesgowetz; St, 15
- Mežica: Mieß in Kärnten; auch Mießdorf; vor 1883: Mieß ob Prävali; K, 6
- Mihalovci: Michalofzen; auch: Mihalotzen; St, 15
- Mihalovec: Machalowetz; auch: Michalovetz (bei Rann); L, 17
- Mihovci pri Veliki Nedelji: Micheldorf; später auch: Mihovetz; St, 15
- Mihovec: Machowetz; Kr, 9
- Mihovica: Plainburg in der Unterkrain; Kr, 3
- Mihovo: Maichau; Kr, 3
- Miklarji: Brunngeräuth; Gottscheeerisch: Prunngreit; Kr, 11
- Miklavž na Dravskem Polju: Sankt Nikola; St, 13
- Miklavž pri Ormožu: Sankt Nikolai (Nikola) bei Friedau; St, 15
- Miklavž pri Taboru: Sankt Nikolai (bei Tabor); St, 2
- Milava: Mühlau; auch: Millau; Kr, 7
- Milje: Mühlen; Kr, 4
- Miren-Kostanjevica: Schmitt-Kästenholz; L, 2
- Miren: Schmitt; L, 2
- Mirke: Merkat; Kr, 5
- Mirna: Neudegg (auch: Neydeck) in der Unterkrain; Kr, 6
- Mirna Dolina: Friedenthal; Kr, 9
- Mirna Peč: Hönigstein; Kr, 9
- Mirna vas: Neuringsdorf; auch: Neurendorf; Kr, 9
- Mirtoviči: Mertouz, auch: Mirtowitz; Kr, 1
- Mislinja: Mißling; auch Missling; St, 13
- Mislinjska Dobrava: Dobrawa; St, 20
- Mišače: Mischatsch; Kr, 8
- Mišji Dol: Mausthal; auch: Mausenthal; Kr, 6
- Mišl Dol: Gairach; St, 2
- Mižli Dol: Mausthal (bei Oberlaibach); Kr, 5
- Mladica: Mladitz; Kr, 11
- Mlaka (Komenda): Lackh; Kr, 4
- Mlaka (Radovljica): Moos unterm Berge; Kr, 8
- Mlaka pri Kočevju: Kerndorf in der Unterkrain; Kr, 2
- Mlaka pri Kočevski Reki: Moos in der Unterkrain; Gottscheeerisch: Möös; Kr, 2
- Mlaka pri Kranju: Haußenstein; Kr, 4
- Mleščevo: Zemlassen; Kr, 9
- Mlinsko: Kaisersmühlen; L, 9
- Močle: Sankt Lorenz; St, 2
- Močna: Mutschen; St, 13
- Modrej: Modrey; L, 9
- Modrejce: Modretze; L, 9
- Modrič (Laško): Mödritz; St, 2
- Modrič (Slovenska Bistrica): Modritsch; St, 20
- Mohorje: Hermagor; Kr, 2
- Mojstrana: Meistern in der Oberkrain; Kr, 8
- Mokri Potok: Unterwetzenbach; Gottscheeerisch: Üntrbetznpoch; Kr, 2
- Mokrice: Mokritz; St, 17
- Mokro polje: Nassenfeld; Kr, 3
- Mokronog-Trebelno: Nassenfuß-Trebelno; Kr, 9
- Mokronog: Nassenfuß; Kr, 9
- Morava: Homerau; später auch: Mrauen; Kr, 2
- Moravče pri Gabrovki: Moräutsch? Verwechslung mit Moravče?; Kr, 6
- Moravci v Slovenskih goricah: Murafzen (in den Windischen Büheln); St, 12
- Moravče: Moräutsch; Kr, 10
- Moravici: Morauch; Ü
- Moravske Toplice: Morauch; Ü
- Moravška Gora pri Gabrovki: Moräutschberg; Kr, 6
- Morje: Mauerbach in der Steiermark; St, 13
- Morsko: Thurn am Sontig; L, 2
- Most (Mokronog-Trebelno): Steinbrücken; auch: Hohenbrücken; Kr, 9
- Most na Soči: Sankt Luzia; auch: Maurusbrück, Mauerskirch; L, 9
- Moste (Žirovnica): Steinbrücken; Kr, 4
- Moste pri Komendi: Sankt Sebastian; später auch: Moste; Kr, 4
- Moste pri Ljubljani: Brücken; Kr, 5
- Mostec: Brückel an der Gurk; St, 17
- Mostje (Juršinci): Brückeldorf; St, 15
- Mostje (Lendava): Sankt Hedwig; Ü
- Moščanci: Mostre; Ü
- Moše: Moschach; auch: Mosche, im Mittelalter: Bruck; Kr, 5
- Moškanjci: Mosganzen; auch: Mosschganzen; St, 15
- Mošnje: Möschnach; Kr, 8
- Mošvald: Mooswald in der Unterkrain; Gottscheeerisch: Mööschbold; Kr, 2
- Mota (Ljutomer): Mauthdorf in der Steiermark; St, 12
- Mota (Radenci): Mauth; St, 12
- Motnik: Möttnig; Kr, 10
- Motvarjevci: Sankt Ladislaus; auch: Sankt Laszlo; Ü
- Moverna vas: Meierdorf, später auch: Moverndorf; Kr, 11
- Mozelj: Obermösel; auch: Mösel bei Gottschee; Kr, 2
- Mozirje: Praßberg, auch: Prassberg; St, 10
- Možjanca: Moisesberg; Kr, 4
- Mramorovo pri Lužarjih: Marmerau bei Neudorf; Kr, 5
- Mramorovo pri Pajkovem: Marmerau; Kr, 5
- Mršeča vas: Merschetschendorf; Kr, 3
- Mrtovec: Mertouz in der Steiermark; St, 17
- Mrtvice (Kočevje): Gschwend in der Unterkrain; selten: Geschwend; Kr, 2
- Mrtvice (Krško): Mertwitz, Kr, 3
- Mrzla Luža: Kaltlacken; Kr, 9
- Mrzla Planina: Kaltenalpe; St, 17
- Mrzlava vas: Merslaudorf; St, 17
- Mrzli Log: Kaltenloch; später auch Merstiloch; L, 2
- Mrzli Potok: Kaltenbrunn; Kr, 2
- Mrzli Vrh (Idrija): Kaltenberg bei Idrien; L, 2
- Mrzli Vrh (Žiri): Kaltenberg in der Oberkrain, Kr, 4
- Mrzlo Polje (Ivančna Gorica): Kaltenfeld in der Unterkrain; Kr, 9
- Mrzlo Polje (Laško): Kaltenfeld (bei Tüffer); St, 2
- Muha vas: Oberfliegendorf; auch: Fliegendorf; Kr, 2
- Muhabran: Muchobran; Kr, 9
- Muljava: Mullau (Mulau) in der Unterkrain; Kr, 9
- Murave: Muraw; Kr, 4
- Muretinci: Meretinzen; St, 15
- Murska Sobota: Olsnitz; Ü
- Murski Črnci: Deutschendorf; Ü
- Murski Petrovci: Petersdorf; Ü
- Murski Vrh: Murberg bei Bad Radein; St, 12
- Murščak: Murberg; St, 12
- Muta: Hohenmauten, Hohenmauthen; St, 13

## N
- Na Fari: Pfarrdorf, K, 7
- Na Gradu: Suchenreuther; selten: Suchenreuter; K 2
- Nadanje selo: Grenwald; später auch Nedassel; Kr, 1
- Nadbišec: Nadwischetz; St, 13
- Nadgorica: Oberhügel; Kr, 5
- Nadlesk: Nedelesch; Kr, 1
- Nadrožica: Roitschitz; L, 2
- Naklo: Naklas; Kr, 4
- Naklo (Divača): Naklas; auch: Nakla, Nacla; L, 1
- Namršelj: Hammerstill; Kr, 5
- Nanos: Sankt Gotthard bei Wippach; L, 2
- Naredi: Narede; Kr, 2
- Narin: Narein bei Sankt Peter; Kr, 1
- Nasova: Nassau in der Steiermark; St, 16
- Nasovče: Nassowitsch; Kr, 4
- Nazarje: Altenburg; Kr, 10
- Neblo: Nefol; L, 2
- Nebova: Ebenkreuz; St, 13
- Nedelica: Nedelich; Ü
- Negastrn: Negastern; Kr, 10
- Negova: Negau; St, 16
- Negovski Vrh: Negauberg; St, 13
- Nemci (Cerkno): Deutschdorf; L, 9
- Nemci (Nova Gorica): Deutschendorf; L, 2
- Nemilje: Nemichle, auch: Nemile; Kr, 4
- Nemčavci: Nempty; Ü
- Nemška Gora: Deutschberg in der Krain; Kr, 3
- Nemška Loka: Deutschau; auch: Unterdeutschau; selten: Unter-Deutschau; K, 2
- Nemška vas (Krško): Deutschdorf bei Gurkfeld; Kr, 3
- Nemška vas (Pivka): Deutschdorf; auch: Deutschendorf; Kr, 1
- Nemška vas (Ribnica): Deutschdorf bei Reifnitz; Kr, 2
- Nemška vas (Šentrupert): Deutschdorf (bei Sankt Rupert); Kr, 9
- Nemška vas na Blokah: Deutschendorf; Kr, 5
- Nemški dol: Deutschenthal, St, 2
- Nemški Rovt: Deutsch Gereuth; Kr, 8
- Nemški Rut: Deutschruth; L, 9
- Neradnovci: Neudorf; auch Nadorf, Ü
- Nestoplja vas: Neustopfelsdorf; Kr, 11
- Nevelje: Neul; Kr, 10
- Neverke: Neubergen; auch: Medberg; Kr, 1
- Nezbiše: Nesswich; St, 2
- Nizevež: Nischevetz; Kr, 5
- Njiverce (Kidričevo): Ebensfeld; St, 15
- Njiverce (Hajdina): Niwergen, St, 15
- Njivica: Kreulach; Kr, 4
- Njivice: Niwitz; Kr, 3
- Nomenj: Neming; Kr, 8
- Norički Vrh: Narrenbüchel; St, 16
- Noršinci pri Ljutomeru: Urschendorf in der Steiermark; St, 12
- Noše: Noschach; Kr, 8
- Nova Cerkev: Neukirchen bei Cilli; St, 2
- Nove Ložine: Neuloschin; K, 2
- Notranje Gorice: Niederpuchel; auch: Innergoritz; Kr, 5
- Nova Gora (Dolenjske Toplice): Neuberg (bei Töplitz); Kr, 9
- Nova Gora (Krško): Neuberg bei Großdorn; Kr, 3
- Nova Gora (Litija): Neuberg (bei Gallenstein); Kr, 6
- Nova Gorica: Nova Gorica; übersetzt: Neu-Görz; L, 2
- Nova Lipa: Neulinden; Kr, 11
- Nova Oselica: Neuoßlitz; Kr, 4
- Nova Sela: Neudorf (auch: Neusellen) bei Gottschee; Kr, 2
- Nova Štifta (Gornji Grad): (Maria) Neustift bei Obernburg; St, 2
- Nova Štifta (Sodražica): Neustift (in der Unterkrain); Kr, 2
- Nova Sušica: Neudirnbach; Kr, 1
- Nova vas (Bloke): Neudorf bei Fulm; auch: bei Zirknitz; Kr, 5
- Nova vas (Ivančna Gorica): Neudorf in der Unterkrain; Kr, 9
- Nova vas (Miren): Neudorf im Karst; L, 2
- Nova vas (Preddvor): Neudorf bei Höflein; Kr, 4
- Nova vas ob Sotli: Neudorf an der Sottl; St, 17
- Nova vas pri Jelšanah: Neudorf bei Jaltschach; Kr, 1
- Nova vas pri Konjicah: Neudorf; St, 2
- Nova vas pri Lescah: Neudorf bei Lansdorf; Kr, 8
- Nova vas pri Markovcih: Neudorf bei Sankt Marks; St, 15
- Nova vas pri Mokricah: Neudorf bei Mokritz; St, 17
- Nova vas pri Ptuji: Neudorf bei Pettau; St, 15
- Nova vas pri Rakeku: Neudorf bei Fulm; Kr, 7
- Novake (Tržič): Neuwach; Kr, 4
- Novake (Vojnik): Nowak bei Neukirchen; St, 2
- Nove Ložine: Leuloschin; auch: Kurtlaren; Gottscheeerisch Kuttlar; Kr, 2
- Novelo: Neuhausl; L, 2
- Novi Breg: Neubacher; Gottscheeerisch: Schupfa; Kr, 2
- Novi Dvor: Schloss Weixelstein; Kr, 3
- Novi Grad (Dobrna): Schloss Neuburg; St, 2
- Novi Grad (Radeče): Neuburg; Kr, 3
- Novi Grad (Sevnica): Obererkenstein; St, 17
- Novi Grad (Vitanje): Burg(ruine) Neu Weitenstein; St, 2
- Novi Kot: Neuwinkel; Gottscheeerisch: Neibinkl; Kr, 1
- Novi Log: Neulag; Kr, 2
- Novi Lazi: Hinterberg in der Unterkrain; K, 2
- Novi Svet: Neuwelt; Kr, 7
- Novi Tabor: Neutabor; Kr,11
- Novi Trg: Neumarkt bei Stein; Kr, 10
- Novi Vrh: Neuberg bei Oberradkersburg; St, 16
- Novo Celje: Neu Cilli; St, 2
- Novo Mesto: Rudolfswerth; auch: Neustadtl, Neustädtel; Kr, 9
- Novokračine: Neukratschine; Kr, 1
- Nozno: Nosel; L, 2
- Nunska Graba: Schützenberg; St, 12
- Nuskova: Rottenberg; Ü

## O
- Občice: Krapflern; Kr, 9
- Občine: Obtschenach; Kr, 9
- Obloke: Mühlenklamm im Gereuth; L, 9
- Obolno: Obelnau; Kr, 9
- Obrat: Obratten; St, 13
- Obrež: Obresch; St, 15
- Obrežje (Radeče): Obresche; Kr, 3
- Obrežje pri Zidanem Mostu: Sankt Peter bei Tüffer; St, 2
- Obrh pri Dragatušu: Oberch; Kr, 11
- Obrše: Oberschach in der Oberkrain; Kr, 10
- Ocinje: Guizenhof, auch: Gintzenhof, Gintzendorf; Ü
- Očeslavci: Sulzdorf in der Steiermark; St, 16
- Odranci: veraltet: Adriantz; Ü
- Ogorevc: Ogoreuz; St, 20
- Ograda: Burgerhof; Kr, 5
- Ograja: Suchenreuther, selten: Suchenreuter; Gottscheerisch: Ziachnreita; K 2
- Ograje: Falotensdorf; St, 15
- Ojstrica: Osterwitz; K, 7
- Ojstri Vrh: Osterberg; Kr, 4
- Ojstriška vas: Osterwitzdorf; St, 2
- Ojstro: Oster; St, 2
- Okljuka: Okluke; Kr, 11
- Oklukova Gora: Oklukenberg; St, 17
- Okonina: Okonin am Driethbach; St, 2
- Okoslavci: Koslafzen; St, 12
- Okrog (Litija): Ukrog; St, 2
- Okrog (Šentjur): Okrog (bei Sankt Georgen); St, 2
- Okrog pri Motniku: Altenburg; Kr, 10
- Okroglice: Kroglitz; St, 17
- Okroglo: Okroglach; Kr, 10
- Olešče: Sankt Peter bei Gairach; auch: Wollautz; St, 2
- Olimje: Wolimiach, auch: Wolimia; St, 2
- Olševek: Olscheug, auch: Olscheuk; Kr, 4
- Omota: Omottadorf; auch: Omotta; Kr, 11
- Onek: Hohenegg (auch: Hoheneck) in der Unterkrain; K, 2
- Opalkovo: Opalkou; Kr, 2
- Opatje selo: Abtsdorf; L, 2
- Oplotnica: Oplotnitz; St, 13
- Orehek (Cerkno): Nußberg; L, 9
- Orehek (Postojna): Nußdorf bei Adelsberg; Kr, 1
- Orehova vas: Nußdorf bei Schleinitz; St, 13
- Orehovci: Nußdorf bei Radkersburg; St, 16
- Orehovec (Kostanjevica na Krki): Nußdorf bei Gurkfeld; Kr, 3
- Orehovec (Šmarje pri Jelšah): Sankt Johann (bei Erlachstein); St, 2
- Orehovica (Šentjernej): Nußdorf bei Sankt Barthlemä; Kr, 3
- Orehovica (Vipava): Nußdorf; L, 2
- Orehovlje (Kranj): Wür; Kr, 4
- Orehovlje (Miren-Kostanjevica): Orechelach; L, 2
- Orehovo: Nußdorf bei Lichtenwald; St, 17
- Orehovski Vrh: Preßberg bei Radkersburg; St, 16
- Orešje (Šmarješke Toplice): Nußdorf (in der Unterkrain); Kr, 9
- Orešje na Bizeljskem: Nußdorf in der Wissel; St, 17
- Orešje nad Sevnico: Nußwald; St, 17
- Orla vas: Rabendorf; St, 2
- Orlaka: Harlacken; Kr, 9
- Orle: Adlersdorf; Kr, 5
- Orlek: Orle; L, 8
- Orlska Gora: Weinberg; St, 17
- Ormož: Friedau; St, 15
- Oršak: Zierberg; St, 13
- Ortnek: Ortenegg; Kr, 2
- Ortneški Grad: Schloss Ortenegg; Kr, 2
- Ornuška vas: veraltet: Herzogsdorf; auch: Gottendorf, später auch Ornuschendorf; Kr, 9
- Osek (Nova Gorica): Ossek; L, 2
- Osek (Sveta Trojica v Slovenskih gorica): Osseck (in den Windischen Büheln); St, 15
- Osenka: Ossenitz; St, 2
- Osilnica: Ossilnitz; Kr, 1
- Oskrt: Woschardsdorf; Kr, 2
- Oslica: Elsberg; Kr, 9
- Osluševci: Osluschofzen; St, 15
- Osojnica: Ossoinitz, Kr, 4
- Osojnik (Semič): Ossoinig in der Weißen Mark; auch: Ossoinick; Kr, 11
- Osojnik (Železniki): Oßoinig; Kr, 4
- Osrečje: Sretscha; Kr, 9
- Osredek (Cerknica): Ossredeck; auch: Osredek; Kr, 7
- Osredek (Velike Lašče): Oßredegg in der Krain; Kr, 2
- Osredek nad Stično: Reuss bei Sittich; Kr, 9
- Osredek pri Dobrovi: Reuß in der Oberkrain; Kr, 5
- Osredek pri Hubajnici: Oßredek bei Huben; bei Hubainza; St, 17
- Osredek pri Krmelju: Oßredek bei Kermel; bei Karmel; St, 17
- Osredek pri Trški Gori: Oßredegg bei Stadtberg; Kr, 3
- Osredek pri Zrečah: Redegg; St, 2
- Ostraž (Cerov Log): Hochstrass; Kr, 3
- Oštrc: Osterberg in der Unterkrain; später auch Osterz; Kr, 3
- Ostrog (Šentjernej): Klebitzhof bei Sankt Barthlemä; Kr, 3
- Ostrožnik: Ostroschneck; Kr, 9
- Ostrožno Brdo: Starkenberg an der Reka; auch: Branndorf; Kr, 1
- Oševek: Walchsberg; Kr, 10
- Oševljek: Posseck; L, 2
- Otalež: Ottalesch; L, 9
- Otavice: Ottersdorf; später auch: Otawitz; Kr, 2
- Otavnik: Ottanick; auch: Ottaunik; St, 17
- Otemna: Rabensberg; St, 2
- Otlica: Hottelz; L, 2
- Otoče: Groß Ottock; Kr, 8
- Otočec: Sankt Peter bei Neustädtel; auch: bei Rudolfswerth; auch: Werth bei Neustädtel, auch: bei Rudolfswerth; Kr, 9
- Otok (Cerknica): Werdyl; auch: Insel Werth; Kr, 7
- Otok (Metlika): Ottok in der Unterkrain; Kr, 11
- Otok (Šentjernej): Gutenwerth (bis 1473); Kr, 3
- Otonica: Ottenstein; später auch: Ottonitz; Kr, 7
- Otošče: Witousche; L, 1
- Otovci: Ottendorf, selten Ottofzen; Ü
- Otovec: Otawitz; Kr, 11
- Ovčjak: Schäflein; Kr, 11
- Ovsiše: Haberlandt; Kr, 8
- Ožbalt: Sankt Oswald im Drauwald; auch: Sankt Oswald an der Drau; St, 20
- Ožbolt nad Zmincem: Sankt Oswald (bei Bischoflack); Kr, 4
- Ozeljan: Oslach; L, 2

## P
- Pabštajn: Schloss Packenstein; St, 20 oder 2
- Padeški Vrh: Patschenberg; auch Padeschberg bei Rötschach; St, 2
- Padež (Vrhnika): Padesch in der Oberkrain; Kr, 5
- Padež (Zagorje ob Savi): Padesch (bei Seger), veraltet: In dem Pades; Kr, 6
- Padovo pri Fari: Padua bei Pfarre; Kr, 2
- Padovo pri Osilnici: Padua bei Ossilnitz; auch: in der Unterkrain; Kr, 1
- Paha: Puch; Kr, 9
- Pajkež: Oberblaschowitz; Kr, 9
- Pajničev Mlin: Painitzsche Mühlen; Kr, 2
- Paka: Pack bei Gutenfeld; Kr, 5
- Paka pri Predgradu: Pack (bei Gottschee); Kr, 2
- Pako: Pekel; Kr, 5
- Palčje: Paltischach, später auch Paltschach; Kr, 1
- Paloviče: Palowitsch; Kr, 4
- Pameče: Pametsch; St, 20
- Paneče: Panetz; St, 2
- Pangrč Grm: Geresdorf; später auch: Pangersgerm; Kr, 9
- Pangršica: Pangerschitz; Kr, 4
- Panovci: Sankt Johann (bei Petersberg); Ü
- Papeži: Pfaffenbach, später auch: Papesch; Kr, 1
- Papirnica: Pirmann; Kr, 4
- Paradišče: Paradeis in der Krain; Kr, 5
- Paradiž: Paradies; auch: Paradeis; St, 15
- Paričjak: Paritschenberg; St, 12
- Paridol: Bärenthal; St, 2
- Parižlje: Parisle; St, 2
- Parje: Kratzenbach bei Sankt Peter; Kr, 1
- Parož: Pareis; St, 2
- Paška vas: Paackdorf; St, 20 oder 2
- Paški Grad: Schloss Packenstein; St, 20 oder 2
- Pavla vas: Paulendorf; St, 17
- Pavlica: Brunnenberg; auch: Sankt Paul; Kr, 1
- Pavlova vas: Paulsdorf; St, 17
- Pavlovci: Paulusdorf; später auch: Paulofzen; St, 15
- Pavlovski Vrh: Paulusberg bei Friedau; St, 15
- Pece: Petze in der Krain; Kr, 5
- Pecelj: Petzl; St, 2
- Peč: Pötsch; Kr, 5
- Pečarovci: Sankt Sebastian; Ü
- Peče: Petzenstein; Kr, 10
- Pečica: Sankt Michael; St, 2
- Pečice (Brežice): Sankt Oswald, auch: Petschitz; St, 17
- Pečice (Litija): Petschitz; St, 2
- Pečine: Böschingen; L, 9
- Pečje: Petschje bei Lichtenwald; St, 17
- Pečki: Petschegg; Kr, 2
- Pečovje: Petschowie; St, 20
- Pečovnik: Ober Cilli, Obercilli; St, 2
- Pekel (Maribor): Hölldorf; veraltet: In der Hell; St,13
- Pekel (Trebnje): Hellendorf, auch: Hölldorf; Kr, 9
- Pekre: Pickerndorf; St, 13
- Pepelno: Aschenberg; St, 2
- Peračica: Piraschitz; Kr, 8
- Perati: Peruth; L, 9
- Pernica: Sankt Margarethen bei Pößnitzhofen; auch: Pernitzen; St, 13
- Perniki: Pernike; Kr, 8
- Perovo (Kamnik): Perau (in der Oberkrain); Kr, 10
- Perovo (Ribnica): Perau (in der Unterkrain); Kr, 2
- Pertoča: Sankt Helena; Ü
- Pesje: Hundsdorf in der Steiermark; St, 17
- Peskovci: Henzensdorf, Ü
- Pesnica: Pößnitzhofen; St, 13
- Pestike: Pestiken; St, 15
- Peščeni Vrh: Sandberg bei Kirchberg; St, 13
- Peščenik: Sandberg in der Krain; Kr, 9
- Pesniški Dvor: Pößnitzer Hof, Pößnitzhofen; St, 13
- Petane: Pettane; Kr, 9
- Petanjci: Pethenegg; später auch: Petanzen; Ü
- Petelinje (Dol pri Ljubljani): Patendorf in der Krain oder Gallenstein; Kr, 10
- Petelinje (Pivka): Hahnsdorf; später auch: Petteling; Kr, 1
- Petelinjek: Patendorf in der Unterkrain; Kr, 9
- Petkovec: Fünfenberg; Kr, 7
- Petrina: Furth in der Unterkrain; Kr, 2
- Petrova vas: Petersdorf; Kr, 11
- Petrovče: Mariä Heimsuchung; St, 2
- Petrovo Brdo: Petersberg; L, 9
- Petrušnja vas: Petruschendorf; Kr, 9
- Pevno: Pewen; Kr, 4
- Pijava Gorica: Piautzbüchel; Kr, 5
- Pijavice: Piauze; auch: Piawitz; St, 17
- Pikovnik: Förchenberg; Kr, 7
- Pilštanj: Peilenstein, St, 17
- Piran: veraltet: Pirian; L, 1
- Pirče: Pirtsche; Kr, 2
- Pirmane: Behrmannsdorf; Kr, 7
- Piršenbreg: Graflinden; auch: Pirschenberg; St, 17
- Pirševo: Piersenstein; auch: Pirsenstein; Kr, 10
- Pišece: Pischätz; St, 17
- Pivka: Sankt Peter in der Krain; Kr, 1
- Pivola: Rothweil; St, 13
- Placar: Platzern; St, 15
- Placerovci: Platzerndorf; St, 15
- Plače: Platschach ob Gemünd; L, 2
- Planica (Kranj): Ahrnau; Kr, 4
- Planica (Rače-Fram): Planitzen bei Frauheim; St, 13
- Planica (Rateče): Ratschach-Matten; Kr, 8
- Planina (Ajdovščina): Leitenberg; L, 2
- Planina (Ivančna Gorica): Plania in der Unterkrain; Kr, 9
- Planina (Kostel): Alben bei Grafenwarth; Kr, 2
- Planina (Ljubno): Planina bei Laufen; St, 2
- Planina (Postojna): Alben bei Fulm; Kr, 1
- Planina (Radlje ob Dravi): Sankt Anton am Bachern; St, 20
- Planina (Semič): Stockendorf in der Gottschee; Kr, 11
- Planina na Pohorju Sankt Bartholomä; St, 2
- Planina nad Horjulom: Plania in der Oberkrain; Kr, 5
- Planina pod Golico: Heilig Kreuz; auch: Alpen in der Oberkrain; Kr, 8
- Planina pod Šumikom: Alpen; St, 20
- Planina pri Cerknem: Planinach; L, 9
- Planina pri Raki: Planina bei Archsburg; Kr, 3
- Planina pri Sevnici: Montpreis; auch Monpreis; St, 2
- Planina v Podbočju: Fiesberg in Heiligenkreuz; Kr, 3
- Planinca (Brezovica): Alben in der Oberkrain; Kr, 5
- Planinca (Šentjur): Planinz; St, 2
- Planinska vas: Montpreisdorf; später auch Planinsdorf; St, 2
- Planinski Vrh: Montpreisberg; später auch Planinsberg; St, 2
- Plat: Plath; St, 2
- Plave: Plau, L, 2
- Plavški Rovt: Gereuth; Kr, 8
- Plavž: Pleyhofen; Kr, 4
- Plazovje: Plas; St, 2
- Plemberk: Plemberg; Kr, 9
- Ples (Bistrica ob Sotli): Plesdorf; St, 2
- Ples (Moravče): Pleß bei Moräutsch; Kr, 10
- Plesko: Peplietz; St, 2
- Pleš (Dolenjske Toplice): Plösch (bei Töplitz); Kr, 2
- Pleš (Kočevje): Plösch (bei Gottschee); K, 2
- Pleše: Plesche; Kr, 5
- Plešivica (Brezovica): Gallenstein; Kr, 5
- Pleševica (Žužemberk): Pleschiwitz; Kr, 9
- Pleševica pri Žalni: Pleß (bei Seitenhof); Kr, 5
- Plešivo: Pleschiwa; L, 2
- Pleterje: Pletteriach; St, 3
- Pletovarje: Pletowarie; St, 2
- Plitvica: Plippitz; St, 16
- Plitvički Vrh: Plippitzberg; St, 16
- Plodršnica: Ploderberg; auch: Plottersberg; St, 13
- Plosovo: Plasau; Kr, 2
- Plužna: Plusnach; L, 9
- Plužnje: Pluschnach; L, 9
- Pobrežje (Črnomelj): Freienthurn; (auch: Freyenthurn, Freithurn; Kr, 11
- Pobrežje (Videm): Pobresch; St, 17
- Pobrežje pri Mariboru: Pobersch bei Marburg (an der Drau); St,13
- Počakovo: Sankt Johann (in der Unterkrain); Kr, 3
- Poče: Potschach; L, 9
- Počehova: Potschgau; St, 13
- Počenik: Patschenberg; auch: Pötschenberg; St, 13
- Podbela: Billach; L, 9
- Podbeže: Kitschmann; Kr, 1
- Podbočje: Heiligenkreuz bei Landstraß; Kr, 3
- Podboršt (Sevnica): Podworst in der Steiermark; St, 17
- Podboršt pri Komendi: Podforst; Kr, 4
- Podbrdo: Deutscherberg am Mühlbach; L, 9
- Podbreg (Kamnik): Podbregg in der Tuchein (auch: bei Obertucheln); Kr, 10
- Podbreg (Vipava): Potbrech; auch: Podbregg; L, 2
- Podbrezje Birkendorf in der Oberkrain; Kr, 4
- Podbukovje: Buchberg bei Johannsbüchel; Kr, 9
- Podcerkev: Niederkirchen; Kr, 1
- Podčetrtek: Landsberg; später: Windisch Landsberg; St, 2
- Poden: Boden; Kr, 2
- Podgaj: Sankt Oswald; auch: Niedergay; St, 2
- Podgora (Dobrepolje): Unterberg in der Unterkrain; Kr, 5
- Podgora (Straža): Unterberg bei Neustädtl; Kr, 9
- Podgora (Šmartno ob Paki): Bachstein; St, 20 oder 2
- Podgora pri Dolskem: Unterberg bei Thalberg; Kr, 10
- Podgora pri Ložu: Unterberg bei Fulm; Kr, 2
- Podgora pri Zlatem Polju: Podgoram; Kr, 10
- Podgorci: Podgörzen; auch: Podgorzen; St, 15
- Podgorica (Dobrepolje): Pudgoritz in der Unterkrain; Kr, 5
- Podgorica (Sevnica): Wirthschaft; später auch: Pogoritz; St, 17
- Podgorica pri Ljubljani: Unterhügel; Kr, 5
- Podgorica pri Pečah: Podgoritz bei Petzenstein; Kr, 10
- Podgorica pri Podtaboru: Podgoritz bei Sankt Georgen; Kr, 5
- Podgorica pri Šmarju: Podgoritz bei Sankt Marein; Kr, 5
- Podgorje (Apače): Absberg; St, 16
- Podgorje (Braslovče): Absberg bei Fraßlau; St, 2
- Podgorje (Kamnik): Podgier; Kr, 10
- Podgorje ob Sevnični: Auenberg in der Steiermark; St, 17
- Podgorje pri Pišecah: Dreml; St, 17
- Podgozd (Nova Gorica): Unterwald; L, 2
- Podgozd (Žužemberk): Unterwald bei Seisenberg; Kr, 9
- Podgračeno: Gretsching; St, 17
- Podgrad (Gornja Radgona): Wildenhaag; St, 16
- Podgrad (Ilirska Bistrica): Neuhaus bei Illyrisch Feistritz Kr, 1
- Podgrad (Novo Mesto): Fiesberg bei Neustädtel; Kr, 9
- Podgrad (Šentjur): Anderburg (An der Burg); St, 2
- Podgrad na Pohorju: Hasenburg; St, 20
- Podgrad pri Ilirski Bistrici: Cerolach; auch: Neuhaus bei Illyrisch Feistritz; Kr, 1
- Podgrad pri Vremah: Schwarzenegg; L, 1
- Podgradje: Unterschloß; St, 12
- Podgraje: Hermesburg; Kr, 1
- Podgrič: Potkreuz; L, 2
- Podhom: Buchheim; Kr, 8
- Podhosta: Untergehak; Kr, 9
- Podhruška: Podhruscho; Kr, 10
- Podjelje: Podjel; Kr, 8
- Podjelše: Podjeusche; Kr, 10
- Podklanec: Podklanz in der Oberkrain, Kr, 4
- Podkočna: Unterkotschna; Kr, 8
- Podkogelj: Podkogel; Kr, 2
- Podkoren: Wurzen in der Oberkrain; Kr, 8
- Podkraj (Ajdovščina): Sonnenblick; L, 2
- Podkraj (Hrastnik): Podkrai, auch: Podkrei; St, 2
- Podkum: Sankt Georgen; Kr, 6
- Podlanišče: Podlanischam; L, 9
- Podlehnik: Lichtenegg (in der Steiermark); St, 15
- Podlesje: Verdräng, auch: Verdreng; K 2
- Podlipa (Krško): Podlippa bei Gurkfeld; Kr, 3
- Podlipa (Vrhnika): Sankt Britz in der Oberkrain; Kr, 5
- Podlipa (Žužemberk): Podlippa bei Seisenberg; Kr, 9
- Podlipje: Sankt Primus bei Hohenmauthen; St, 13
- Podlisec: Podlisetz; Kr, 9
- Podljubelj: Sankt Anna bei Neumarktl; Kr, 4
- Podlog pod Bohorjem: Sankt Marein bei Montpreis; auch: Burgwald; St, 2
- Podlonk: Langenau; Kr, 4
- Podlož: Unterlaas; Kr, 2
- Podmelec: Podmelz; L, 9
- Podmilj: Podmühl, Podmüll (Podmull?); Kr, 10
- Podnanos: Sankt Veit bei Wippach; L, 2
- Podnart: Gerschdorf; Kr, 8
- Podolnica: Padomitz; Kr, 5
- Podolševa: Ebersdorf; selten: Heiligengeist; St, 20
- Podova: Podau in der Steiermark; St, 13
- Podpeč (Brezovica): Unterstein oder Ebenpforten; Kr, 5
- Podpeč (Dobrepolje): Podpetsch bei Gutenfeld; Kr, 5
- Podpeč nad Marofom: Unterstein bei Montpreis; St, 2
- Podpeč pri Šentvidu: Unterstein bei Sankt Veit; St, 2
- Podplanina: Alben; auch: Unter der Alben; Kr, 1
- Podplat: Podplath bei Pöltschach; St, 2
- Podpleče: Podpletscham; L, 9
- Podplešivica: Moosthal bei Bernstein; Kr, 5
- Podporezen: Podporsen; Kr, 4
- Podpreska: Merleinsrauth; Gottscheeerisch: Malaschrout; Kr, 1
- Podraga: Urelsdorf; L, 2
- Podreber (Dobrova-Polhov Gradec): Sankt Elisabeth in der Oberkrain; Kr, 5
- Podreber (Semič): Podreber in der Unterkrain; Kr, 11
- Podreča: Unterbach; Kr, 4
- Podrečje: Podretsche; Kr, 5
- Podrožnik: Rosenbüchel; Kr, 5
- Podsabotin: Sankt Valentin in der Ecken; L, 2
- Podslivnica: Hexenberg; Kr, 7
- Podsmrečje: Podzesta; Kr, 10
- Podsmreka (Dobrova-Polhov Gradec): Hellburg, auch: Podsmerek; Kr, 5
- Podsmreka pri Veliki Laščah: Podschmereka; Kr, 2
- Podsmreka pri Višnji Gori: Gallenhof; Kr, 9
- Podsreda: Hörberg; St, 17
- Podstene (Kočevje): Untersteinwand; auch: Neubüchel; Gottscheeerisch; Neipichl; K 2
- Podstene pri Kostelu: Steinwand in der Unterkrain; Kr, 2
- Podstenice: Steinwand; Gottscheeerisch: Stuinbond; Kr, 9
- Podstenje: Pottstein; auch: Podstein, Postenach; Kr, 1
- Podstenjšek: Wolfstein; auch: Kleinpottstein, Kleinpodstein; Kr, 1
- Podstran: Sastrein; Kr, 10
- Podstrm: Podsterm; Kr, 3
- Podstrmec: Postermetz; Kr, 2
- Podstudenec: Kleinschwarzbach; auch: Unterbrundl, Unterbrunndl; Kr, 10
- Podšentjur: Sankt Georgen (bei Littai); auch: Jörgenberg in der Unterkrain; Kr, 6
- Podtabor (Dobrepolje): Tauberg; Kr, 5
- Podtabor (Ilirska Bistrica): Sankt Georgen bei Illyrisch Feistritz; Kr, 1
- Podtabor (Naklo): Tabor in der Oberkrain; Kr, 4
- Podturn (Črnomelji): Thurnau; Kr, 11
- Podturn (Dolenjske Toplice): Thurn; auch: Unterthurn; Kr, 9
- Podturn (Mokronog-Trebelno): Unterthurn; später auch: Podthurn, Podturen; Kr, 9
- Podvelka: Podwölling; St, 20
- Podveža: Heiligengeist (bei Leutsch); St, 16
- Podvin: Podwein; St, 2
- Podvine: Unterweingarten; St, 2
- Podvinci: Podvinzen bei Pettau; St, 15
- Podvolovljek: Podwallauleck; St, 16
- Podvrh (Braslovče): Unterberg bei Sannbrück; St, 2
- Podvrh (Gorenja vas-Poljane): Unterberg; später auch: Podwerch, Podberg; Kr, 4
- Podvrh (Oslinica): Unterberg; später auch: Podwerch, Podberg; Kr, 1
- Podvrh (Sevnica): Unterberg; später auch: Podwerch; St, 17
- Podzemelji: Podsemmel; auch: Podsemel, mittelalterlich: Sankt Martin an der Kulpa; Kr, 11
- Pogance: Poganiz; Kr, 9
- Pogled (Apače): Anblick; St, 16
- Pogled (Moravče): Pugled in der Oberkrain; Kr, 10
- Pogonik: Poganegg, auch Poganick; Kr, 6
- Pogorelec: Pogorelz; auch: Pogrelz; Kr, 9
- Pohorski Dvor: Haus am Bacher; St, 13
- Poklek nad Blanco: Fallenstein ob Schellenberg; St, 17
- Pokojišče: Freythof; Kr, 5
- Polajna: Poleine; St, 2
- Polana (Hoče-Slivnica): Pollenberg; auch: Pollane; St, 13
- Polana (Laško): Pollane bei Gairach; St, 2
- Polenci: Polanzen; St, 15
- Polhov Gradec: Billichgrätz; Kr, 5
- Polhovica: Pilchberg; Kr, 3
- Polica (Grosuplje): Politz in der Krain; Kr, 5
- Polica (Naklo): Politz bei Naklas; Kr, 4
- Police (Cerkno): Politz; L, 9
- Police (Gornja Radgona): Pöllitschberg; St, 16
- Poliča vas: Pöllitschdorf; St, 13
- Polički Vrh: Pöllitschberg; St, 13
- Poljana (Kamnik): Pölland; später auch: Pollana; Kr, 10
- Poljana (Prevalje): Pollein in Kärnten, K, 7
- Poljane (Cerkno): Pölland bei Kirchheim; L, 9
- Poljane (Kočevje): Pölland; Kr, 2
- Poljane (Škofljica): Wiesenhof; Kr, 5
- Poljane nad Blagovico: Poljane ob Glogowitz; Kr, 10
- Poljane nad Škofjo Loko Pölland (bei Bischoflack); Kr, 4
- Poljane pri Primskovem: Polane; Kr, 6
- Poljane pri Stični: Pollan bei Sittich; Kr, 9
- Poljane pri Velikem Gabru: Polane; Kr, 6
- Poljane pri Žužemberku: Pölland (bei Seisenberg); Kr, 9
- Poljčane: Pöltschach, St, 2
- Poljče (Radovljica): Pöllitsch; Kr, 8
- Poljče (Braslovče): Paltschach; St, 2
- Polje (Bohinj): Feld; Kr, 8
- Polje (Tolmin): Pollach; L, 9
- Polje ob Sotli: Felddorf am Sattelbach; St, 2
- Polje pri Bistrici: Felddorf; St, 2
- Polje pri Ljubljani: Feld (bei Laibach); Kr, 5
- Polje pri Tržišču: Feldern; St, 17
- Polje pri Višnji Gori: Polle (auch: Feld) bei Weixelburg; Kr, 9
- Polje pri Vodicah: Polle (auch: Pole) in der Krain; Kr, 5
- Poljubinj: Palbin; L, 9
- Poljšica pri Gorjah: Pogelschitz; Kr, 8
- Polom: Ebenthal in der Unterkrain; K 2
- Polstaja: Ruhe; L, 9
- Polšica pri Podnartu: Pogelschitz; Kr, 8
- Polšnik: Billichberg; Kr, 6
- Polzelo: Pouselo; auch: Pousello; Kr, 2
- Polzela: Heilenstein, St, 2
- Polzelo: Pousello; Kr, 2
- Polže: Reinhof oder Schneckendorf; St, 2
- Pondor: Oppendorf; St, 2
- Pongrac: Sankt Pankraz; St, 2
- Ponikva: Ponichel; St, 2
- Ponikve (Brežice): Ponigl bei Rann; St, 17
- Ponikve (Cerknica): Ponigl bei Zirknitz; Kr, 7
- Ponikve (Dobrepolje): Penk; Kr, 5
- Ponikve (Semič): Sporeben; Kr, 11
- Ponikve (Tolmin): Penken; L, 9
- Ponikve pri Studencu: Ponikel bei Brünndl; St, 17
- Ponkvica: Ponigl (in der Steiermark); St, 2
- Ponova vas: Pöndorf; Kr, 5
- Ponoviče: Ponowitsch; St, 2
- Popovci: Popendorf; St, 17
- Popovo: Pfaffendorf; Kr, 4
- Poreber: Poreber bei Neul; Kr, 10
- Poreče: Parenzach; später auch Portetch; L, 2
- Porezen: Pursen; L, 9
- Portorož: veraltet: Rosenhafen; L, 1
- Posavec: Posautz; Kr, 8
- Postojna: Adelsberg: Kr, 1
- Poštena vas): Postendorf; St, 17
- Potiskavec: Pottiskowitz; auch: Potiskauz; Kr, 5
- Potoče (Ajdovščina): Baumgarten; L, 2
- Potoče (Preddvor): Pototsch; Kr, 4
- Potok (Idrija): Pottock bei Idrien; L, 2
- Potok (Kamnik): Bach (bei Stein); Kr, 10
- Potok (Kostel): Bach bei Grafenwarth; Kr, 2
- Potok (Nazarje): Bach am Drieth; Kr, 4
- Potok (Straža): Rechbach in der Unterkrain; Kr, 9
- Potok (Trebnje): Bach (bei Sankt Lorenz); Kr, 9
- Potok (Železniki): Bach bei Eisnern; Kr, 4
- Potok pri Črni: Schwarzenbach; Kr, 10
- Potok pri Dornberku: Bachloch; L, 2
- Potok pri Komendi: Bach (bei Sankt Peter); Kr, 4
- Potok pri Muljavi: Bach in der Unterkrain; Kr, 9
- Potok pri Vačah: Liebegg; St, 2
- Potoki (Jesenice): Bach in der Oberkrain; Kr, 8
- Potoki (Kobarid): Pittock; L, 9
- Potoki (Semič): Bach in der Unterkrain; Kr, 11
- Potov Vrh: Potendorf; Kr, 9
- Povčeno: Plötzen; St, 2
- Povlje: Powelach; Kr, 4
- Povodje: Powodiach; auch: Poudje; Kr, 5
- Površje: Powersche; auch: Powerschje; Kr, 3
- Poznikovo: Poßnikou; auch: Posnikou; Kr, 2
- Požeg: Poscheg; St, 13
- Poženik: Wallenburg; Kr, 4
- Požnica: Poschnitz; St, 2
- Pragersko: Pragerhof; St, 15
- Prapretno (Radeče): Varngried; später auch: Praprethen; Kr, 3
- Prapetno (Tolmin): Prappeld; L, 9
- Prapetno Brdo: Papröth; L, 9
- Prapretno pri Hrastniku: Prapreth; St, 2
- Prapreče (Žužemberk): Prapretsche; Kr, 9
- Prapreče pri Straži: Praprett; Kr, 9
- Prapreče pri Šentjerneju: Farrendorf; später auch: Prapretsch; Kr, 3
- Praproče (Dobrova-Polhov Gradec): Prapretsch; auch: Prapretsche; Kr, 5
- Praproče (Ribnica): Praprotschdorf; Kr, 2
- Praproče (Semič): Praprotsche; auch Prapratsche in der Weißen Mark; Kr, 11
- Praproče pri Grosupljem: Lichtenberg; Kr, 5
- Praproče pri Temenici: Prapörzhof bei Themitz; Kr, 9
- Praproče v Tuhinju: Varen; auch: Lichtenberg; später auch: Prapotisch; Kr, 10
- Praprodna Polica: Oberfeld bei Zirklach; Kr, 4
- Praproše: Prapotschd; Kr, 8
- Praprot: Praproth; Kr, 11
- Praše: Präsche; Kr, 4
- Prazniki: Prosnik; selten: Proßnik; Kr, 2
- Prebold: Pragwald; veraltet Prewald; St, 2
- Preclava: Prezlau; St, 15
- Prečna: Preisch, auch: Precken in der Unterkrain; Kr, 9
- Pred Mostem: Vor der Brücke; Kr, 10
- Predanovci: veraltet Predanuch; Predanoch; Ü
- Preddvor: Höflein; Kr, 4
- Predgrad: Ehrenberg; auch: Vornschloss, Pölland; Kr, 2
- Predjama: Luegg, auch: Lueg, Lügersburg; Kr, 1
- Predjamski Grad: Höhlenburg Luegg, auch Lueg; Kr, 1
- Predmeja: Beilenstein; L, 2
- Predole: Prewald; Kr, 5
- Predoslje: Prädaßl; Kr, 4
- Predstruge: Predstrug; Kr, 5
- Pregarje: Peger; auch: Perger, Pregariach; Kr, 1
- Prekorje: Preckoriach; St, 2
- Prelasko: Plessdorf; St, 2
- Prelesje: Gerdenschlag; Kr, 11
- Prelog: Prälueg; Kr, 5
- Preloge (Semič): Prelogerhof; Kr, 11
- Preloge pri Šmarju: Drischfeld; St, 2
- Prelože: Sankt Egidi bei Illyrisch Feistritz; Kr, 1
- Prem: Premb; älter auch: Bremb; Bremp; Kr, 1
- Premagovce: Premogowitz; Kr, 3
- Prepolje: Hartenstein im Draufeld; später auch: Präpola; St, 15
- Prepuž: Prepusch; St, 20
- Prerad: Prerath; St, 15
- Presečno: Proschitzno; Kr, 2
- Preserje (Brezovica): Steitenstetten bei Bernstein; Kr, 5
- Preserje (Braslovče): Pressern; St, 2
- Preserje (Nova Gorica): Pressriach; L, 2
- Preserje pri Komnu: Presser; L, 2
- Preserje pri Lukovici: Seidendorf bei Wolfsbüchel; Kr, 10
- Preserje pri Radomljah: Presser bei Schönbüchel; Kr, 5
- Preserje pri Zlatem Polju: Seidendorf bei Goldenfeld; Kr, 10
- Presika: Pressigg; St, 12
- Preska (Loški Potok): Preiche; Kr, 1
- Preska pri Dobrniču: Pressegg; Kr, 9
- Preska pri Medvodah: Hag; Kr, 5
- Presladol: Presselthal; St, 17
- Prestranek: Mayrhoff; später auch: Prästranegg; Kr, 1
- Prešna Loka: Pressenlack; St, 17
- Pretrež: Pretresch; St, 20
- Prevale: Prewole bei Littai; St, 2
- Prevalje: Prävali, K, 7
- Prevalje (Lukovica): Prebal; Kr, 10
- Prevalje pod Krimom: Prewole in der Oberkrain; Kr, 5
- Prevoje (Lukovica): Felbern; Kr, 10
- Prevoje pri Šentvidu: Brewoch; Kr, 10
- Prevole: Prewole bei Seisenberg; Kr, 9
- Prezid: Presidt; Kr, 5
- Prezrenje: Preßrein; Kr, 8
- Preža: Pröße, selten: Pröse; Kr, 2
- Preženjske Nijive: Preiseggerfelden; St, 2
- Prežulje: Präsuln: auch: Presuln; Kr, 2
- Prhajevo: Perchajou; Kr, 2
- Prhovec: Perhouz; Kr, 6
- Pri Cerkvi-Struge: Kirchberg-Strug; Kr, 5
- Pri Studencu: Beim Brunnwirth; Kr, 2
- Pribišje: Perwitsch; auch: Pribisch, Pribische; Kr, 11
- Prigorica: Büchselsdorf; auch: Puchsdorf; Kr, 2
- Prihodi: Hohenthal; Kr, 8
- Prihova: Prichowa; Kr, 4
- Prikrnica: Kreitberg; Kr, 10
- Prilesje: Prelesje bei Großlaust; Kr, 2
- Primča vas: Primsdorf in der Unterkrain; Kr, 9
- Primostek: Dominitschhof; Kr, 11
- Primož (Sevnica): Sankt Primus bei Lichtenwald; St, 17
- Primož pri Lujbnem: Sankt Primus bei Laufen, auch: Sankt Primus auf dem Primusberge; St, 2
- Primož pri Šentjurju: Sankt Primus (bei Cilli); St, 2
- Primoži: Handlern; Kr, 2
- Primskova Gora: Primskauberg, Kr, 6
- Primskovo (Kranj): Primskau (bei Krainburg); Kr, 4
- Primskovo (Šmartno pri Litiji): Primskau (bei Sankt Martin); Kr, 6
- Primštal (Sevnica): Primsthal; St, 17
- Primštal (Trebnje): Grünthal; auch: Grünesthal, Preimsthal; Kr, 9
- Pristava (Borovnica): Meyerhof; Kr, 5
- Pristava (Ljutomer): Meierhöfel bei Luttenberg; St, 12
- Pristava (Nova Gorica): Meyerhof bei Görz; L, 2
- Pristava (Novo Mesto): Mairhof bei Neustädtel; später auch Pristawa bei Neustädtel; Kr, 9
- Pristava (Sežana): Prestava; L, 8
- Pristava (Tržič): Gutenberg; Kr, 4
- Pristava (Vojnik): Meyerhof (bei Cilli); St, 2
- Pristava nad Stično: Weineck bei Sittich; Kr, 9
- Pristava nad Višnji Gori: Weineck bei Weixelburg; Kr, 9
- Pristava ob Krki: Pristawa an der Gurk; Kr, 3
- Pristava pod Rako: Pristawa unter Archsberg; Kr, 3
- Pristava pri Lesičnem: Meyerhof; St, 2
- Pristava pri Leskovcu: Pristawa bei Haselbach; Kr, 3
- Pristava pri Mestinju: Sankt Hermagor; St, 2
- Pristava pri Šentjerneju: Zamberg in der Unterkrain; Kr, 3
- Pristava pro Polhovim Gradcu: Kestenbach; Kr, 5
- Pristavica (Rogaška Slatina): Pristovetz; St, 2
- Pristavica (Šentjerne): Pristawa bei Sankt Barthlemä; Kr, 3
- Pristavica pri Velikem Gabru: Pristawitz; Kr, 9
- Pristavlja vas: Pristaulendorf; Kr, 9
- Pristavo: Pristhof; L, 2
- Pristova: Meierhof; auch: Alexandersberg; St, 2
- Proseniško: Hirschbüchel; St, 2
- Prožinska vas: Proschingsdorf; St, 20
- Prtovč: Wolkenperg; Kr, 4
- Prudof: Brunndorf; Kr, 9
- Prušnja vas: Pruschendorf; Kr, 3
- Prvenci: Pervenzen; St, 15
- Prvine: Prebin; Kr, 10
- Pšata (Cerklje na Gorenjskem): Bergscheid; Kr, 4
- Pšata (Domžale): Beischeid; auch Beischeit; Kr, 5
- Pšenicna Polica: Niederfeld in der Oberkrain; Kr, 4
- Prvačina: Präbendlach; L, 2
- Pšajnovica: Pischainowitz; Kr, 10
- Pševo: Bergscheid; Kr, 4
- Ptuj: Pettau; St, 15
- Ptjuska Cesta: Pettauerstraß; St, 16
- Ptujska Gora: Maria Neustift; St, 17
- Puc: Putz; Kr, 2
- Puconci: Putzendorf; Ü
- Pugled (Semič): Pugled (in der Windischen Mark); Kr, 11
- Pugled pri Mokronogu: Pugled; Kr, 9
- Pugled pri Starem Logu: Hohenberg in der Unterkrain; Kr, 2
- Pungert: Baumgarten bei Johannsbüchel; Kr, 9
- Punkgert: Baumgarten bei Altenmarkt; Kr, 1
- Purkače: Burgstall bei Großlaust; Kr, 2
- Pusti Gradec: Ödengraz; Kr, 11
- Pusti Javor: Ödenahorn; Kr, 9
- Pusto Polje: Kreuzberg; Kr, 4
- Puščava (Lovrenc na Pohorju): Sankt Maria in der Wüste; St, 13
- Puščava (Mokronog-Trebelno): Puschawa; Kr, 9
- Pušenci: Puschendorf bei Friedau; St, 15
- Puštal: Burgstall; Kr, 4
- Putrhof: Hirschthal in der Oberkrain; auch: Puterhof; Kr, 4
- Puževci: Pusoch; Ü

## R
- Rabelčja vas: Rabeldorf; St, 15
- Rača: Latschendorf; Kr, 5
- Rače: Kranichsfeld; St, 13
- Rače-Fram: Kranichsfeld-Frauheim; St, 13
- Račeva: Aderdorf, Kr, 4
- Račja vas: Ratschendorf; St, 17
- Račje Selo: Wollenberg; auch: Rappelgeschieß, Rapelgeschieß; Kr, 9
- Račica: Ratschitza in der Steiermark; St, 17
- Račice: Ratschitze; Kr, 1
- Rački Vrh: Ratzenberg; St, 12
- Račni Vrh: Latschenberg; Kr, 5
- Radana vas: Radeldorf in der Steiermark; St, 2
- Radehova: Unterrattach; auch Unter-Rattach; St, 13
- Radanja vas: Radeindorf; Kr, 9
- Radeče: Ratschach, auch Ratschach bei Steinbrück; Kr, 3
- Radegunda: Radegundis, auch Sankt Radegundis, Sankt Radegund; St, 10
- Radenci: Bad Radein; St, 12
- Radenski Vrh: Radersberg; St, 12
- Radež: Rades; St, 17
- Radizel: Radisell; St, 13
- Radlje ob Dravi: Mahrenberg; selten: Marenberg; St, 20
- Radmirje: Rattmannsdorf; St, 2
- Radna vas: Radendorf; Kr, 9
- Radna: Ruckenstein; St, 17
- Radoblje: Luterendorf; St, 2
- Radohova vas (Ivančna Gorica): Rodockendorf; Kr, 9
- Radohova vas (Pivka): Rodokendorf; Kr, 1
- Radomerje: Picheldorf bei Luttenberg; St, 12
- Radomerščak: Pichelberg in der Steiermark; St, 12
- Radomlje: Schönbüchel in der Oberkrain; Kr, 5
- Radoslavci: Rodozlausdorf; später auch: Radischlauzen; St, 12
- Radoši: Radosch; Kr, 11
- Radovica: Radowitz in der Unterkrain; Kr, 11
- Radoviči: Radowitsch; Kr, 11
- Radovlja: Radule; Kr, 9
- Radovljica: Radmannsdorf; Kr, 8
- Radovljiška graščina: Schloss Thurn; Kr, 8
- Radovna: Rothwein; Kr, 8
- Raduše: Radus; St, 20
- Radvenci: Windisch Radersdorf; St, 16
- Raduha: Raudneck; St, 16
- Rafolče: Raffoltsdorf; Kr, 10
- Rajec: Raitz; St, 17
- Rajhenav: Reichenau in der Unterkrain; K, 2
- Rajhenburg: Reichenburg; Kr, 3
- Rajndol: Reinthal in der Unterkrain; Kr, 2
- Rajnkovec: Rainersberg; St, 2
- Rajnovšče: Reinersberg; Kr, 9
- Raišele: Reischele; Kr, 2
- Raka: Arch; Kr, 3
- Rakek: veraltet Rachach, später Rakeck; auch: Fulm; Kr, 7
- Rakitna: Wiesendorf in der Oberkrain; Kr, 5
- Rakitnica: Wiesendorf; später auch: Rakitnitz; Kr, 2
- Rakov Škocijan: Sankt Kanzian bei Zirknitz; Kr, 7
- Rakovec (Brežice): Reiherhof bei Kapellen; auch: Reicherhof, Radkowetz; St, 17
- Rakovec (Metlika): Rakouz bei Möttling; Kr, 11
- Rakovica: Hallegg in der Oberkrain; Kr, 4
- Rakovlje: Rakoule; St, 2
- Rakovnik (Ljubljana): Steinbüchel; Kr, 5
- Rakovnik (Medvode): Groisenegg; Kr 5
- Rakovnik (Šentjernej): Krebsenbach; Kr, 3
- Rakovnic pri Birčni Vasi: Kroissenbach; später auch: Rakouz bei Würschendorf; Kr, 9
- Rakovnik pri Šentrupertu: Kroissenbach; auch: Kroisenbach; Kr, 9
- Rampoha: Dranbank; Kr, 9
- Ramsrigelj: Ramsriegel; K, 2
- Ranca: Ranzenberg; St, 13
- Ranče: Rantsche; St, 13
- Rankovci: Frankendorf, auch: Frankofzen; Ü
- Ranšberg: Rabensberg; St, 2
- Rapljevo: Pilpenrein; Kr, 5
- Rašica (Ljubljana): Uranschitz; früher: Wrenschitz Kr, 5
- Rašica (Velike Lašče): Reschwiz; später auch: Raschitz; Kr, 2
- Ratanska vas: Radmannsdorf; St, 2
- Rateče: Ratendorf; auch: Ratschach; Kr, 8
- Ratečevo Brdo: Winkel; auch: Radelsegg, Radelsegk; Kr, 1
- Ratje: Rathje; Kr, 9
- Ratkovci: Rathkuch; auch: Rathkouch; Ü
- Ratež: Rüdigersdorf; später auch: Ratesch, Rattesch; Kr, 9
- Ravenska vas: Sankt Ulrich; Kr, 6
- Ravna: Rauna, L, 2
- Ravnace: Raunatz; Kr, 11
- Ravne (Ajdovščina): Raunach (bei Haidenschaft); L, 2
- Ravne (Bohinj): Raune (in der Wochein); Kr, 8
- Ravne (Cerklje na Gorenjskem): Raunach, auch Raune; Kr, 4
- Ravne (Cerknica): Raunach bei Zirknitz; Kr, 7
- Ravne (Kočevje): Eben; Kr, 2
- Ravne (Litija): Raune bei Littai; St, 2
- Ravne (Šoštanj): Gutenbichel; St, 20
- Ravne (Železniki): Raunach (bei Eisnern); Kr, 4
- Ravne Breg: Rabensberg; St, 2
- Ravne na Blokah: Raunach in der Unterkrain; Kr, 5
- Ravne na Koroškem: Gutenstein, K, 6
- Ravne nad Šentrupertom: Raune bei Sankt Ruprecht; Kr, 9
- Ravne pri Borovec: Eben; Kr, 2
- Ravne pri Cerknem: Sankt Ulrich, auch: Raunach bei Kirchheim; L, 9
- Ravne pri Šmartnem: Raunach (später auch: Raune) in der Tuchein (auch: bei Obertucheln); Kr, 10
- Ravne pri Zdolah: Raune bei Sdolle; St, 17
- Ravne pri Žireh: Raune bei Sairach, Kr, 4
- Ravni: Rauna; auch Rauno in der Krain; Kr, 3
- Ravni Dol (Ivančna Gorica): Raundoll; auch: Randul; Kr, 9
- Ravni Dol (Sodražica): Ebenthal; Kr, 2
- Ravnica (Nova Gorica): Rausnitz; L, 2
- Ravnica (Radovljica): Raunitz; Kr, 8
- Ravnik (Bloke): Raunig; Kr, 5
- Ravnik (Vipava): Sankt Gotthard (bei Wippach); L, 2
- Ravnik pri Hotedrsici: Raunig; Kr, 7
- Ravno (Dobje): Raune; Kr, 2
- Ravno (Krško): Rauno; Kr, 3
- Razbor: Rasbor bei Steinbrück; St, 17
- Razbore: Ressburg; Kr, 9
- Razdelj: Rasdel; auch: Razdel; St, 2
- Razdrto (Postojna): Präwald; Kr, 1
- Razdrto (Šentjerneju): Resderth; Kr, 3
- Razgorce: Dirnbühel; St, 2
- Razkrižje: Rackaniza; Ü
- Razori: Rasorch; Kr, 5
- Raztez: Rastes; St, 13
- Razvanje: Roßwein in der Steiermark; St,13
- Rdeči Breg (Lovrenc na Pohorju): Rottenberg; St, 13
- Rdeči Breg (Podvelka): Rottenberg; St, 13
- Rdeči Kal (Ivančna Gorica): Rothenkaal; Kr, 9
- Rdeči Kal (Trebnje): Rothenkaal; Kr, 9
- Rdeči Kamen: Rottenstein; auch: Rotenstein; Kr, 2
- Reber (Žužemberk): Leiten; Kr, 9
- Reber pri Škofljici: Reber bei Frauenberg; Kr, 5
- Recenjak: Krätzenbach; St, 13
- Rečica (Ilirska Bistrica): Redschitz; auch: Retschitz Kr, 1
- Rečica ob Paki: Rietzdorf an der Pack; St, 20 oder 2
- Rečica ob Savinji: Rietz (selten: Riez) in der Steiermark; St, 2
- Rečica v Savinjski Dolini: Rietz (selten: Riez) in der Steiermark; St, 2
- Reka (Cerkno): Rackaun; L, 9
- Reka (Laško): Riecken; St, 2
- Rekštanj: Ruckenstein; St, 17
- Remergrund: Römergrund; Kr, 2
- Renče: Rentschach; L, 2
- Renče-Vogrsko: Rentschach-Ungersbach; L, 2
- Renkovci: Renkolch; Ü
- Rep: Repp; St, 20
- Repče: Repitsch bei Treffen; Kr, 9
- Repišče: Repitsche; St, 17
- Replje: Riple; Kr, 9
- Repnje: Reitelstein bei Gertrudswald; Kr, 5
- Repuš: Repusch; Kr, 2
- Resa: Ressen; Gottscheeerisch: Reasn; Kr, 11
- Resnik: Resnigg bei Schwagberg; St, 2
- Reštanj: Reichstein; auch: Reichenstein in der Steiermark; St, 17
- Retje: Rethie; Kr, 1
- Retnje: Posthof; Kr, 4
- Ribče: Fischern; St, 2
- Ribčev Laz: Fischgereuth; Kr, 8
- Ribjek: Fischbach; Kr, 1
- Ribnica (Brežice): Ribnitz; St, 17
- Ribnica (Pivka): Reifnitz bei Sankt Peter; Kr, 1
- Ribnica na Dolenjskem: Reifnitz; Kr, 2
- Ribnica na Pohorju: Reifing am Bachern; auch: Reifnigg; St, 13
- Ribnik: Ribnig; Gottscheeerisch: Rimmnig; Kr, 11
- Ribniško Selo: Reifnigger Sattel; St, 13
- Ribno: Reifen; Kr, 8
- Rifengozd: Reiferswald; auch: Reifenwald; St, 2
- Rifnik: Reichenegg, auch Reicheneck; St, 2
- Rigelj: Riegel (bei Gottschee); Kr, 2
- Rigelj pri Ortneku: Riegel (bei Reifnitz); auch: Rigl; Kr, 2
- Rigonce: Riegelsdorf; auch: Riegelshof, Riegelhof; St, 17
- Rihpovec: Reichenberg; Kr, 9
- Rihtarovci: Richtersdorf; St, 12
- Rimske Toplice: Römerbad, St, 2
- Rimsko: Römergrund; Gottscheeerisch: Remergrund, Remrgründ; Kr, 2;
- Rinčetova Graba: Rindscheid; St, 12
- Ritmerk: Rittenberg; St, 15
- Ritoznoj: Rittersberg; St, 20
- Rjavče: Sankt Maurus bei Illyrisch Feistritz; auch: Sankt Maria? Kr, 1
- Rob: Roob; auch: Ropp; Kr, 2
- Robanov Kot: Markt; St, 20
- Robič: Robig; L, 9
- Robidišče: Fenchenberg; L, 9
- Robindvor: Rurinhof; K, 7
- Roče: Rotsch; L, 9
- Ročica: Rothschützen; auch: Rothschitzen, Rothschitzenberg; St, 13
- Ročinj: Ronschein, L, 2
- Rodež: Sankt Leonardi; Kr, 6
- Rodica: Rothenbüchel; Kr, 5
- Rodik: Rodig; L, 1
- Rodine (Žirovnica): Rodein; Kr, 4
- Rodine pri Trebnjem: Rodein (bei Treffen); Kr, 9
- Rodmošci: Roßmannsgrund; St, 16
- Rog: Hornwald; Kr, 2
- Rogaška Slatina: Rohitsch-Sauerbrunn; veraltet: Roitscher Sauerbrunn; St, 2
- Rogašovci: Reissen; auch: Reißen; Ü
- Rogatec: Rohitsch in der Steiermark; St, 2
- Rogačice: Rogatschitza; St, 17
- Rogatec nad Žemlimljami: Rogatz; Kr, 5
- Rogati Hrib: Hornberg in der Unterkrain; Kr, 2
- Roginska Gorca: Roginskagorza; St, 2
- Rogla: Schwagberg; St, 2
- Rogoza: Rogeis; St, 13
- Rogoznica: Burgstall; St, 15
- Roje (Šentjerneju): Roye; Kr, 3
- Roje pri Čatežu: Roja; auch: Roye; Kr, 9
- Roje pri Trebelnem: Roye bei Frauenberg; Kr, 9
- Rosalnice: Rosalnitz; Kr, 11
- Rošnja: Rast; St, 15
- Rošpoh: Roßbach (bei Marburg); St,13
- Rotman: Rottenman; auch: Rotmann, Rottmann; St, 15
- Rova: Kronberg in der Oberkrain; später auch: Rau; Kr, 5
- Rovišče pri Studencu: Königstein in der Steiermark; St, 17
- Rovt (Dobrova-Polhov Gradec): Gereuth bei Billichgrätz; Kr, 5
- Rovt pod Menino: Sankt Jobst bei Altenburg; Kr, 4
- Rovtarske Žibrše: Gereuther Sibersche; Kr, 7
- Rovte (Logatec): Gereuth ob Loitsch; Kr, 7
- Rovte (Radovljica): Gereuth; Kr, 8
- Rovte pri Nazarjih: Sankt Jobst bei Altenburg; Kr, 4
- Rovte pri Svetem Lenartu: Raune (später auch: Rovte) bei Sankt Leonhard; Kr, 4
- Rovte v Selški Dolini: Raune (später auch: Rovte) bei Sankt Leonhard; Kr, 4
- Rožanče: Rosenbach; Kr, 5
- Rožek: Roseck; auch: Rosek, Rosegg; Kr, 9
- Roženberk: Rosenberg; Kr, 9
- Rožengrunt: Rosengrund; St, 13
- Rožički Vrh: Rosenberg bei Oberradkersburg; St, 12
- Rožično: Spissolter; später auch: Roschitzna; Kr, 10
- Rožna Dolina (Ljubljana): Blumenthal; Kr, 5
- Rožna Dolina (Nova Gorica): Rosenthal (bei Görz); L, 2
- Rožni Dol: Rosenthal in der Unterkrain; auch: in der Weißen Krain, auch: in der Windischen Mark; Kr, 11
- Rožni Vrh (Celje): Rosenberg (bei Cilli); St, 2
- Rožni Vrh (Trebnje): Rosenberg; Kr, 9
- Rožnik pri Grosupljem: Rosenbach (auch: Rosenbrunn) in der Oberkrain; Kr, 5
- Rožno: Rosenbichel; auch: Rosenbüchel; St, 13
- Rtiče: Sankt Brizi; Kr, 6
- Rubije: Oberschlan; L, 2
- Ručetna vas: Rutschetendorf; Kr, 11
- Rudna vas: Rudendorf; Kr, 3
- Rudnica: Grubberg; St, 2
- Rudnik (Hrastnik): Mine; St, 2
- Rudnik pri Radomljah: Rudnig bei Schönbuchel; Kr, 10
- Rudnik pri Moravčah: Rudnigg; Kr, 10
- Rudno: Deutschenberg; Kr, 4
- Rudolfovo: Rudolfsdorf; auch Rudolfsberg; Kr, 7
- Runarsko: Runarsk; Kr, 5
- Rumanja vas: Rumannsdorf; Kr, 9
- Ruhna vas: Ruchendorf; Kr, 9
- Runeč: Runtschenberg; auch: Runtschen; St, 15
- Runtole: Rundtal; St, 2
- Rupa: Rupp; Kr, 4
- Rupe (Celje): Landsberg im Rosenthal; St, 2
- Rupe (Velike Lašče): Ruppe bei Großlaust; Kr, 2
- Ruperče: Ruppersbach; St, 13
- Ruperčvrh: Rupertshof; auch: Rupertsberg; später auch Ruprechtshof; Kr, 9
- Ruše: Maria Rast; auch: Maria-Rast, St, 13
- Rut: Deutschruth; L, 9
- Ruta: Greuth (bei Sankt Lorenzen); St, 13
- Ržišče (Kostanjevica na Krki): Arschische (bei Gurkfeld) Kr, 3
- Ržišče (Litija): Raaschendorf; später auch: Arschische (in der Untersteiermark); St, 2
- Ržiše: Arschische (in der Krain); Kr, 6

## S
- Sabonje: Soboynach; später auch: Saboine Kr, 1
- Sadinja vas (Ljubljana):  Stephansdorf; später: Sadianwaß; Kr, 5
- Sadinja vas (Semič): Sodinsdorf; Kr, 11
- Sadinja vas pri Dvoru: Schöpfendorf in der Unterkrain; Kr, 9
- Sadni Hrib: Oberwetzenbach; Kr, 2
- Sajevce: Sajowitz bei Landstraß; Kr, 3
- Sajevče: Altenburg (bei Adelsberg); Kr, 1
- Sajevec: Sajowitz; Kr, 2
- Saksid: Sachset; L, 2
- Samostan Kostanjevica na Krki: Kloster Mariabrunn Landstraß; Kr, 3
- Samotorica: Ehreneck; Kr, 5
- Sanabor: Sonnenburg; selten: Sanaburg; L, 2
- Sarsko: Hoßberg; Kr, 5
- Sava (Hrastnik): Savadörfl; St, 2
- Sava (Litija): Saue; St, 2
- Savica: Sawitz; Kr, 8
- Savina (Ljubno): Sannboden; St, 2
- Sebeborci: Zebeburg; Ü
- Sebenje: Siebenfeld, selten: Sebeine; Kr, 4
- Seč (Kočevje): Ebenthal; K 2
- Seč (Novo mesto): Gehack; auch: Gehag; Kr, 9
- Sedlarjevo: Satteldorf bei Windisch Landsberg; St, 2
- Sedlo: Settel; L, 9
- Sedraž: Sankt Gertrud; später auch: Sedrasch; St, 2
- Segonje: Segoine; Kr, 9
- Segovci: Sögersdorf; St, 16
- Sejenice: Sejenitz; Kr, 9
- Sekirišče: Skürsche; Kr, 2
- Sela (Osilnica): Sella bei Ossilnitz; Kr, 1
- Sela (Podčetrtek): Supf – Sankt Johann; St, 2
- Sela (Sežana): Szella; L, 8
- Sela (Šmarješke Toplice): Sella bei Neustädtel bzw. bei Rudolfswerth; Kr, 9
- Sela (Videm): Sela (in der Steiermark); St, 17
- Sela na Krasu: Sellen im Karst; L, 2
- Sela nad Podmelcem: Sellen; L, 9
- Sela pri Ajdovcu: Sankt Nikolai bei Seisenberg; Kr, 9
- Sela pri Dobovi: Liebfrau am Feld; St, 17
- Sela pri Dobu: Siegersdorf; Kr, 9
- Sela pri Dragtušu: Sela bei Golek; Kr, 11
- Sela pri Hinjah: Raßweindorf; Kr, 9
- Sela pri Kamniku: Zell bei Stein; auch: Dörflein; später auch: Sela bei Tucheln; Kr, 10
- Sela pri Otovcu: Sela bei Ottersdorf; später: bei Otawitz; Kr, 11
- Sela pri Raki: Sella bei Archsburg (auch: bei Arch); Kr, 3
- Sela pri Ratežu: Dörflein; später auch Sella bei Ratesch; Kr, 9
- Sela pri Jugorju: Sela (auch Sella) bei Sankt Veit; Kr, 11
- Sela pri Semiču: Sela (auch Sella) bei Heiligengeist; Kr, 11
- Sela pri Sobrača: Sellen, auch: Sellen bei Sankt Andrä; Kr, 9
- Sela pri Svetem Duhu: Sela (auch Sella) bei Heiligengeist; Kr, 11
- Sela pri Šentjerneju: Sello bei Sankt Barthlemä; Kr, 3
- Sela pri Šmarju: Dörflein bei Marein; Kr, 5
- Sela pri Štravberku: Dörflein bei Strauberg; später auch: Sela bei Strauberg; Kr, 9
- Sela pri Šumberku: Sello oder Sella bei Schönberg; auch: Rallechergeschieß; Kr, 9
- Sela pri Višnji Gori: Dörflein bei Weixelberg; Kr, 9
- Sela pri Volča: Igees; L, 9
- Sela pri Vrčicah: Dörflein; später auch: Sela, Sella bei Wertschitsch; Kr, 11
- Sela pri Zajčjem Vrhu: Klampferbach; später auch Sela bei Hasenberg; Kr, 9
- Sela pri Zburah: Milzberg; Kr, 9
- Selca (Železniki): Selzach bei Bischoflack; Kr, 4
- Selca nad Škofjo Loko Selzach bei Bischoflack; Kr, 4
- Selce (Litija): Seuze; St, 2
- Selce (Lukovica): Selzach; Kr, 10
- Selce (Pivka): Seltzach bei Sankt Peter; Kr, 1
- Selce (Tolmin): Selzach (bei Tolmein); L, 9
- Selce (Vojnik): Selzaberg; später auch: Seltsche; St, 2
- Selce nad Blanco: Selzach in der Steiermark; St, 17
- Selce pri Leskovcu: Seltschach in der Krain; Kr, 3
- Selce pri Moravčah: Seuze in der Oberkrain; Kr, 10
- Sele (Slovenj Gradec): Siele; St, 20
- Sele (Šentjur): Dörflein; St, 2
- Sele pri Polskavi: Freistein; auch: Seeldorf; St, 20
- Selišče: Osselische; L, 9
- Selišči: Zelitschen; St, 12
- Selnica ob Dravi: Zellnitz; St, 13
- Selnica ob Muri: Zellnitz an der Mur; St, 13
- Selnik: Sellnig; Kr, 5
- Selo (Ajdovščina): Kunzendorf; L, 2
- Selo (Krško): Sellen an der Gurk; Kr, 3
- Selo (Žiri): Sellen bei Sairach; Kr, 4
- Selo na Goričkem: Laak bei Sankt Nikolai; Ü
- Selo nad Laškim: Sellen bei Tüffer; St, 2
- Selo nad Polhovim Gradcu: Sell bei Billichgrätz; Kr, 5
- Selo pri Bledu: Sellen bei Veldes; Kr, 8
- Selo pri Ihanu: Sela (auch: Sellen) bei Jauchen; Kr, 5
- Selo pri Kostelu: Sello bei Grafenwarth; Kr, 2
- Selo pri Moravčah: Sello bei Moräutsch; Kr, 10
- Selo pri Pancah: Sela bei Pance; Kr 5
- Selo pri Radohovi Vasi: Sellen bei Sankt Paul; auch: bei Radockendorf; Kr, 9
- Selo pri Svetem Andreju: Sellen; auch: Sellen bei Sankt Andrä; Kr, 9
- Selo pri Vodicah: Sell bei Gertrudswald; Kr, 5
- Selo pri Žirovnici: Sellen bei Scheraunitz; Kr, 4
- Selo pri Robu: Sellu bei Roop (auch: bei Ropp); Kr, 2
- Selo v Prekmurju: Laak bei Sankt Nikolai; Ü
- Selovec: Sillowitz; K, 7
- Selska Gora: Sellenberg; Kr, 9
- Selšček: Seuschtschek; Kr, 7
- Selške Lajše: Laschich; Kr, 4
- Semič: Semitsch; Kr, 11
- Senadole: Sinadole; auch: Sinadolle; L, 1
- Senešci: Seneschitzberg; auch: Seneschitz; St, 15
- Senično: Stenitschno; Kr, 4
- Senik: Senich; L, 2
- Seniški Breg: Woschenberg, L, 2
- Senovica: Steingrab; St, 2
- Senožeče: Senosetsch; L, 1
- Senožete (Krško): Schnoschet; Kr, 3
- Senožete (Laško): Wiesen; St, 2
- Senožeti: Grafenweg; Kr, 10
- Senuše: Mühls; Kr, 3
- Serdica: Rotenberg, auch: Saldinhof; Ü
- Setnica: Settnich (auch: Setnitz) bei Billichgrätz; Kr, 5
- Setnica-del: Setnitz bei Zwischenwasser; Kr, 5
- Sevce: Zeltz, selten: Seutze; St, 2
- Sevec: Sevetz; auch: Sewetz; St, 20
- Sevnica: Lichtenwald; St, 17
- Sevno: Weinhof; später auch: Seuno; Kr, 9
- Sežana: Zizan; L, 8
- Sidraž: Sidrasch; Kr, 4
- Sinja Gorica: Schweinbüchel; falsch: Scheinbüchel; Kr, 5
- Sinji Vrh: Schweinberg; Kr, 11
- Sinovica: Sinowitz; Kr, 2
- Sitarovci: Sitterofzen; St, 12
- Skakovci: Skakofzen; Ü
- Skaručna: Sirlachstein; Kr, 5
- Skoke: Skoggen; St, 13
- Skomarje: Gregersdorf bei Rötschach; später auch: Skommer; St, 2
- Skorba: Skorba, veraltet: Karb, St, 15
- Skorišnjak: Skorischniak; St, 17
- Skorno pri Šoštanju: Ober-Skornau; St, 20
- Skrilje: Schrilach; L, 2
- Skrovnik: Skrounig; St, 17
- Slaba Gorica: Schlechtbüchel; Gottscheeerisch: Schlachtpiechl; Kr, 11
- Sladki Vrh: Süßenberg, auch: Süssenberg; oder Holdeneck; St, 13
- Slamna vas: Sleindorf, auch Slandorf; Kr, 11
- Slamnjak: Kummersberg in der Steiermark; St, 12
- Slamniki: Slamnik; Kr, 8
- Slance: Stanzen; St, 2
- Slančji Vrh: Schleinitzberg; St, 17
- Slap (Sevnica): Sankt Peter bei Lichtenwald; St, 17
- Slap (Tržič): Slapp bei Neumarktl; Kr, 4
- Slap (Vipava): Zwergenburg; (auch: Sankt Georg bei Wippach?); L, 2
- Slap ob Idrijci: Slapst; L, 9
- Slapnik: Slapnig; L, 2
- Slaptinci: Slabotinzenberg; St, 12
- Slatenik: Slatinegg; St, 13
- Slatina (Rogaška Slatina): Sauerbrunn; St, 2
- Slatina pri Ponikvi: Slatten; St, 2
- Slatina v Rožni dolini: Slattina im Rosenthal; St, 2
- Slatina (Šmartno ob Paki): Sulz; St, 20 oder 2
- Slatina (Šmartno pri Litiji): Slatenegg, Kr, 6
- Slatna: Dobrisch; Kr, 8
- Slatnik (Ribnica): Slatenegg; Kr, 2
- Slatnik (Novo Mesto): Slateneck Kr, 9
- Slavče: Schlautz; L, 2
- Slavina: Schlauenburg; auch: Slauing; Kr, 1
- Slavinje: Sankt Gertrud; auch: Slawinach; Kr, 1
- Slavski Laz: Windischreuther, später auch: Slauskilas; Kr, 2
- Sleme: Slemen; Kr, 5
- Slivice: Haasberg; Kr, 7
- Slivna: Sliphes; St, 2
- Slivnica pri Celju: Schleinitz bei Cilli; St, 2
- Slivnica pri Mariboru: Schleinitz bei Marburg; St, 13
- Slivniško Pohorje: Bachern bei Schleinitz; St, 13
- Slivno: Schleun; St, 2
- Slogonsko: Kreisendorf; St, 17
- Slomi: Slomdorf; St, 15
- Slovenja vas: Windischdorf, St, 15
- Slovenska vas (Kočevje): Windischdorf; Kr, 2
- Slovenska vas (Pivka): Deutschendorf; auch: Deutschdorf bei Sankt Peter; Kr, 1
- Slovenska vas (Šentrupert): Deutschdorf (bei Sankt Rupert); Kr, 9
- Slovenj Gradec: Windischgraz; veraltet: Windischgrätz; St, 20
- Slovenska Bistrica: Windisch-Feistritz; St, 20
- Slovenske Konjice: Gonobitz; selten: Gonowitz; St, 2
- Slovenski Dol: Deutschenthal, St, 2
- Slovenski Javornik: Jauerburg bei Aßling; Kr, 8
- Slugovo: Slugau; Kr, 7
- Smarje: Weinstegen; L, 2
- Smast: Schmast; L, 9
- Smečice: Schmetzschitz; Kr, 3
- Smednik: Braunsberg in der Krain; Kr, 3
- Smlednik: Flödnig; Kr, 5
- Smoldno: Smoldnim; Kr, 4
- Smolenja vas: Pechdorf; Kr, 9
- Smoleva: Schmalau; Kr, 4
- Smolnik: Außenberg; Kr, 5
- Smrečje: Tannen in der Oberkrain; Kr, 5
- Smrečnik: Feichtbühel; auch: Feichtbüchel; Kr,11
- Smrečno: Schmeretzen; St, 20
- Smrje: Sankt Maria; später auch: Smerien; Kr, 1
- Smrjene: Sankt Maria; Kr, 5
- Smuka: Langenthurn, auch: Langenthon; Kr, 2
- Snežatno: Sempsetin; L, 2
- Snežeče: Schneedorf; L, 2
- Snežnik: Schneeberg; Kr, 1
- Snovik: Gessenobitz; Kr, 10
- Sobenja vas: Sobendorf; St, 17
- Sobetinci: Sobetinzen; St, 15
- Sobrače: Sobratsch; Kr, 9
- Socka: Thoneck oder Einödt; St, 2
- Soča: Sontig; L, 9
- Sodevci: Schöpfenlag; Kr, 11
- Sodinci: Sodinetz; St, 15
- Sodišinci: Sodersdorf; Ü
- Sodji Vrh: Sodieberg, Sodjeberg; auch: Sodiewerch, Sodjewerch; Kr, 11
- Sodna vas: Schöpfendorf bei Windisch Landsberg; St, 2
- Sodražica: Soderschitz; Kr, 2
- Solčava: Sulzbach; St, 20
- Solkan: Sollingen, auch Salkon; L, 2
- Sopota: Soppoth; St, 2
- Sopotnica: Sapotnica; Kr, 4
- Sora: Zaier, auch: Zayer, Zeyer; Kr, 5
- Sorica: Zarz; Kr, 4
- Sostro: Osterberg; Kr, 5
- Sotensko pod Kalobjem: Ainöd; St, 2
- Sotensko pri Šmarju: Stubenberg; St, 2
- Soteska (Dolenjske Toplice): Ainöd, auch Einöd in Unterkrain; Kr, 9
- Soteska (Kamnik): Einöd; Kr, 10
- Soteska pri Moravčah: Pinberg; Kr, 10
- Sotina: Stadelberg; Ü
- Soviče: Sovitsch; St, 17
- Sovinja Peč: Sabinapetsch; auch: Sovinapetsch; Kr, 10
- Sovjak: Sobiachberg; St, 12
- Sovra: Zaier bei Sairach; Kr, 4
- Soze: Glänich; später auch: Sosse; Kr, 1
- Spodnja Bačkova: Unter-Watschkau; St, 13
- Spodnja Bela: Niederfellach; Kr, 4
- Spodnja Besnica: Niederfesnitz; auch: Unterweßnitz; Kr, 4
- Spodnja Bilpa: Wildbach, Unterwildbach; später auch: Wilpen, Unterwilpen; Kr, 2
- Spodnja Branica: Unterbärnawitz; L, 2
- Spodnja Bukova Gora: Unterbuchberg; K, 2
- Spodnja Dobrava: Niederhardt; Kr, 8
- Spodnja Draga: Unter Meinholm; auch: Untermeinholm; Kr, 9
- Spodnja Gorica: Unterberg (später auch: Untergoritzen) bei Kranichsfeld; St, 13
- Spodnja Idrija: Unteridrien, Unteridria; L, 2
- Spodnja Jablanica: Unterjablanitz; Kr, 6
- Spodnja Javoršica: Unterjaworschitz; Kr, 10
- Spodnja Jamnica: Sankt Daniel bei Gutenstein, K, 7
- Spodnja Kanomlja: Unterkatel; L, 2
- Spodnja Kapla: Unterkappel; St, 20
- Spodnja Korena: Unterwurz; St, 13
- Spodnja Kostrivnica: Unterkostreinitz; St, 2
- Spodnja Libna: Unterloibenberg; St, 17
- Spodnja Lipica: Nieder Leifnitz; auch: Niederleifnitz; Kr, 8
- Spodnja Ložnica: Unterlosnitz; St, 20
- Spodnja Luša: Unterluscha; Kr, 4
- Spodnja Nova vas: Unterneudorf; St, 20
- Spodnja Pohanca: Unterbohanz; auch: Unterpochanza; St, 17
- Spodnja Polskava: Unterlpulsgau; St, 20
- Spodnja Rečica: Unterretschitz, Unter Retschitz; St, 2
- Spodnja Ročica: Unter-Rothschützen; St, 13
- Spodnja Selnica: Unterzellnitz; St, 13
- Spodnja Senica: Unterseniza; Kr, 5
- Spodnja Slivnica: Unterschleinitz; Kr, 5
- Spodnja Sorica: Unterzarz; Kr, 4
- Spodnja Sušica: Untersuschitz; St, 17
- Spodnja Ščavnica: Unterstainz; auch: Unterstainzthal; St, 16
- Spodnja vas: Unternegastern; Kr, 10
- Spodnja Velka: Unterwölling; St, 13
- Spodnja Vižinga: Unterfeising; St, 20
- Spodnja Voličina: Nieder-Sankt-Rupert; St, 13
- Spodnja Žerjavci: Unterscheriafzen; auch: Unter-Scheriafzen; St, 13
- Spodnje Bitnje: Niederfeiding; auch: Unterfeichting; Kr, 4
- Spodnje Blato: Untermoos; Kr, 5
- Spodnje Brezovo: Unterbressau; Kr, 9
- Spodnje Danje: Unterhuben; Kr, 4
- Spodnje Dobrenje: Dobreng; selten: Unterdobreng; St, 13
- Spodnje Dole: Unterdolle; später: Unterdulle; Kr, 3
- Spodnje Dolič: Unterdollitsch; St, 2
- Spodnje Dule: Unterdolle; später: Unterdulle; Kr, 3
- Spodnje Duplice: Unterfeldsberg; Kr, 5
- Spodnje Duplje: Unterduplach; auch: Niederduplach, Nieder Duplach; Kr, 4
- Spodnje Gameljne: Gemlein; Kr 5
- Spodnje Gorče: Untergortsche; St, 2
- Spodnje Gorje: Untergörjach bei Veldes; Kr, 8
- Spodnje Hlapje: Unterklappenberg; St, 13
- Spodnje Hoče: Unterkötsch; St, 13
- Spodnje Jarše: Unterjarsche; Kr, 5
- Spodnje Jelenje: Unterhirschdorf; Kr, 6
- Spodnje Jezersko: Unter-Seeland; K, 6
- Spodnje Konjišče: Unterroßhof; auch: Unterau; St, 16
- Spodnje Koseze: Unteredlingen; später: Unterkoses; Kr, 10
- Spodnje Kraše: Unterkrasche; Kr, 4
- Spodnje Mladetiče: Untermladatitsche; St, 17
- Spodnje Laze: Unterlaase; Kr, 8
- Spodnje Loke: Unterlaak in der Oberkrain; Kr, 10
- Spodnje Negonje: Unternegaun; St, 2
- Spodnje Palovče: Unterpalowitsch; Kr, 10
- Spodnje Partinje: Nieder-Partin, auch Niederpartin; St, 13
- Spodnje Petelinjek: Unterpetelinek; Kr, 10
- Spodnje Pijavško: Unterpiauschko; Kr, 3
- Spodnje Pirniče: Pernekk; später auch: Unterpirnitsch; Kr, 5
- Spodnje Prapeče: Unterprapetsch; auch: Unterprawatsch; Kr, 10
- Spodnje Prebukovje: Unterbreitenbach; St, 20
- Spodnje Sečovo: Unterschlag; St, 2
- Spodnje Slemene: Fürst; St, 2
- Spodnje Stranice: Graben bei Rötschach; auch: Unterrabensberg; St, 2
- Spodnje Stranje: Unterstreinach; später auch: Unterstreine; Kr, 10
- Spodnje Tinsko: Untertainach; auch: Unter Tainach; St, 2
- Spodnje Verjane: Unterhannau; auch Unter-Hannau, Hanau; St, 15
- Spodnje Vetrno: Unterfettern; Kr, 4
- Spodnje Vodale: Unterwodale; St, 17
- Spodnje Vrtače: Unterwertatsche; Kr, 6
- Spodnji Boč: Unterwalz; St, 13
- Spodnji Brnik: Niederfernig; auch: Nieder Ferning; Kr, 4
- Spodnji Čačič: Untertschatschitsch; Kr, 1
- Spodnji Duplek: Untertäubling; St, 13
- Spodnji Erkenštajn: Untererkenstein; auch: Untererckenstein; St, 17
- Spodnji Gabrnik: Untergabernik; St, 2
- Spodnji Gasteraj: Nieder-Gasterey; auch: Untergasterei; St, 12
- Spodnji Ivanjci: Unterisswanzen; auch: Unterißwanzen; St, 16
- Spodnji Jakobski Dol: Jakobsthal, Unterjakobsthal; St, 13
- Spodnji Kamenščak: Untersteinberg in der Steiermark; St, 12
- Spodnji Ključarovsci: Unterklutscharowetz; auch: Klutscharowetz; St, 15
- Spodnji Kocjan: Unterkatzian; auch: Unter-Katzian; St, 12
- Spodnji Lescovek: Unterleskovetz; St, 17
- Spodnji Hotič: Unterhöttisch; St, 2
- Spodnji Log (Kočevje): Unterlag, Unterlaag; Gottscheeerisch: Ünterloag; Üntrpöckstoa; Kr, 2
- Spodnj Log (Litija): Untersanktmarten; St, 2
- Spodnji Ortneški Grad: Schloss Unterortenegg; Kr, 2
- Spodnji Otok: Unterwert; auch: Unterwerth; Kr, 8
- Spodnji Petelinjek: Unterpettelnich; Kr, 10
- Spodnji Pokštajn: Unterpockstein; Kr, 2
- Spodnji Porčič: Unterburgstall; auch: Unter-Burgstall; St, 13
- Spodnji Prekar: Unterpreker; Kr, 10
- Spodnji Razbor: Unter Rasswald; auch: Unterrasswald; St, 20
- Spodnji Slemen: Slemen; St, 13
- Spodnji Stari Grad: unklar: Niederödenschloß oder Unteraltenhausen; St, 17
- Spodnji Tuštanj: Untertuffstein; Kr, 10
- Spodnji Vecenbah: Unterwetzenbach; Gottscheeerisch: Üntrbetznpoch; Kr, 2
- Spodnji Vrsnik: Unterwresnig; L, 2
- Spodnji Zalog: Untersalloch (auch Untersalog) bei Zirklach; Kr, 4
- Spodnji Železniki: Untereisnern; Kr, 4
- Spuhlja: Pichl; St, 15
- Srakovlje: Srakowlach; Kr, 4
- Srebotje: Lillachberg; St, 13
- Srebrniče: Silberdorf; auch: Silberau; Kr, 9
- Srebrnik: Silberberg; St, 2
- Sredgora: Deutsch-Mittenwald; auch: Mittenwald; Gottscheeerisch: Mittnbold; Kr, 11
- Središče (Moravske Toplice): Zerdahel; Ü
- Središče ob Dravi: Polstrau; St, 15
- Srednik: Schrieden; St, 17
- Srednja Bela: Mitterfellach; Kr, 4
- Srednja Bukova Gora: Mitterbuchberg; K, 2
- Srednja Kanomlja: Mitterkatel; L, 2
- Srednja vas (Podbrezje): Mitterbirkendorf in der Oberkrain; Kr, 4
- Srednja vas (Radovljica): Mitterdorf in der Oberkrain; Kr, 8
- Srednja vas (Semič): Mitterdorf (bei Tschernembl); Kr, 11
- Srednja vas – Goriče: Mitteldorf; Kr, 4
- Srednja vas – Loški Potok: Mitterdorf (bei Altenmarkt); Kr, 1
- Srednja vas pri Dragi: Mittergras; auch: Mittergraß; Kr, 1
- Srednja vas pri Kamniku: Mitterdorf (auch: Mittendorf) in der Tuchein, veraltet: Micheldorf; Kr, 10
- Sredna vas pri Polhovem Gradcu: Mitterdorf bei Billichgrätz; Kr, 5
- Srednja vas pri Šenčurju: Mitteldorf (bei Sankt Georgen); Kr, 4
- Srednja vas v Bohinju: Mitterdorf in der Wochein; Kr, 8
- Srednja vas v Črmošnjicah: Mitterdorf bei Tschermoschnitz; Kr, 11
- Srednje: Mittelberg in der Steiermark; St, 13
- Srednje Arto: Mitterhart in der Krain; später auch: Mitterarto; Kr, 3
- Srednje Bitnje: Mitterfeiding; auch: Mitterfeichting; Kr, 4
- Srednje Grčevje: Mittergörtschberg; auch Mittergörtschendorf; Kr, 9
- Srednje Jarše: Mitterjarsche; Kr, 5
- Srednje Laknice: Mitterlaknitz; auch: Mitter Laknitz; Kr, 9
- Srednje Pijavško: Mitterpiauschko; Kr, 3
- Srednji Gasteraj: Mitter-Gasterey; auch: Mittergasterei; St, 12
- Srednji Lipovec: Mitterlipowitz; Kr, 9
- Srednji Marof: Mittermaierhof (bei Gurkfeld); Kr, 3
- Srednji Potok: Mitterpotok; auch: Mitterpottok; Kr, 2
- Srednji Radenci: Mitterradenze; Kr, 11
- Srednji Vrh (Dobrova-Polhov Gradec): Mitterberg; Kr, 5
- Srednji Vrh (Kranjska Gora): Mitterberg in der Oberkrain; Kr, 8
- Srednji Zalog: Mittersalloch (auch: Mittersalog) bei Zirklach; Kr, 4
- Srednji Železniki: Mittereisnern; Kr, 4
- Srnjak: Sernjagg; Kr, 2
- Srkovec: Zwettendorf; St, 13
- Srobotnik (Doljenske Toplice): Gutenberg; selten: Guttenberg (bei Töplitz); Gottscheeerisch: Lialochpargl; Kr, 9
- Srobotnik ob Kolpi: Gutenberg in der Unterkrain; Kr, 2
- Sromlje: Mannsburg; St, 17
- Srpenica: Serpenitz; L, 9
- Stahovica: Stechowitz; Kr, 10
- Stainski Grad (Boštanj): Burg Stein; St, 17
- Staje: Staydorf, später: Staidorf; Kr, 5
- Stanetinci (Cerkvenjak): Stanetinzen bei Kirchberg; St, 13
- Stanetinci (Sveti Jurij na Ščavnici): Stanetinzen bei Sankt Georgen; St, 12
- Stanjevci: Perchtenstein; Ü
- Stankovo: Stankau; St, 17
- Stanovno: Steinluger; St, 15
- Stanovišče: Stainovisch; L, 9
- Stara Bučka: Altbutschka; auch: Altwutschka; Kr, 9
- Stara Cerkev pri Kočevju: Gottskirch; später auch: Mitterdorf bei Gottschee; Kr, 2
- Stara Cesta: Altstraß; St, 12
- Stara Fužina: Althammer, Altenhammer; Kr, 8
- Stara Gora (Benedikt): Altenberg in den Windischen Büheln; auch: Altenberg bei Sankt Benedikt; St, 13
- Stara Gora (Nova Gorica): Altenberg (bei Görz); L, 2
- Stara Gora pri Šentilju: Altenberg bei Sankt Egidi; St, 13
- Stara Lipa: Altlinden; Kr, 11
- Stara Loka: Altlack, selten Altenlack; Kr, 4
- Stara Nova vas: Altneudorf in der Steiermark; St, 12
- Stara Oselica: Altoßlitz; Kr, 4
- Stara Sela: Altenzell; Kr, 10
- Stara Sušica: Altdirnbach; Kr, 1
- Stara vas: Altendorf bei Adelsberg; Kr, 1
- Stara vas-Bizeljsko: Altendorf bei Wissel; St, 17
- Stara Vrhnika: Alt Oberlaibach; auch: Altoberlaibach; Kr, 5
- Stare Žage: Altsag; Gottscheeerisch: Autshug; Kr, 9
- Stari Breg: Altbacher; Gottscheeerisch: Pachrn; Kr, 2
- Stari Dvor: Altenhofen; auch: Althof bei Ratschach; Kr, 3
- Stari Log (Slovenska Bistrica): Altenau; St, 20
- Stari Log pri Kočevju: Altlag, Altlaag; auch: Altlack bei Gottschee; Kr, 2
- Stari Grad (Kamnik): Burg Oberstein, auch: Oberstain; Kr, 10
- Stari Grad (Krško): Altenhausen in der Steiermark; St, 17
- Stari Grad (Ljubljana): Burg(ruine) Osterberg; Kr, 5
- Stari Grad (Sevnica): Burg(ruine) Alt-Obererkenstein; St, 17
- Stari Grad (Škofja Loka): Burg(ruine) Wildenlack; Kr, 4
- Stari Grad (Vitanje): Burg(ruine) Alt Weitenstein, auch Weitenstein; St, 2
- Stari Grad nad Smlednikom: Burg(ruine) Flednigg; Kr 5
- Stari Grad pri Makolah: Sankt Anna bei Stattenberg; St, 15
- Stari Grad v Podbočju: Ödenschloß; Kr, 3
- Stari Kot: Altwinkel bei Obergraß; Kr, 1
- Stari Log: Altlag; Kr, 2
- Stari Porčič: Altenburgstall; St, 15
- Stari Tabor: Alttabor, Kr 11
- Stari Trg (Ivančna Gorica): Altenmarkt; Kr, 9
- Stari Trg (Slovenj Gradec): Altenmarkt (bei Windischgraz); St, 20
- Stari Trg pri Črnomlju: Altenmarkt bei Gottschee; Kr, 11
- Stari Trg pri Ložu: Altenmarkt bei Laas; Kr, 1
- Stari Trg pri Rakeku: Altenmarkt bei Rakek; Kr, 1
- Starihov Vrh: Starichaberg; Kr, 11
- Staro Brezje: Altfriesach; Kr, 2
- Staro Selo: Starusell; L, 9
- Starod: Altenburg bei Illyrisch Feistritz; Kr, 1
- Starološki Grad: Burg Altlack, selten Altenlack; Kr, 4
- Starološki Grč: Altlagbüchel; Gottscheeerisch: Lockpiechl; Kr, 11
- Starše: Altendorf in der Steiermark; St, 15
- Stavešinci: Pfefferdorf; St, 16
- Stavešinci Vrh: Pfefferberg; St, 16
- Stavča vas: Deutschdorf bei Seisenberg; Kr, 9
- Stebljevek: Stebleweg; Kr, 10
- Stegne: Steigen; Kr, 10
- Stehanja vas: Stockendorf; Kr, 9
- Steklarna: Glashütte; St, 2
- Steske: Rauchenstein; L, 2
- Stična: Sittich; Kr, 9
- Stiška vas: Sittichsdorf; Kr, 4
- Stogovci: Miethsdorf; St, 16
- Stojanski Vrh: Feistenberg; selten: Werch; St, 17
- Stojnci: Stayndorf; auch: Steindorf; St, 15
- Stojno Selo: Sankt Florian; St, 2
- Stolnik: Stuhlenegg; im Dialekt: Stounig; Kr, 10
- Stolovnik: Stollounegg; St, 17
- Stoničev Grad: Stonitschhof; Kr, 11
- Stope: Stoppe; Kr, 2
- Stopiče: Stopitsch; auch: Stöpitsch; Kr, 9
- Stopnik: Stopnig L, 9
- Strahinj: Strochein; selten: Strochain; Kr, 4
- Strahomer: Höflein bei Brunndorf; Kr, 5
- Strane: Mucken; auch: Streinach; Kr, 1
- Stranice: Rabensberg in der Steiermark; später auch: Stranitzen; St, 2
- Stranje (Krško): Streine bei Gurkfeld; St, 17
- Stranje (Šmarje pri Jelšah): Stranach; St, 2
- Stranje pri Dobrniču: Streine; Kr, 9
- Stranje pri Škocjanu: Strain, später auch: Streine; Kr, 9
- Stranje pri Velikem Gabru: Straindorf; auch: Streindorf; Kr, 9
- Stranska vas (Dobrova-Polhof Gradec): Eckendorf; Kr, 5
- Stranska vas (Novo Mesto): Seitendorf bei Neustädtel; Kr, 9
- Stranska vas ob Višnji: Seitendorf an der Weixel; Kr, 9
- Stranska vas pri Semiču: Seitendorf bei Semitsch; Kr, 11
- Stranki Vrh: Streinberg; St, 2
- Straška Gorca: Wart; St, 2
- Straža: Oberstrascha; Kr, 9
- Straža (Cerkno): Thurn bei Kirchheim; L, 9
- Straža (Lukovica): Strascha bei Wolfsbüchel; Kr, 10
- Straža (Šentrupert): Strascha; Kr, 9
- Straža pri Dolu: Wartenberg bei Selzaberg; St, 2
- Straža pri Krškem: Straß bei Sankt Lorenz; Kr, 3
- Straža pri Moravčah: Strassa (auch: Strass, Straß) in der Oberkrain; Kr, 10
- Straža pri Novi Cerkvi: Wartenberg bei Neukirchen; St, 2
- Straža pri Raki: Straß bei Sankt Valentin; Kr, 3
- Stražberk: Straßberg; Kr, 9
- Stražica: Sternstein; auch Straschitzen? St, 2
- Stražišče (Cerknica): Turnegg; auch: Wartenberg; Kr, 7
- Stražišče (Kranj): Straschische bei Krainburg; Kr, 4
- Stražnji Vrh: Straßenberg; Kr, 11
- Strehovci: Sankt Veit; Ü
- Strejaci: Strelzen; St, 15
- Strelac: Schützendorf in der Unterkrain; Kr, 9
- Strelci: Strelzen; St, 15
- Strezetina: Stresetin; St, 15
- Strjanci: Sterianzen; St, 15
- Strletje: Sterlete; Kr, 2
- Strmca (Bloke): Stermetz; Kr, 5
- Strmca (Laško): Sankt Christoph(erus)?; auch Sankt Michael?; St, 2
- Strmca (Postojna): Stermitz bei Adelsberg; Kr, 1
- Strmec (Idrija): Stermetz (bei Idrien); L, 2
- Strmec (Litija): Stermetz bei Littai; St, 2
- Strmec (Luče): Stermetz bei Leutsch; auch: Stermitzberg; St, 16
- Strmec (Velike Lašče): Stermetz bei Roop (auch: bei Ropp); Kr, 2
- Strmec nad Dobrno: Stermetz bei Neuhaus; St, 2
- Strmec pri Destrniku: Stermetzberg; St, 15
- Strmec pri Leskovcu: Stermetz (bei Leskovetz); St, 17
- Strmec pri Ormožu: Stermetz in der Steiermark; auch: Stermetz bei Friedau; St, 15
- Strmec pri Svetem Florijanu: Schweindorf; St, 2
- Strmec pri Vojniku: Neukirchen bei Cilli; St, 2
- Strmica: Stermetz in der Oberkrain; Kr, 5
- Strmo Rebro: Stermareber; Kr, 3
- Strmol: Stermol; St, 17
- Strnišče: Sternthal (auch: Sterntal) bei Pettau; St, 15
- Stročja vas: Schützendorf in der Steiermark; St, 12
- Strojiči: Stroitsch; Kr, 1
- Strtenica: Stätten; St, 2
- Strug: Strüg; St, 15
- Struževo: Sterscheu; Kr, 8
- Stružnica: Strusnitz; Kr, 2
- Stržišče (Sevnica): Strassitz; St, 17
- Stržišče (Tolmin): Wartenberg; L, 9
- Studena Gora: Brunnenberg bei Illyrisch Feistritz; Kr, 1
- Studenci pri Mariboru: Brunndorf bei Marburg (an der Drau) St,13
- Studenca: Studenz; Kr, 10
- Studence: Brünndl (Bründl) (später auch: Studenze) bei Eichthal; St, 2
- Studenčice (Medvode): Kaltenbrunn bei Zwischenwässern; Kr, 5
- Studenčice (Radovljica): Kaltenbrunn; Kr, 8
- Studenec (Postojna): Bründl bei Adelsberg; Kr, 1
- Studenec (Sevnica): Bründl, (auch: Brünndl) in der Steiermark; St, 17
- Studenec (Trebnje): Brunndorf; auch: Brünndl; später auch: Studenz; Kr, 9
- Studenec na Blokah: Brünndl; später auch: Studenau; Kr, 5
- Studenec pri Krtini: Studenz (bei Kertina); Kr, 5
- Studenec pri Ljubljani: Brunndorf bei Laibach; Kr 5
- Studenice pri Poljčanah Studenitz bei Pöltschach, St, 2
- Studeno (Kočevje): Brunnsee; Kr, 2
- Studeno (Železniki): Kaltenfeld in der Oberkrain; Kr, 4
- Studor v Bohinju Studorf; Kr, 8
- Suha pri Predosljah: Sucha (bei Prädaßel); Kr, 4
- Suhadol: Suchadoll bei Lokautz; St, 2
- Suhadole (Komenda): Suchadolle; Kr, 4
- Suhadole (Litija): Suchadolle (bei Littai); St, 2
- Suhi Potok: Dürnbach; selten: Durnbach, Dürrnbach; Kr, 2
- Suhi Vrh (Moravske Toplice): Dürrenberg; Ü
- Suhi Vrh (Prevalje): Dürngupf, K, 7
- Suhi Vrh pri Radljah: Sankt Johann am Zeichenberge; St, 20
- Suchor (Novo Mesto): Pudmannsdorf; auch: Budmannsdorf; Kr, 9
- Suhor (Kostel): Suchor in der Unterkrain; Kr, 2
- Suhorje: Dürrenbach; Kr, 1
- Sušak: Sussach; später auch: Suschagg; Kr, 1
- Sušica (Brežice): Suschitz; St, 17
- Sušica (Ivančna Gorica): Lichtenfeld; Kr, 9
- Sušje (Črnomelj): Suchen; Gottscheerisch: Därroch; Kr, 11
- Sušje (Ribnica): Dürr; später auch: Schüst; Kr, 2
- Sužid: Suschit; L, 9
- Sveta Ana: Kriechenberg; auch: Sankt Anna am Kriechenberg; St, 13
- Sveta Ana pod Ljubeljem: Sankt Anna; Kr, 4
- Sveta Ana pri Ložu: Sankt Anna bei Laas; Kr, 1
- Sveta Ana pri Makolah: Sankt Anna bei Stattenberg; St, 15
- Sveta Ana v Slovenskih goricah: Kriechenberg, auch Sankt Anna am Kriechenberg, St 13
- Sveta Barbara (Škofja Loka): Sankt Barbara (bei Bischoflack); Kr, 4
- Sveta Barbara pri Mariboru St. Barbara bei Marburg; St, 13
- Sveta Ema: Hemmaberg; selten: Sankt Emma; St, 2
- Sveta Gora (Nova Gorica): Heiligenberg bei Görz; L, 2
- Sveta Gora (Zagorje ob Savi): Heiligenberg in der Krain; Kr, 6
- Sveta Helena: Sankt Helena bei Lustthal; Kr, 10
- Sveta Jungert: Sankt Kunigund; St, 2
- Sveta Katarina (Rogaška Slatina): Sankt Katharina; St, 2
- Sveta Katarina (Trbovlje): Sankt Katharina bei Eichenthal, St, 2
- Sveta Kunigunda: Sankt Kunigund (bei Rötschach); St, 2
- Sveta Kungota: Sankt Kunigund bei Pettau; St, 15
- Sveta Lucija (Piran): Sankt Luzia; L, 1
- Sveta Lucija (Radovljica): Sankt Lucien; Kr, 8
- Sveta Lucija na Soči: Sankt Luzia; auch: Maurusbrück, Mauerskirch; L, 9
- Sveta Magdalena pri Preboldu: Sankt Magdalena (bei Pragwald); St, 2
- Sveta Magdalena pri Zibikih: Sankt Magdalena (bei Erlachstein); St, 2
- Sveta Marjeta: Sankt Magarathe; auch Sankt Margret; Kr, 11
- Sveta Marjeta na Dravskem polju: Sankt Margarethen am Draufelde; St, 15
- Sveta Marjeta ob Pesnici: Sankt Margarethen bei Pößnitzhofen; St, 13
- Sveta Marjeta pri Celju: Sankt Margarethen bei Cilli; St, 2
- Sveta Marjeta pri Moškanjcih: Sankt Margareten bei Moschganzen; St, 15
- Sveta Neža: Sankt Agnes; auch: Bressiach; Kr, 4
- Sveta Radegunda: Radegundis; auch: Sankt Radegundis, Sankt Radegund; St, 10
- Sveta Rozalija: Sankt Rosalia; St, 2
- Sveta Troijca (Bloke): Heilige Dreifaltigkeit bei Zirknitz; Kr, 5
- Sveta Troijca (Sevnica): Heiligendreifaltigkeit; St, 17
- Sveta Troijca pri Domžalah: Heilige Dreifaltigkeit (auch: Heiligendreifaltigkeit) in der Oberkrain; Kr, 5
- Sveta Trojica v Slovenskih goricah: Heilige Dreifaltigkeit in den Windischen Büheln; St, 15
- Sveta Uršula: Sankt Ursula (bei Cilli); St, 2
- Sveta Valburga: Sankt Walburga; Kr, 5
- Svetega Petra Hrib: Sankt Peter im Gebirge; Kr, 4
- Sveti Ambrož: Sankt Ambrosi; auch: Ambrosiberg; Kr, 4
- Sveti Andraž v Halozah (Zgornji Leskovec): St. Andrä im Kollos in Leskowetz; St, 17
- Sveti Andraž v Slovenskih goricah: Sankt Andrä in den Windischen Büheln; St, 15
- Sveti Andrej (Škofja Loka): Sankt Andrä; Kr, 4
- Sveti Andrej pri Moravčah: Sankt Andrä (veraltet: Sankt Andrae bei Domseldorf) bei Domschale; Kr, 10
- Sveti Anton: Sankt Anton; Kr, 6
- Sveti Anton na Pohorju: Sankt Anton am Bachern; St, 20
- Sveti Anton v Slovenskih goricah: Sankt Anton in den Windischen Büheln; St, 13
- Sveti Benedikt v Slovenskih Goricah: St. Benedikten in den Windischen Büheln; St, 13
- Sveti Bolfenk pri Središču: Sankt Wolfgang bei Polstrau; St, 15
- Sveti Boštjan: Sankt Sebastian an der Drau; K, 7
- Sveti Bric: Sankt Brizi; Kr, 6
- Sveti Danijel: Sankt Daniel; K, 7
- Sveti Duh (Bloke): Heilig-Geist; auch: Heiligengeist bei Zirknitz; Kr, 5
- Sveti Duh (Dravograd): Heilig-Geist in Kärnten; K, 7
- Sveti Duh (Solčava): Ebersdorf; selten: Heiligengeist; St, 20
- Sveti Duh (Škofja Loka): Heiligengeist (bei Bischoflack); Kr, 4
- Sveti Duh na Ostrem Vrhu: Heilig Geist am Osterberg; St, 13
- Sveti Florijan nad Škofjo Loko: Sankt Florian (bei Bischoflack); Kr, 4
- Sveti Florjan pri Gornjem Gradu: Sankt Florian bei Obernburg; St, 2
- Sveti Florijan pri Rogatcu: Sankt Florian; St, 2
- Sveti Florjan pri Šoštanju: Sankt Florian bei Schönstein; St, 20
- Sveti Gregor: Sankt Gregor; Kr, 2
- Sveti Janez (Šentjur): Sankt Johann (bei Cilli); St, 2
- Sveti Janez v Kotu: Sankt Johann (in der Unterkrain); Kr, 3
- Sveti Jakob (Šentjur): Sankt Jakob (bei Cilli); St, 2
- Sveti Jernej nad Muto: Sankt Bartholomä; auch: Sankt Bartholomäus; St, 13
- Sveti Jernej pri Ločah: Sankt Bartholomä; St, 2
- Sveti Jeronim: Sankt Hieronymus; St, 2
- Sveti Jošt nad Kranjem: Sankt Jobst (auch: Sankt Jodoci) bei Krainburg; Kr, 4
- Sveti Jost pri Nazarjih: Sankt Jobst bei Altenburg; Kr, 4
- Sveti Jurij (Kaplja vas): Sankt Georg (bei Lichtenwald); St, 17
- Sveti Jurij (Rogašovci): Sankt Georgen; Ü
- Sveti Jurij na Ščavnici: Sankt Georgen an der Stainz; St, 12
- Sveti Jurij ob južni železnici: Sankt Georgen an der Südbahn; Kr, 2
- Sveti Jurij ob Pesnici: Sankt Georgen an der Pößnitz; St, 13
- Sveti Jurij ob Taboru: Sankt Georgen am Tabor; St, 2
- Sveti Jurij ob Turju: Sankt Georg bei Eichthal; St, 2
- Sveti Jurij pod Kumom: Sankt Georgen; Kr, 6
- Sveti Jurij pri Celju: Sankt Georgen bei Cilli; Kr, 2
- Sveti Jurij pri Donački Gori: Sankt Georgen bei Rohitsch; St, 2
- Sveti Jurij pri Grosupljem: Sankt Georg bei Großlupp; Kr, 5
- Sveti Jurij pri Loki: Sankt Georg (an der Sawe); St, 17
- Sveti Jurij v Slovenskih goricah: Sankt Georgen (auch: Sankt Georg) in den Windischen Büheln; St, 12
- Sveti Klemen: Sankt Clementis; Kr, 4
- Sveti Križ (Jesenice): Heilig Kreuz; Kr, 8
- Sveti Križ (Mokronog-Trebelno): Heiligenkreuz; Kr, 9
- Sveti Križ (Šmartno pri Litiji): Heiligenkreuz (bei Sankt Martin), Kr, 6
- Sveti Križ (Tržič): Heiligkreuz; auch: Heiligenkreuz (bei Neumarktl); Kr, 4
- Sveti Križ (Žalec): Helig Kreuz (bei Sachsenfeld); auch: Heiligkreuz, St, 2
- Sveti Križ nad Mariborom: Heiligenkreuz (bei Marburg an der Drau); St,13
- Sveti Križ pri Kostanjevici: Heiligenkreuz bei Landstraß; Kr, 3
- Sveti Križ pri Litiji: Heiligenkreuz bei Littai; auch: Greifenberg bei Littai; Kr, 6
- Sveti Lenart (Cerklje na Gorenjskem): Sankt Leonhard in der Oberkrain; Kr, 4
- Sveti Lenart (Škofja Loka): Sankt Leonhard (bei Bischoflack); Kr, 4
- Sveti Lenart (Trbovlje): Sankt Leonhard (bei Trifail); St, 2
- Sveti Lenart (Zagorje op Savi): Sankt Leonardi; Kr, 6
- Sveti Lenart pri Gronjem Gradu: Sankt Leonhard bei Obernburg; St, 2
- Sveti Lenart v Slovenskih goricah: Sankt Leonhard in den Windischen Büheln; St, 13
- Sveti Lovrenc: Sankt Lorenzen (bei Pragwald); St, 2
- Sveti Lovrenc na Dravskem polju: St. Lorenzen am Draufelde (im Draufeld); St, 15
- Sveti Lovrenc na Pohorju: Sankt Lorenzen am Bachern; St, 13
- Sveti Lovrenc pri Mariboru: bis 1896 Sankt Lorenzen in der Wüste; Sankt Lorenzen ob Marburg; St, 13
- Sveti Lovrenc pri Šmarju: Sankt Lorenz; St, 2
- Sveti Marko (Markovci): Sankt Marxen; St, 15
- Sveti Marko (Sodražica): Sankt Markus; Kr, 2
- Sveti Marko (Trbovlje): Sankt Markus (bei Trifail); St, 2
- Sveti Martin na Pohorju: Sankt Martin am Bachern; St, 20
- Sveti Mihael: Sankt Michael; St, 2
- Sveti Miklavž pri Ormožu: Sankt Niklolai (Niklas) bei Friedau; St, 15
- Sveti Miklavž pri Taboru: Sankt Nikolai; St, 2
- Sveti Mohor (Podstran): Sankt Hermagor; Kr, 10
- Sveti Mohor (Rogaška Slatina): Sankt Hermagor; St, 2
- Sveti Nikolaj pri Ormožu: Sankt Nikolai bei Friedau; St 15
- Sveti Ožbalt (Podvelka): Sankt Oswald im Drauwald; auch: Sankt Oswald an der Drau; St, 20
- Sveti Ožbalt (Šentjur): Sankt Oswald; St, 2
- Sveti Ožbolt (Škofja Loka): Sankt Oswald (bei Bischoflack); Kr, 4
- Sveti Pavel pri Preboldu: Sankt Paul bei Pragwald, St, 2
- Sveti Peter: Sankt Peter (im Küstenland); L, 1
- Sveti Peter (Škofja Loka): Sankt Peter im Gebirge; Kr, 4
- Sveti Peter pri Jurkloštru: Sankt Peter bei Gairach; St, 2
- Sveti Peter pri Loki: Sankt Peter bei Tüffer; St, 2
- Sveti Peter pod Svetimi gorami (Laško): Sankt Peter bei Königsberg; St, 2
- Sveti Peter pod Svetimi gorami (Bistrica ob Sotli): Sankt Peter unter dem Heiligen Berg; St, 2
- Sveti Peter v Savinjski dolini: Sankt Peter im Sannthal, St, 2
- Sveti Pongrac: Sankt Pankraz; St, 2
- Sveti Primož (Ljubno): Sankt Primus bei Laufen; auch: Sankt Primus auf dem Primusberge; St, 2
- Sveti Primož (Sevnica): Sankt Primus; St, 17
- Sveti Primož na Pohorju: Sankt Primus bei Saldenhofen; auch: am Bachern; St, 13
- Sveti Primož nad Muto: Sankt Primus bei Hohenmauthen; St,13
- Sveti Primož pri Šentjur: Sankt Primus (bei Cilli); St, 2
- Sveti Rok pri Stični: Sankt Rochus bei Sittich; Kr, 9
- Sveti Šentilj v Slov Goricah: Sankt Egidi; veraltet: Sankt Gilgen; St, 13
- Sveti Štefan: Sankt Stephan bei Eichthal; St, 2
- Sveti Štefan (Šmarje pri Jelšah): Sankt Stephan (bei Erlachstein); St, 2
- Sveti Štefan (Trebnje): Sankt Stephan (bei Treffen); Kr, 9
- Sveti Tomaž: Sankt Thomas bei Friedau, St, 15
- Sveti Tomaž (Škofja Loka): Sankt Thomas (bei Bischoflack); Kr, 4
- Sveti Tomaž nad Vojnikom: Sankt Thomas (bei Hochenegg); St, 2
- Sveti Tomaž pri Ormožu: Sankt Thomas bei Friedau, St, 15
- Sveti Tomaž pri Šmarju: Sankt Tomas (bei Erlachstein); St, 2
- Sveti Trije Kralje: Heilig Drei Könige (bei Mahrenberg); St, 20
- Sveti Trije Kralji v Slovenskih Gorica; Heilig Drei Könige in den Windischen Büheln; auch: Heiligendreikönigen; St, 13
- Sveti Urh (Slovenska Bistrica): Sankt Ulrich; St, 20
- Sveti Urh (Zagorje ob Savi): Sankt Ulrich (in der Krain); Kr, 6
- Sveti Valentin: Lindenberg (auch: Limberg) in der Oberkrain; Kr, 10
- Sveti Vid (Cerknica): Sankt Veit bei Zirknitz; Kr, 7
- Sveti Vid (Podčetrtek): Sankt Veit; St, 2
- Sveti Vid (Vuzenica): Sankt Veit bei Saldenhofen; St, 13
- Sveti Vid nad Cerknico: Sankt Veit bei Zirknitz; Kr, 7
- Sveti Vid pri Planini: Sankt Veit (bei Cilli); St, 2
- Sveti Vid pri Ptuju: Sankt Veit bei Pettau; St, 17
- Sveti Vid pri Zavodnju: Sankt Veit; St, 20
- Sveti Vrh: Heiligenberg; Kr, 9
- Svetinci: Svetinzen; St, 15
- Svetinja: Lichtenberg; Kr, 9
- Svetinje: Allerheiligen bei Friedau; St, 15
- Svetli Dol: Glashütte; St, 20
- Svetli Potok: Lichtenbach; Gottscheeerisch: Liampoch; Kr, 2
- Sveto: Niederzautt; L, 2
- Svevčane: Siegersdorf; St, 13
- Svibno: Scharfenberg; älter: Scherffenberg; Kr, 3
- Svinjska vas: Schweindorf bei Sittich; Kr, 9
- Svinjnsko: Schweinsdorf; St, 17
- Svino: Schwino, veraltet: Schweinau; L, 9
- Svinjsko: Swinsko; St, 17
- Svržaki: Swersake; Kr, 11

## Š
- Šahovec: Schachowitz; Kr, 9
- Šalamenci: Schallendorf; Ü
- Šalinci: Schalladein; St, 12
- Šalka vas: Schalkendorf; Kr, 2
- Šalovci: Schabing; Ü
- Šardinje: Scharding; St, 15
- Šavna Peč: Schauenstein; St, 2
- Ščavnica: Stainzthal; St, 16
- Ščurki: Schurke; Kr, 2
- Ščurkovo: Schurkau; Kr, 7
- Šebrelje: Schebrellia; L, 9
- Šedem: Schedun; St, 17
- Šegova vas: Schegendorf; Kr, 1
- Šelenberk: Schellenberg, K, 6
- Šembije: Schämbl; Kr, 1
- Šempas: Schönpass; L, 2
- Šempeter: Sankt Peter bei Gairach; St, 2
- Šempeter v Savinjski dolini: Sankt Peter im Sanntal, St, 2
- Šempeter-Vrtojba: Sankt Peter – Vertoyba (auch: Vertojba); L, 2
- Šenberk: Schönberg; Kr, 2
- Šenčur: St. Georgen im Felde (auch: bei Krainburg); Kr, 4
- Šenčur pri Kranju: St. Georgen im Felde (auch: bei Krainburg); Kr, 4
- Šenperg: Schönberg; Kr, 2
- Šent Andraž: Sankt Andreas bei Wöllan
- Šent Daniel: Sankt Daniel bei Gutenstein, K, 7
- Šent Ilj: Sankt Egidi; auch: Trennenberg; St, 13 oder 2
- Šent Janž na Vinski Gori: Sankt Johann im Weinberg; St, 20
- Šent Janž pri Radljah: Sankt Johann am Zeichenberge; St, 20
- Šent Jurij: Sankt Georgen bei Großlupp; Kr, 5
- Šent Marjetina Gora: Sankt Margarethen; Kr, 4
- Šent Peter: Sankt Peter bei Neustädtel; auch: bei Rudolfswerth; auch: Werth bei Neustädtel; auch: bei Rudolfswerth; Kr, 9
- Šent Peter na Krasu: Sankt Peter in der Krain; Kr, 1
- Šent Vid: Sankt Gotthard (bei Wippach); L, 2
- Šentanel: Sankt Daniel bei Gutenstein, K, 7
- Šentgothard: Sankt Gotthard; Kr, 6
- Šentilj: Sankt Egidi (in den Windischen Büheln); selten: Sankt Ilgen; St, 13
- Šentilj pod Turjakom: Sankt Ägidien; St, 13
- Šentjakob (Ljubljana): Sankt Jakob bei Laibach; Kr, 5
- Šentjakob (Šentjernej): Sankt Jakob (auch: Jacob) an der Gurk (auch: in der Unterkrain); Kr, 3
- Šentjanž (Dravograd): Sankt Johann bei Unterdrauburg; K, 7
- Šentjanž (Rečica ob Savinji): Sankt Johann bei Rietz; St, 2
- Šentjanž (Sevnica): Johannisthal in der Steiermark; St, 17
- Šentjanž nad Dravčami: Sankt Johann ob Drautsch (auch: an der Drau); St, 13
- Šentjanž nad Štorami: Sankt Johann bei Proschendorf; St, 20
- Šentjanž pri Podčetrtku: Sankt Johann (bei Erlachstein); St, 2
- Šentjernej: Sankt Barthelmä; auch: Sankt Barthlemä; Kr, 3
- Šentjošt: Sankt Jobst; Kr, 9
- Šentjošt nad Horjulom: Sankt Jobst bei Baumkirch; Kr, 5
- Šentjungert: Sankt Kunigund; auch Sankt Jodok? St, 2
- Šentjur na Polju: Sankt Georgen im Felde; St, 17
- Šentjur pri Celju: Sankt Georgen bei Cilli; St, 2
- Šentjurij na Dolenjskem: Sankt Georg (bei Hönigstein); Kr, 9
- Šentjurje: Sankt Georgen bei Johannsbüchel; Kr, 9
- Šentlambert: Sankt Lamprecht, auch Lampert; Kr, 6
- Šentlenart: Sankt Leonhard bei Rann; St, 17
- Šentlovrenc: Sankt Lorenz; Kr, 9
- Šentovec: Schentowetz; St, 20
- Šentožbolt: Sankt Oswald; Kr, 10
- Šentpavel: Sankt Paul (bei Laibach); Kr 5
- Šentpavel na Dolenjskem: Sankt Paul in der Unterkrain; Kr, 9
- Šentpavel pri Domžalah: Schönbaum; auch: Sankt Paul; Kr, 5
- Šentpeter: Sankt Peter bei Rudolfswerth; Kr, 9
- Šentrupert: Sankt Ruprecht in der Krain; Kr, 9
- Šentrupert (Braslovče): Sankt Ruprecht bei Fraßlau; St, 2
- Šentrupert (Laško): Sankt Ruprecht bei Tüffer (auch: bei Cilli); St, 2
- Šentrupert pri Mokronogu: Sankt Ruprecht in der Krain; Kr, 9
- Šenturška Gora: Uhlrichsberg; Kr, 4
- Šentvid nad Ljubljano: Sankt Veit ob Laibach; auch: Sankt Veit an der Sau/Save; Kr, 5
- Šentvid pri Grobelnem: Sankt Veit bei Grübel; St, 2
- Šentvid pri Lukovici: Sankt Veit; Kr, 10
- Šentvid pri Planini: Sankt Veit bei Montpreis St, 2
- Šent Vid pri Stični: Sankt Veit bei Sittich; Kr, 9
- Šentvid pri Zavodnju: Sankt Veit; St, 20
- Šentviška Gora: Sankt Veitsberg; L, 9
- Šešče pri Preboldu: Schöschitz; St, 2
- Šestdobe: Scheesboden; St, 13
- Šetarova: Schiltern; St, 13
- Ševnica: Scheinitz; Kr, 6
- Šibelji: Niederschlan; L, 2
- Šibenik: Siebeneck; St, 2
- Šikole: Schikolach; St, 15
- Šilentabor: Weitenberg ob Grafenbrunn; später auch: Schilentabor, Schillertabor; Kr, 1
- Šinkov Turn: Schenkenthurn; Kr, 5
- Širje: Scheuern; St, 2
- Šipek: Schipek; selten: Schipeck; Kr, 11
- Širmanski Hrib: Schirmannsberg; Kr, 6
- Široka Set: Breitensaat; St, 2
- Šiška: Schischka; Kr 5
- Škalce: Skallitz; St, 2
- Škamevec: Skameuz; Kr, 2
- Škarnice: Sankt Ruprecht; Kr, 2
- Škemljevec: Schklemeuz; Kr, 11
- Škrilj: Unterskrill; Kr, 2
- Škocjan: Sankt Kanzian (selten: Cantian) bei Nassenfuß; Kr, 9
- Škocjan (Divača): Sankt Kanzian (im Küstenland); L, 1
- Škocjan pri Domžalah: Sankt Kanzian; Kr, 5
- Škocjan pri Grosupljem: Sankt Kanzian bei Auersberg; Kr, 5
- Škofce: Bischofsdorf; St, 2
- Škofi: Schkofelach; L, 2
- Škofja Loka: Bischoflack; selten: Bischofslack; Kr, 4
- Škofja vas: Bischofdorf; St, 2
- Škofjeloški Grad: Schloss Bischoflack; Kr, 4
- Škoflje (Divača): Scoffle; auch: Skoffle; L, 1
- Škoflje (Ivančna Gorica): Lerchenfeld; Kr, 9
- Škofljica: Frauenberg bei Laibach; Kr, 5
- Škovec (Sevnica): Sikkowitzberg; St, 17
- Škovec (Trebnje): Skouz; Kr, 9
- Škranče: Schkerianze; Kr, 9
- Škrbina: Schörbin; L, 2
- Škrilj (Kočevje): Unterskrill; Gottscheeerisch: Schkril; Kr, 2
- Škrilj (Semič): Skrill, Gottscheeerisch: Schgriel; Kr, 11
- Škrilje (Ig): Skrill in der Oberkrain; Kr, 5
- Škrilje (Metlika): Skrill in der Unterkrain; Kr, 11
- Škrjanče pri Novem Mestu: Lerchendorf in der Unterkrain; Kr, 9
- Skrljevo: Grailach; Kr, 9
- Škrlovica: Skerlowitz; Kr, 2
- Šlovrenc: Sankt Lorenz; L, 2
- Šmalčja vas: Schmalzendorf; Kr, 3
- Šmarata: Sankt Margarethen bei Schneeberg; Kr, 1
- Šmarca: Sankt Mauritz; später auch: Schmartz; Schmarza; Kr, 10
- Šmarčna: Schwarzna; St, 17
- Šmarje: Sankt Marein in der Unterkrain; Kr, 3
- Šmarje pri Jelšah: Sankt Marein bei Erlachstein; St, 2
- Šmarje pri Sežana: Sankt Maria bei Zizan; L, 8
- Šmarješke Toplice: Töplitz; Kr, 9
- Šmarje-Sap: Sankt Marein-Schwabendorf; Kr, 5
- Šmarjeta ob Pesnici: Sankt Margareten an der Pößnitz; St, 13
- Šmarjeta pri Celju: Sankt Margarethen bei Cilli; St, 2
- Šmarjeta pri Novem Mestu: Sankt Margarethen bei Rudolfswerth; auch: Sankt Margarethen in der Unterkrain; Kr, 9
- Šmarjetna Gora: Sankt Margarethen in der Krain; Kr, 4
- Šmarna Gora; Gallenberg; selten: Kahlenberg; Kr, 5
- Šmartno (Brda): Sankt Martin in der Ecken; L, 2
- Šmartno (Cerklje na Gorenjskem): Sankt Martin in der Oberkrain; Kr, 4
- Šmartno na Pohorju: Sankt Martin am Bachern; St, 20
- Šmartno ob Dreti: Sankt Martin bei Oberburg; auch: Sankt Martin am Driethbach; Kr, 4
- Šmartno ob Paki: Sankt Martin an der Pack; St, 20 oder 2
- Šmartno ob Savi: Sankt Martin an der Sau/Save; Kr, 5
- Šmartno pod Šmarno Goro: Sankt Martin unter dem Gallenberg; selten: unter dem Kahlenberg, unter dem Großkahlenberg; Kr, 5
- Šmartno pri Litiji: Sankt Martin bei Littai, Kr, 6
- Šmartno pri Slovenj Gradcu: Sankt Martin bei Windischgraz; St, 20
- Šmartno v Rožni dolini: Sankt Martin im Rosenthal; St, 2
- Šmartno v Tuhinju: Sankt Martin in der Tuchein (auch: bei Tucheln); Kr, 10
- Šmatevž: Sankt Mattäi; St, 2
- Šmaver (Nova Gorica): Sankt Mauer; L, 2
- Šmaver (Trbebnje): Sankt Mauritius; auch: Sankt Mauer; Kr, 9
- Šmihel (Laško): Sankt Michael bei Tüffer; St, 2
- Šmihel (Nova Gorica): Sankt Michael bei der Liach; L, 2
- Šmihel (Pivka): Sankt Michael im Karst; Kr, 1
- Šmihel na Krasu: Sankt Michael im Karst; Kr, 1
- Šmihel nad Mozirjem: Sankt Michael bei Prassberg; auch: bei Praßberg; St, 10
- Šmihel pod Nanosom: Sankt Michael am Königsberg; Kr, 1
- Šmihel pri Novem Mestu: Sankt Michael bei Rudolfswerth; Kr, 9
- Šmihel pri Žužemberku: Sankt Michael bei Seisenberg; auch: in der Unterkrain; Kr, 9
- Šmiklavž (Gornji Grad): Sankt Nikola bei Oberburg; St, 2
- Šmiklavž (Slovenj Gradec): Sankt Nikolai (bei Windischgraz); St, 20
- Šmiklavž pri Škofji vasi: Sankt Nikolai bei Bischofdorf; St, 2
- Šmohor: Sankt Hermagor; auch: Sankt Hermangoras bei Tüffer; St, 2
- Šomat: Schönwarth; St, 13
- Šoštanj: Schönstein; St, 20
- Špeharji: Neschawas; Kr, 11
- Špitalič (Kamnik): Neuthal; Kr, 10
- Špitalič pri Solovenskih Konjicah: Spital; St, 2
- Šratovci: Schrottendorf; St, 12
- Šrotenturn: Schloss Schrottenthurn; selten: Schrottenturn; Kr, 4
- Štajnski Grad (Boštanj): Burg Stein; St, 17
- Štajer: Steyer in der Unterkrain; Kr, 2
- Štajngrob: Steingrab; auch: Steingruben bei Lichtenwald; St, 17
- Štajngrob ob Dret: Steingrub; auch: Steingrab; St, 2
- Štajngrova: Steingerberg; auch: Steingrub; St, 13
- Štalcerji: Stalzern, auch: Stälzern; Kr, 2
- Štale: Stalldorf; Kr, 11
- Štangarske Poljane: Stangenfeld; später auch: Stangenpolane; Kr, 6
- Štatenberg (Makole): Stattenberg; St, 15
- Štatenberk (Mokronog-Trebelno): Stettenberg; auch: Stattenberg; selten: Statenberg; Kr, 9
- Štefan pri Trebnjem: Sankt Stephan; auch: Sant Stephansberg Kr, 9
- Štefanja Gora: Stephansberg; Kr, 4
- Štepanja vas: Stephansdorf; Kr 5
- Štjak: Sankt Jakob; L, 8
- Štomaž: Sankt Thomas bei Zizan; L, 8
- Štore: Store; St, 20
- Štorovo: Storau; Kr, 5
- Štravberk: Strauberg; Kr, 9
- Štrekljevec: Streckl, auch: Streklowitz; Kr, 11
- Štrihovec: Strichovetz, auch: Strihovez; St, 13
- Štrit: Stritt; Kr, 9
- Štrukljeva vas: Struckeldorf; Kr, 7
- Štuki: Stacheldorf; St, 15
- Šturmovci: Sturmau; St, 17
- Suha: Zauchen; Kr, 4
- Šujica: Schuitz; Kr, 5
- Šulinci: Sülintz; Ü
- Šumnik: Schemnik; auch Schumnig; Kr, 6
- Šutna (Kamnik): Schutt; Kr, 10
- Šutna (Krško): Schutten; Kr, 3
- Šutna nad Kranjem: Schutten; Kr, 4

## T
- Tabor: Sankt Georgen am Tabor; St, 2
- Tabor (Nova Gorica): Taborberg; L, 2
- Tabor (Pivka): Weitenberg ob Grafenbrunn; später auch: Schilentabor, auch Schillertabor; Kr, 1
- Tabor (Sežana): Taber; L, 8
- Tabor nad Knežakom: Weitenberg ob Grafenbrunn; später auch: Schilentabor, auch Schillertabor; Kr, 1
- Tacen: Tatzen; Kr 5
- Tajčental: Deutschenthal, St, 2
- Tajhte: Teichte; St, 2
- Talčji Vrh: Kälbersberg; Kr, 11
- Tancbihel: Tanzbüchel; Gottscheeerisch: Tonzpiechl; Kr, 2
- Tanča Gora: Tanzberg; Kr, 11
- Tanče Gorice: Tanzbüchel; Gottscheeerisch: Tonzpiechl; Kr, 2
- Tanči Vrh: Tanzbüchel; Gottscheeerisch: Tonzpiechl; Kr, 2;
- Tatinec: Tattintz; Kr, 4
- Tavžlje: Tauschel; Kr, 7
- Teharje: Tüchern, selten Deutsch Tüchern; St, 2
- Tekačevo: Takatschovo; St, 2
- Telče: Teltsche; St, 17
- Telčice: Teltschitz in der Steiermark; St, 17
- Temenica: Themnitz; Kr, 9
- Temljine: Temling; L, 9
- Temnica: Tomensdorf; L, 2
- Tenetiše (Kranj): Tennetischach; Kr, 4
- Tenetiše (Litija): Tenetitsch; Kr, 6
- Tepe: Tröppe; St, 2
- Ter: Thörberg; St, 2
- Tešanovci: Tessano; auch: Tyssanoch; Ü
- Tevče (Ajdovščina): Deutschendorf bei Haidenschaft; L, 2
- Tevče (Laško): Teutsche; selten: Deutschendorf; St, 2
- Tezno: Thesen (bei Marburg an der Drau); St, 13
- Tibolci: Tibolzen; St, 15
- Tihaboj: Techaboi; St, 2
- Tinjska Gora: Tainachberg; St, 20
- Tirosek: Tierenstein; St, 2
- Tirski Grad (Poljane): Burg(ruine) Reifen; St, 2
- Tisovec: Rosegg; Kr, 5
- Tišenpolj: Tausendfeld; Kr, 2
- Tišina: Tissina; Ü
- Tlake (Grosupjle): Hert; Kr, 5
- Tlake (Rogatec): Tlaike; St, 2
- Tolčane: Toltzenach; Kr, 9
- Tolmin: Tolmein; L, 9
- Tolminske Ravne: Gartenberg; L, 9
- Tolminski Lom: Lam bei Tolmein; L, 9
- Tolsti Vrh (Litija): Feistenberg (in der Steiermark); St, 2
- Tolsti Vrh (Šentjernej): Feistenberg in der Unterkrain; Kr, 3
- Tomačevica: Thomesgraf; L, 2
- Tomaška vas: Sankt Thomas, selten Thomasdorf; St, 20
- Tomaž nad Praprotnim: Sankt Thomas (bei Bischoflack); Kr, 4
- Tomaž nad Vojnikom: Sankt Thomas (bei Hochenegg); St, 2
- Tomaž pri Ormožu: Sankt Thomas bei Friedau, St, 15
- Tomažini: Tomaschin; Kr, 2
- Tomažja vas: Thomasdorf in der Unterkrain; Kr, 9
- Tominje: Tomignach; auch: Tomeine; Kr, 1
- Tomišelj: Tomischl in der Oberkrain; Kr, 5
- Topla Reber: Warmberg (Oberwarmberg und Unterwarmberg); Kr, 2
- Topli Vrh nad Bistrico: Warmberg; Kr, 11
- Topli Vrh pri Črmošnjicah: Untertappelberg; auch: Untertappelwerch, Untertaplwerch, Tappelwerch; Gottscheerisch: Topobach; Kr, 11
- Toplice pri Novem mestu: Töplitz bei Rudolfswert; Kr, 9
- Topličice: Töplitzel; Gottscheeerisch: Teplitzle; Kr, 11
- Topol pri Medvodah: Sankt Katharina; selten Sankt Katharinen; Kr, 5
- Topolc: Topplach; auch: Toppolz, Topoltz; Kr, 1
- Topole: Fieburg; Kr, 10
- Topolje: Topolach in der Oberkrain; Kr, 4
- Topolovci: Topolschitz; Ü
- Topolšica: Bad Topolschitz; St, 20
- Topovlje: Toppoulach; St, 2
- Torka: Torchberg; Kr, 4
- Torovo: Torau; Kr, 5
- Toško Čelo: Veisteneck; später auch: Taustutschel; Kr 5
- Tovsto: Sankt Peter; St, 2
- Trata pri Velesovem: Tratta bei Lichtenberg; Kr, 4
- Trate: Wiesenbach; St, 13
- Tratna ob Voglajni: Tratten; St, 2
- Tratna pri Grobelnem: Drettenberg; St, 2
- Trava: Obergraß, Obergras; Kr, 1
- Travni Dol: Angerthal; später auch: Drandul, auch Drandol, Trandul; Kr, 9
- Travnik (Cerkno): Traunig; L, 9
- Travnik (Loški Potok): Traunig, auch Traunik; Kr, 1
- Travnik (Semič): Scherenbrunn, selten Großberg; Kr, 11
- Trboje: Tresbach; später auch: Terboje; Kr, 4
- Trbonje: Trofin-Buchenstein; K, 7
- Trdkova: veraltet Thereg, Terkulge, später Türke; Ü
- Trebelno: Frauenberg; auch: Treffeln; Kr, 9
- Trebež: Gereuth; Kr, 9
- Trbovlje: Trifail, St, 2
- Trčova: Tepsau; St, 13
- Trdnjava Bovške Kluže: Werk (Festung) Hermann; L, 9
- Trdnjava Kluže: Flitscher Klause; L, 9
- Trdobojci: Terdoboitzen; St, 17
- Trebanjski Vrh: Triebenberg; auch: Breinbach; Kr, 9
- Trebča vas: Triebsdorf in der Unterkrain; Kr, 9
- Trebče: Trebitsch; St, 17
- Trebelno pri Palovčah: Trebeln; Kr, 10
- Trebenče: Trebentsch; L, 9
- Trebež: Trebesch bei Rann; St, 17
- Trebija: Terbia; Kr, 4
- Trebižani: Gereuth; L, 2
- Trebnja Gorica: Dreschenbüchel; Kr, 9
- Trebnji Vrh: Treppenberg; Kr, 11
- Trebnje: Treffen in der Krain; auch: Treun; Kr, 9
- Tremerje: Tremersfeld; St, 2
- Trenta: Trentathal; L, 9
- Trgovišče: Altenmarkt bei Friedau; St, 15
- Tribuče: Tributsche; Kr, 11
- Trlično: Terlitschno; St, 2
- Trnava: Sankt Rupert; St, 2
- Trniče: Ternitschen; St, 15
- Trnje (Brežice): Ternje; St, 17
- Trnje (Pivka): Dorn; Kr, 1
- Trnje (Škofja Loka): Terne; Kr, 4
- Trnje (Trebnje): Tarnach; später auch: Terne; Kr, 9
- Trnje (Železniki): Mittereisnern; Kr, 4
- Trno: Dornberg; St, 2
- Trnov Hrib: Dornberg; St, 2
- Trnovče: Ternoutsche; Kr, 10
- Trnovec (Medvode): Krozhof; Kr, 5
- Trnovec (Metlika): Ternowetz in der Unterkrain; Kr, 11
- Trnovec (Sevnica): Ternowetz bei Lichtenwald; St, 17
- Trnovec (Videm): Ternovetz; St, 17
- Trnovec pri Dramljah: Ternovetz bei Trennenberg; St, 2
- Trnovec pri Kočevju: Tiefenreuther; Kr, 2
- Trnovec pri Slovenski Bistrici: Ternoveck; St, 20
- Trnovica: Ternowetz; Kr, 9
- Trnovlje pri Celju: Ternaulach, auch: Ternaule; St, 2
- Trnovlje pri Socki: Ternoulle; St, 2
- Trnovo (Laško): Dorndorf bei Tüffer; St, 2
- Trnovo (Nova Gorica): Ternau im Königswald; L, 2
- Trnovo ob Soči: Dornegg (an der Sontig); L, 9
- Trnovska vas: Ternovetzdorf; St, 15
- Trnovski Vrh: Ternovetzberg; St, 15
- Troblje: Rottenbach; St, 20
- Trobni Dol: Trobenthal; St, 2
- Trojane: Trojana; Kr, 10
- Trojno: Troyen; St, 2
- Tropovci: Tropolch; Ü
- Troščine: Troschein; Kr, 5
- Trotkova: Tronkau; St, 13
- Trpčane: Drepzach; später auch: Terptzen, Terptschane; Kr, 1
- Trstenik (Benedikt): Terstenik in den Windischen Büheln; St, 13
- Trstenik (Kranj): Trestenig; Kr, 4
- Trstenik (Ormož): Oberröhr; später auch: Terstenik bei Michalofzen; St, 15
- Trstenik (Šentrupert): Terstenig in der Unterkrain; Kr, 9
- Trščina: Terschein; St, 17
- Trška Gora (Krško): Stadtberg; Kr, 3
- Trška Gora (Novo Mesto): Stadtberg bei Neustädtel; Kr, 9
- Trška Gorca (Šentjur): Marktsberg; St, 2
- Trtnik: Deutsch Trettenich; L, 9
- Trzin: Tersein; Kr, 5
- Trzen (Moravče): Tersen; Kr, 10
- Tržec: Markldorf; St, 17
- Tržič: Neumarktl; Kr, 4
- Tržič (Dobrepolje): Tersitsch; Kr, 5
- Tržišče (Rogaška Slatina): Marktl; St, 2
- Tržišče (Sevnica): Terschisch; auch: Terschische, Tersische; St, 17
- Tuji Grm: Tuigerm; Kr 5
- Tunjice: Theinitz; Kr, 10
- Tunjiska Mlaka: Lack bei Theinitz; Kr, 10
- Tupaliče: Tupalitsch; Kr, 4
- Tupelče: Dublitsch; L, 2
- Troblje: Rottenbach; St, 20
- Turiška vas: Türkendorf; St, 20
- Turjak: Auersperg; Kr, 5
- Turjanci: Siebeneichen in der Steiermark; St, 12
- Turjanski Vrh: Siebeneichenberg; St, 12
- Turje: Sankt Stephan bei Eichthal; auch: Turriach, Thourmen; St, 2
- Turjevo Polje: Türkenfeld; Kr, 2
- Turkova Draga: Unterfliegendorf; Kr, 2
- Turn (Kočevje): Thurn; auch: Turn; Kr, 2
- Turn pri Gabrovki: Turn Gallenstein; Kr, 6
- Turn pri Preddvoru: Neuenburg; auch: Schloss Unterneuburg; Kr, 4
- Turn v Radečah: Thurn unter Ratschach; Kr, 3
- Turn v Višnji Gori: Turn Weixelberg; auch: Weichselbach; Kr, 9
- Turnišče: Thurnitz, selten Turnitz; Ü
- Turno: Turnau; St, 2
- Turnše: veraltet: Rottenbüchel; später Thurnsee; Kr, 5
- Turški Vrh: Türkenberg; St, 15
- Tušev Dol: Tuschenthal; Kr, 11
- Tuštanj: Tuffstein; Kr, 10

## U
- Učakovci: Utschakouz; Kr, 11
- Udje: Hammerstuhl; Kr, 5
- Udin Boršt (Kranjska Gora): Herzogsforst; veraltet: Udenwald; Kr, 8
- Udin Boršt (Tržič): Herzogsforst; veraltet: Udenwald; Kr, 4
- Udin vas: Udendorf; Kr, 9?
- Udmat: Ödemut; später auch: Udmas; St, 2
- Ukanje: Wuchein, L, 2
- Ulaka: Wälschberg; Kr, 2
- Unec: Maunitz bei Adelsberg; Kr, 7
- Unično: Wiemtschehen; St, 2
- Uniše: Winische; St, 2
- Urh: Sankt Ulrich; St, 20
- Uršlja Gora: Sankt Ursula, K, 6
- Uršna Sela: ursprünglich Werschendorf; später auch: Sommeregg, Sommereck in der Unterkrain; Kr, 9
- Ustje: Gemünd (Gmünd) bei Haidenschaft; L, 2
- Utik: Sankt Jakob bei Gertrudswald; Kr, 5
- Uzmani: Ußmann; später auch Usmane; Kr, 2

## V
- Vače: Waatsch; Kr, 6
- Vadiče: Waditsch; Kr, 4
- Vahtenberk: Wartenberg (Warthenberg) in der Krain; Kr, 10
- Vajdov Grad: Schloss Sternisenhof; Kr, 11
- Vajgen: Waigen; St, 13
- Valburga: Sankt Walburga; Kr, 5
- Vale: Wallenberg; L, 2
- Valična vas: Walitschendorf; Kr, 9
- Valterski Vrh: Waltersberg? Kr, 4
- Vanca vas: Sankt Johann; Ü
- Vaneca: Wanesch; Ü
- Varda: Wartenberg; St, 12
- Vardov: Oberluttenberg; St, 12
- Vardov Grad: Schloss Oberluttenberg; St, 12
- Vareja: Varea; St, 17
- Varoš: Waressendorf; St, 15
- Varpolje: Ärendorf; St, 2
- Vas: Dorf in der Unterkrain; Kr, 2
- Vaseno: Wassenau; Kr, 10
- Vašca: Flatschach; auch: Waschze; Kr, 4
- Vaše: Wartschach, auch: Wosche; Kr, 5
- Vatva vas: Waltensdorf; Kr, 9
- Vavpča vas (Semič): Amtmannsdorf; Kr, 11
- Vavpča vas pri Dobrniču: Amtmannsdorf; auch: Ammansdorf; Kr, 9
- Vavta vas: Waltendorf in der Unterkrain; Kr, 9
- Večeslavci: Sesseldorf, auch Sessldorf; Ü
- Večje Brdo: Wetschenberg; Kr, 2
- Večkoti: Besslau; L, 2
- Vedrijan: Vedrun; L, 2
- Vejice: Bärenthal; St, 2
- Velenje: Wöllan; selten Wallein; St, 20
- Velenje: Valek; St, 13
- Velesovo: Lichtenberg oder Michelstätten; Kr, 4
- Velika Brda: Großberg; Kr, 1
- Velika Bukovica: Großbuchendorf; später auch: Groß Bukowitz (auch: Großbukowitz) bei Illyrisch Feistritz; Kr, 1
- Veličane: Wellitschan; St, 15
- Velika Dobrava: Groß Dobrawa; Kr, 9
- Velika Dolina: Großdolina bei Gurkfeld; St, 17
- Velika Hubajnica: Großhuben; auch: Großhubainza; St, 17
- Velika Ilova Gora: Groß Egidisberg; Kr, 5
- Velika Kostrevnica: Großkostreinitz; Kr, 6
- Velika Lahinja: Lachina; Kr, 11
- Velika Lašna: Großlaschna; Kr, 10
- Velika Ligojna: Groß Ludigendorf; Kr, 5
- Velika Loka (Trebnje): Großlak: selten: Großlack bei Treffen; Kr, 9
- Velika Loka pri Grosuljem: Großlack in der Oberkrain; Kr, 5
- Velika Nedelja Großsonntag, auch: Groß Sonntag; St, 15
- Velika Planina: Großalm; Kr, 10
- Velika Polana: Teufelslochen; Ü
- Velika Pristava: Großmeierhof bei Sankt Peter; Kr, 1
- Velika Račna: Großraditschen; Kr, 5
- Velika Raven (Lukovica): Welkaraun; Kr, 10
- Velika Raven (Vojnik): Raune; auch: Welkaraun; St, 2
- Velika Sela: Großsela; Kr, 11
- Velika Slevica: Großsillwitz; Kr, 2
- Velika Stara vas: Groß Altendorf; Kr, 5
- Velika Strmica: Groß Stermitz; Kr, 9
- Velika Ševnica: Großscheinitz; Kr, 9
- Velika Štanga: Sankt Anton; Kr, 6
- Velika Varinca: Großwarnitza; St, 17
- Velika vas (Krško): Großdorf in der Unterkrain; Kr, 3
- Velika vas (Moravče): Großdorf in der Oberkrain; Kr, 10
- Velika vas pri Krškem: Großdorf in der Unterkrain; Kr, 3
- Velike Bloke: Groß Pfarrdorf; Kr, 5
- Velike Brusnice: Groß-Wrußnitz; auch: Großbrußnitz; Kr, 9
- Velike Dole (Trebnje): Großdullach; auch: Großdulle, Großdule; Kr, 9
- Velike Dole pri Temenici: Großdullach bei Themnitz; Kr, 9
- Velike Češnjice: Großkerschdorf; Kr, 9
- Velike Gorelce: Groß-Gorelz; St, 2
- Velike Grahovše: Groß Grachousche; auch: Großgrachousche; St, 2
- Velike Kompolje: Groß Gampole; Kr, 9
- Velike Lašče: Großlaschitz; auch Großlaust, Großlatschitsch; Kr, 2
- Velike Lese: Groß Lees; Kr, 9
- Velike Lipljene: Großlipplein; selten: Groß Liplein; Kr, 5
- Velike Malence: Großmallenz; St, 17
- Velike Pece: Großpetze; Kr, 9
- Velike Poljane (Ribnica): Großpölland; Kr, 2
- Velike Poljane (Škocjan): Großpölland bei Sankt Kanzian; Kr, 9
- Velike Rebrce: Großreberze; Kr, 9
- Velike Rodne: Rodeinburg; St, 2
- Velike Vodenice: Großwodenitz; Kr, 3
- Velike Vrh: Großberg (bei Pfarrdorf); Kr, 5
- Velike Vrhe: Großberg; Kr, 9
- Velike Žablje: Sankt Marein an der Wippach; L, 2
- Veliki Ban: Großbann; Kr, 3
- Veliki Boč: Großwalz; St, 13
- Veliki Brebrovnik: Großbraunich; St, 15
- Veliki Cerovec: Großzerouz; Kr, 9
- Veliki Cirnik (Brežice): Großzirnik (bei Rann); St, 17
- Veliki Cirnik (Sevnica): Großzirnik bei Johannisthal; auch: bei Lichtenwald; St, 17
- Veliki Dol: Großthal; St, 17
- Veliki Gaber: Großgaber; Kr, 9
- Veliki Jelnik: Großjeunig; Kr, 10
- Veliki Kal: Groß Kaal; Kr, 9
- Veliki Kamen: Großsteinbach bei Gurkfeld; Kr, 3
- Veliki Koren: Großwurzen; Kr, 3
- Veliki Korinj: Großwurz; Kr, 9
- Veliki Kum: Großkum; Kr, 6
- Veliki Lipoglav: Großlipoglau; auch: Groß Lipoglau; Kr 5
- Veliki Lipovec (Žužemberk): Großlippowitz; Kr, 9
- Veliki Ločnik: Großlotschnig; Kr, 2
- Veliki Marof: Obermeierhof (bei Haselbach); Kr, 3
- Veliki Nerajek: Großnaraiz; Kr, 11
- Veliki Obrež: Großbrisach; auch: Großobresch; St, 17
- Veliki Okič: Großokitsch; auch: Groß-Okotsch; St, 17
- Veliki Orehek: Großnußdorf in der Unterkrain; Kr, 9
- Veliki Osolnik: Großosolnigg; Kr, 2
- Veliki Otok: Großwerdel; Kr, 1
- Veliki Podlog: Großpodloch; Großpodlog; Kr, 3
- Veliki Podljuben: Großpodluben; Kr, 9
- Veliki Rakitovec: Großrakitowitz; Kr, 10
- Veliki Rigelj: Großriegel; Kr, 9
- Veliki Slatnik: Großslatenegg; Kr, 9
- Veliki Videm: Großweiden; Kr, 9
- Veliki Trn: Großdorn; Kr, 3
- Veliki Vrh (Bloke): Großberg bei Zirknitz; Kr, 5
- Veliki Vrh (Šmartno ob Paki): Großberg (an der Pack); St, 20 oder 2
- Veliki Vrh pri Litiji: Großberg bei Weichselstein; St, 2
- Veliki Vrh pri Šmarju: Großgupf; Kr, 5
- Veliko Brdo: Vogtberg; Kr, 1
- Veliko Črnelo: Groß Tschernel; Kr, 9
- Veliko Globoko: Großgoblach; Kr, 9
- Veliko Liple: Großlipplach; Kr, 9
- Veliko Mlačevo: Großweißenstein; Kr, 5
- Veliko Mraševo: Großmraschau; Kr, 3
- Veliko Polje: Groß Pulle, auch Großpulle; L, 8
- Veliko Širje: Groß-Scheuern; St, 2
- Veliko Tinje: Großtainach; St, 20
- Veliko Trebeljevo: Großtrebeleu; Kr 5
- Veliko Ubeljsko: Groß Ubliskau; auch: Großublliskau; Kr, 1
- Velka: Wölling; K, 7
- Veniše: Wenische; Kr, 3
- Verače: Weratsche; St, 2
- Verd: Werdenberg in der Oberkrain, Kurzform: Werd; Kr, 5
- Verderb: Verderb; Kr, 2
- Verdun: Wardaun, später: Werdun bei Sommeregg; auch: Werdun bei Stopitsch Kr, 9
- Verje: Vier bei Zwischenwässern; Kr, 5
- Vernek: Werneck; St, 2
- Verpete: Rephenhof bei Pettechberg; St, 2
- Vertojba: Vertoyba; auch: Vertojba; L, 2
- Veržej: Wernsee; St, 12
- Vesca: Weße; Kr, 5
- Vešter: Westert; Kr, 4
- Vevče: Josephsthal; Kr, 5
- Vič: Waitsch; Kr, 5
- Vičanci: Witschenetzdorf; St, 15
- Vidanovci: Wittensdorf; St, 12
- Videm: Sankt Veit (bei Pettau); St, 17
- Videm (Dobrepolje): unklar: Sankt Veit bei Gutenfeld oder: Treun oder: Widem; Kr, 5
- Videm (Dol pri Ljubljani): Widmannsdorf; Kr, 10
- Videm (Kočevje): Wieden; Kr, 2
- Videm pri Krškem: Sankt Veit bei Arch; Kr, 3
- Videm pri Ptuju: Sankt Veit bei Pettau; St, 17
- Videm pri Temenici: Widem bei Themnitz; Kr, 9
- Videž: Weutesch; St, 20
- Vidošiči: Widoschitz; Kr, 11
- Vidovica: Sankt Veit in der Steiermark; St, 2
- Vidrga: Viderga; Kr, 6
- Vihre: Sankt Ulrich an der Sau, später: Wichre; Kr, 3
- Vikrče: Waikers, auch: Wikertsche; Kr, 5
- Vildpoh: Wildbach; auch: Oberwildbach; Kr, 9
- Vimolj (Kostel): Wimol; Kr, 2
- Vimolj pri Predgradu: Widerzug; Kr, 2
- Vina Gorica: Weinbüchel; auch: Weinbüchl; Kr, 9
- Vinarje (Maribor): Weinersdorf; St, 13
- Vinarje (Slovenska Bistrica): Vinaria; St, 20
- Vincarje: Weinzierl; Kr, 4
- Vine: Weinbüchel; St, 2
- Vinec: Weindorf; St, 2
- Vinica (Črnomlju): Weinitz; auch: Bainits; Kr, 11
- Vinica pri Šmarjeti: Weinitz bei Sankt Margarethen; Kr, 9
- Vinice: Weinitz; Kr, 2
- Vinička vas: Ameisgasse; St, 13
- Vinja vas: Weindorf in der Unterkrain; Kr, 11
- Vinje: Weinthal bei Thalberg; Kr, 10
- Vinje pri Moravčah: Swine (mittelalterlich: Swein); Kr, 10
- Vinji Vrh (Brežice): Weinberg (bei Rann); St, 17
- Vinji Vrh (Šmarješke Toplice: Weinberg bei Neustädtel; Kr, 9
- Vinji Vrh pri Semiču: Weinberg; Kr, 11
- Vinkov Vrh: Adamsberg; Kr, 9
- Vino pri Grosupljem: Weintal, auch: Weinau; Kr, 5
- Vinska Gora: Sankt Johann im Weinberg; St, 20
- Vinski Vrh (Ormož): Weinberg bei Friedau; St, 15
- Vinski Vrh pri Slivnici: Sankt Stephan (bei Erlachstein); St, 2
- Vinski Vrh pri Šmarju: Sankt Barbara (bei Erlachstein); St, 2
- Vintarjevec: Sankt Peter und Paul; Kr, 6
- Vintarji: Wintersberg; Kr, 2
- Vintarovci: Winterdorf; St, 15
- Vipava: Wippach; L, 2
- Vipavski Križ: Kreuzberg; L, 2
- Vipolže: Wippelsbach; L, 2
- Vir (Domžale): Vier; Kr, 5
- Vir pri Nevljah: Vier bei Neul; Kr, 10
- Vir pri Stični: Vier bei Sittich; Kr, 9
- Virlog: Werloch; Kr, 4
- Virmaše: Ermern; Kr, 4
- Virštanj: Vierstein; St, 2
- Visejec: Wissaitz; Kr, 9
- Visoče (Šentjur): Visotschach; St, 2
- Visoče (Tržič): Wissotsche; Kr, 4
- Visoko (Ig): Wissak; Kr, 5
- Visoko (Šenčur): Waisach in der Oberkrain; Kr, 4
- Visoko pri Poljanah: Wisoko; Kr, 4
- Visole: Güßtübl; St, 20
- Višelnica: Wischelnitz; Kr, 8
- Viševca: Wischelwitz; auch: Uscheuze; Kr, 4
- Viševek: Uscheuck; Kr, 2
- Višnja vas: Weichselsdorf (auch: Weixeldorf) bei Sternstein; St, 2
- Višnjevik: Weißenegg; L, 2
- Višnja Gora: Weixelburg, selten: Weichselburg; Kr, 9
- Višne (Ajdovščina): Fockerhaus; L, 2
- Višnje Ivančna Gorica): Weixelbach in der Unterkrain; Kr, 9
- Visoko pri Poljanah: Wisoko; Kr, 4
- Vitan: Wittenberg in der Steiermark; St, 15
- Vitanje: Weitenstein; St, 2
- Vitomarci: Sankt Andrä in den Windischen Büheln; St, 15
- Vitna Vas: Wittmannsdorf; auch: Wittendorf; St, 17
- Vitovlje: Wittenburg; L, 2
- Vižmarje: Schrottenthurn; Kr, 5
- Vnanje Gorice: Oberpuchel; Kr, 5
- Vodice: Woditz; veraltet: Gertrudswald; Kr, 5
- Vodice (Ajdovščina): Woditz bei Haidenschaft; L, 2
- Vodice (Dobrepolje): Woditz bei Gutenfeld, Kr, 5
- Vodice nad Kamnikom: Woditz bei Stein; Kr, 10
- Vodice nad Ljubljano: Woditz; veraltet: Gertrudswald; Kr, 5
- Vodice pri Gabrovki: Woditz bei Heiligenkreuz; Kr, 6
- Vodice pri Kalobju: Woditz bei Khüthal; St, 2
- Vodice pri Slivnici: Woditze bei Schleinitz; St, 2
- Vodole: Wadlberg bei Marburg; St, 13
- Vodranci: Adrianzen; St, 15
- Vodriž: Wiederdriss, auch Widerdries; St, 20
- Vodruž: Wodrusch; St, 2
- Voduce: Wodutz; St, 2
- Vodule: Sankt Ursula (bei Cilli); St, 2
- Voglajna: Oglau, auch Aglay; St, 2
- Voglarji: Voglersdorf; L, 2
- Voglje: Winklern; später: Vogelsberg; Kr, 4
- Vogričevci: Wogritschofzen; St, 12
- Vogrsko: Ungersbach; L, 2
- Vojnik: Hochenegg; St, 2
- Vojsko (Idrija): Woiska ob Idrien; L, 2
- Vojsko (Vodice): Wollich; Kr, 5
- Vojščica: Voitsberg; L, 2
- Voklo: Hürlben in der Oberkrain; Kr, 4
- Volaka: Vlach; Kr, 4
- Volavlje: Wolaule; Kr 5
- Volča: Woutschach; Kr, 4
- Volarje: Ulrichsdorf im Brandthal; L, 9
- Volčja Draga: Wolfsthal; später auch: Fultschack; L, 2
- Volča Jama (Šmartno pri Litiji): Wolfsgruben; Kr, 6
- Volča Jama (Trebnje): Wolfsgrube, Wolfsgruben; Kr, 9
- Volčanski Ruti: Gereuth bei Woltschach; L, 9
- Volčje (Bloke): Sankt Wolfgang bei Neudorf; auch: Wolfsbach; Kr, 5
- Volčje (Pivka): Wolfsberg bei Sankt Peter; Kr, 1
- Volče (Tolmin): Woltschach; L, 9
- Volčje Jame: Wolfsgraben; St, 17
- Volčji Grad (Črnomelj): Burg Wolfsberg; Kr, 11
- Volčji Grad (Komen): Wolfsburg; L, 2
- Volčji Potok: Wolfsbach; Kr, 10
- Volčkova vas: Wolfsdorf in der Unterkrain; Kr, 3
- Volog: Wollog; Kr, 4
- Volovnik: Vollounig; Kr, 3
- Vonarje: Wonnarie; St, 2
- Vopovlje: Wöpulach; Kr, 4
- Vosek: Wachsenberg; St, 13
- Vošče: Laschitz in der Oberkrain; Kr, 8
- Vovše: Wousche; St, 2
- Vrabče: Urabtsche; L, 8
- Vranja Peč: Rabensberg; Kr, 10
- Vranje: Rabensbach bei Lichtenwald; St, 17
- Vranji Vrh: Rabenberg; St, 13
- Vranoviči: Uranowitsch; Kr, 11
- Vransko: Franz; St, 2
- Vrata: Thörl; K, 7
- Vratja vas: Frattendorf; St, 16
- Vratji Vrh: Frattenberg; St, 16
- Vratno: Thörl; Kr, 3
- Vrba (Dobrna): Felbern; später auch Werba; St, 2
- Vrba (Lukovica): Felbern; Kr, 10
- Vrba (Žirovnici): Velden; auch Weidenegg, Weideneck? Kr, 4
- Vrbica: Werbitz; Kr, 1
- Vrbičje: Weißenhof; Kr, 5
- Vrbina: Werbina; Kr, 3
- Vrbje (Kostanjevica na Krki): Werble; Kr, 3
- Vrbje (Žalec): Felberndorf, St, 2
- Vrbljene: Warblach oder Werbersbach; Kr, 5
- Vrbnje: Werblach; Kr, 8
- Vrbno: Werben; St, 2
- Vrbovce: Verbouz; Kr, 3
- Vrbovec (Kočevje): Tiefenthal in der Unterkrain; Kr, 2
- Vrbovec (Trebnje): Verbovetz; Kr, 9
- Vrbovo: Werbauerberg; auch: Werbau bei Illyrisch Feistritz; Kr, 1
- Vrčice: Wertschitz, auch Wertschitsch; Kr, 11
- Vrh (Gombišče): Berg; auch: Werch; Kr, 9
- Vrh (Loška Dolina): Berg; auch: Werch bei Altenmarkt, auch: Sankt Thomas bei Altenmarkt; Kr, 2
- Vrh (Velike Lašče): Werch bei Großlaust; Kr, 2
- Vrh nad Laškim: Sankt Leonhard bei Tüffer; St, 2
- Vrh nad Mokronogom: Heiligenberg; Kr, 9
- Vrh nad Želimljami: Berg bei Schlimlach; Kr, 5
- Vrh pri Dolskem: Berg (auch: Werch) bei Thalberg; Kr, 10
- Vrh pri Boštanju: Berg (auch: Werch) bei Sauenstein; St, 17
- Vrh pri Fari: Berg bei Pfarre; Kr, 2
- Vrh pri Griže: Berg (auch: Werch) bei Greischach; Kr, 9
- Vrh pri Hinjah: Neuassenburg; Kr, 9
- Vrh pri Križu: Amberg; Kr, 9
- Vrh pri Ljubnu: Berg (später auch: Werch) bei Luben; Kr, 9
- Vrh pri Pahi: Berg bei Puch; Kr, 9
- Vrh pri Poljanah: Berg (später auch: Werch) bei Reifnitz; auch: Berg bei Pölland; Kr, 2
- Vrh pri Površju: Berg (später auch: Werch) bei Powersche; Kr, 3
- Vrh pri Sobračah: Berg (später auch: Werch) bei Sobratsch; Kr, 9
- Vrha pri Šentjerneju: Berg (später auch: Werch) bei Sankt Barthlemä; Kr, 3
- Vrh pri Trebelnem: Wolenberg; Kr, 9
- Vrh pri Višnji Gori: Greiffenberg (auch: Greifenberg) bei Weixelberg; Kr, 9
- Vrh Svetih Tre Kraljev: Dreikönigberg, Heilige-Drei-Könige-Berg; Kr 7,
- Vrhe: Verche bei Cilli; St, 2
- Vrhe (Novo Mesto): Werche in der Unterkrain; Kr, 9
- Vrhe (Slovenj Gradec): Verche; St, 20
- Vrhe (Trbovlje): Sankt Markus (bei Trifail); St, 2
- Vrhek: Werschegg; St, 17
- Vrhje: Verche bei Kapellen; St, 17
- Vrhnika: Oberlaibach; Kr, 5
- Vrhnika pri Ložu: Verchnig, auch Werchnig; Kr, 2
- Vrhloga: Obernau; St, 20
- Vrhole pri Laporju: Verholle bei Feistritz; St, 20
- Vrhole pri Slovenskih Konjicah: Verholle bei Gonobitz; St, 20
- Vrhov Dol: Bergenthal in der Steiermark; St, 13
- Vrhovje: Werchowiach; Kr, 4
- Vrhovlje pri Kojskem: Wichoglau; L, 2
- Vrhovle pri Kožbani: Verchoulle; L, 2
- Vrhovo: Werchau bei Scharfenberg; Kr, 3
- Vrhovo pri Šentlovrencu: Werchau; später auch: Werchow; Kr, 9
- Vrhovo pri Žužemberku: Verchau Kr, 9
- Vrhovska vas: Werchovendorf; St, 17
- Vrhpolje (Vipava): Oberfeld bei Haidenschaft; L, 2
- Vrhpolje pri Kamniku: Oberfeld bei Stein; auch: Oberfeld bei Neul; Kr, 10
- Vrhpolje pri Moravče: Oberfeld bei Moräutsch; Kr, 10
- Vrhpolje pri Šentvidu: Oberfeld bei Sankt Veit; Kr, 9
- Vrhtrebnje: Treffenberg; Kr, 9
- Vrhulje: Werchulle; Kr, 3
- Vrsno: Urschenbach; L, 9
- Vršič: Werschetzpass; auch: Werschitzpass; Kr, 8
- Vršna vas: Sankt Magdalena (bei Erlachstein); St, 2
- Vrt: Werth bei Gottschee; Kr, 2
- Vrtača (Konstanjevica na Krki): Wertatscha; auch: Vertatscha; Kr, 3
- Vrtače: Fratz; auch: Vertatsch bei Seisenberg; Kr, 9
- Vrtča pri Semiču: Vertetsch bei Semitsch; Kr, 11
- Vrtoče: Vertatz; L, 2
- Vrtovče: Werdischach; L, 2
- Vrtovin: Obinburg; L, 2
- Vrzdenec: Schönbrunn in der Oberkrain; Kr, 5
- Vučja vas: Wolfsdorf in der Steiermark; St, 12
- Vuhred: Wuchern; St, 20
- Vukovci: Wolfsdorf; Kr, 11
- Vukovje: Willkomberg oder Wolfsdorf; St, 13
- Vukovski Dol: Wolfsthal; St, 13
- Vukovski Vrh: Wolfsberg; St, 13
- Vurberk: Wurmberg, auch: Burgberg; St, 13
- Vurmat (Podvelka): Wurmath; St, 20
- Vurmat (Selnica ob Dravi): Wurmath (bei Zellnitz); St, 13
- Vuzenica: Saldenhofen; St, 13
- Vuzmetinci: Wiesmannsdorf; St, 15

## W
- Wurzbachova Graščina: Schloss Wurzbach; Kr, 4

## Z
- Za Kalvarijo: Kalvarienberg (bei Marburg an der Drau); St,13
- Zabiče: Gutenegg bei Illyrisch Feistritz; Kr, 1
- Zabočevo: Sabetzau; Kr, 5
- Zabork: Zagorke; St, 2
- Zaboršt (Domžale): Kronberg; Kr, 5
- Zaboršt (Kostanjevica na Krki): Saworst in der Unterkrain; Kr, 3
- Zaboršt (Škocjan): Forst, auch: Saworst; Kr, 9
- Zaboršt pri Dolu: Unterforst; Kr, 10
- Zaboršt pri Šentvidu: Unterforst bei Sankt Veit; Kr, 9
- Zabovci: Sabbuzendorf; später auch: SabofzenSt, 15
- Zabrd: Unterhoheneck; Kr, 4
- Zabrekve: Sabrekau; Kr, 4
- Zabreznica: Sabressnitz; selten: Sabresnitz; Kr, 4
- Zabrež: Sabresch; St, 2
- Zabrežnik: Sabresnig in der Oberkrain; Kr, 4
- Zabukovje (Krainj): Kukenplat in der Oberkrain; Kr, 4
- Zabukovje (Šentrupert): Sabukuje; Kr, 9
- Zabukovje nad Sevnico: Buchern; St, 17
- Zabukovje pri Raki: Sabukuje bei Arch (Archburg); Kr, 3
- Začret: Satschret; St, 2
- Zaderc: Saderz; Kr, 2
- Zadlac-Čadrg: Satzles; L, 9
- Zadlac-Žabče: Sabig; L, 9
- Zadlog: Lug bei Idrien; L, 2
- Zadniki: Sadnig; Kr, 2
- Zadnja vas: Sankt Lucien; Kr, 8
- Zadobrova: Dobrau; St, 2
- Zadolje: Sadullach, später auch: Sadulle; Kr, 2
- Zafara: Pfarrendorf; Kr, 9
- Zagai pod Bočem: Sagai; St, 2
- Zagaj pri Ponikvi: Sagai bei Kostreinitz; St, 2
- Zagajski Vrh: Sagaiberg; St, 16
- Zagojiči: Sagoitschen; St, 15
- Zagon: Sankt Notburga; später auch: Sagon; Kr, 1
- Zagorci: Sagoretz; St, 15
- Zagorica (Dobrepolje): Sagoritz bei Gutenfeld; Kr, 5
- Zagorica (Llitija): Sagoritz bei Littai; St, 2
- Zagorica pri Rovah: Sagoritz bei Kronberg; Kr, 5
- Zagorje (Pivka): Steinberg, auch: Stemberg; K,1
- Zagorica nad Kamnikom: Sagoritz bei Stein; Kr, 10
- Zagorica pri Čatežu: Sagoritz bei Tschatesch; Kr, 9
- Zagorica pri Dobrniču: Sagoritz bei Döbernigg; Kr, 9
- Zagorica pri Dolskem: Sagoritz in der Oberkrain; Kr, 10
- Zagorica pri Velikem Gabru: Sageritz, später auch: Sagoritza; Kr, 9
- Zagorje (Pivka): Unterberg bei Sankt Peter; Kr, 1
- Zagorje ob Savi: Seger (selten: Sager) an der Sau/Save; Kr, 6
- Zagozd: Sagost; St, 2
- Zagozdac: Unterwald; Kr, 11
- Zagrad (Prevalje): Sagradi; K, 7
- Zagrad (Radeče): Unterschloss, auch: Sagrad; Kr, 3
- Zagrad (Škocjan): Sagrad; Kr, 9
- Zagrad pri Otočcu: Bersegg; Kr, 9
- Zagradec (Ivančna Gorica): Rochersberg; Kr, 9
- Zagradec pri Grosupljem: Burgstall bei Großlupp; Kr, 5
- Zagrajec: Seyfridshof; L, 2
- Zagrič: Latschenberg; Kr, 6
- Zajč vrh (Novo Mesto): Hasenberg in der Unterkrain; Kr, 9
- Zajč vrh pri Stopičah: Hasenberg in der Unterkrain; Kr, 9
- Zajčji Grad (Podgrad na Pohorju): Burg(ruine) Hasenburg; St, 20
- Zajčje Polje: Hasenfeld; Kr, 2
- Zajčiji Vrh pri Stopičah: Hasenberg; Kr, 9
- Zajelše (Dol pri Ljubljan): Sajeusche in der Krain; Kr, 10
- Zajelše (Ilirska Bistrica): Edleng; später auch: Sajelsche; Kr, 1
- Zakl en Zgornje Gorče: Sackel; St, 2
- Zaklanek: Saklantz; auch: Unterklantz; Kr, 5
- Zakobiljek: Kobilze; Kr, 4
- Zakojca: Sakoitz; L, 9
- Zakraj: Sankt Karl; L, 9
- Zakriž: Sackersheim; L, 9
- Zala (Cerknica): Sallach bei Zirknitz; Kr, 7
- Zala (Železniki): Sallach in der Oberkrain; Kr, 4
- Zales: Saleis; Kr, 5
- Zali Breg: Schallenberg; L, 2
- Zali Log: Deutschstuben; Kr, 4
- Zalisec: Salais; Kr, 9
- Zalog (Ljubljana): Kaltenborn; Kr, 5
- Zalog (Straža): Weichselburg; Kr, 9
- Zalog pod Sveto Trojico: Salloch bei Heiligendreifaltigkeit; Kr, 5
- Zalog pri Cerkljah: Salloch (auch Salog) bei Zirklach; Kr, 4
- Zalog pri Kranju: Breitenau bei Krainburg; Kr, 4
- Zalog pri Kresnicah: Sellog bei Kreßnitz; Kr, 10
- Zalog pri Moravče: Wartenberg (Warthenberg) in der Krain; Kr, 10
- Zalog pri Skofljici: Breitenau in der Oberkrain; Kr, 5
- Zalog pri Škocjanu: Breitenau in der Unterkrain; Kr, 9
- Zaloše: Galloschach; Kr, 8
- Zaloška Gorica: Wartenberg, St, 2
- Zamarkova: Smarkau; St, 13
- Zameško: Sameschko; Kr, 3
- Zamostec: Brückel; Kr, 2
- Zamušani: Samuschen; St, 15
- Zaplana (Logatec): Sicherl bei Loitsch; Kr, 7
- Zaplana (Vrhnika): Sicherl; Kr, 5
- Zapleš: Saplesch; Kr, 10
- Zapodje: Abfaltersberg; St, 2
- Zapoge: Seebach bei Gertrudswald; Kr, 5
- Zapotok (Ig): Bachl; Kr, 5
- Zapotok (Kanal ob Soči): Amwert, L, 2
- Zapreval: Saprevolam; Kr, 4
- Zapudje: veraltet: Sabath; Kr, 11
- Zapuže (Radovljica): Sappelschach bei Untersauenstein; Kr, 8
- Zapuže (Šentjerne): Sapusche; Kr, 3
- Zapuže pri Ribnici: Sapoltsach; später auch: Sapusche; Kr, 2
- Zarečica: Pinkensthal; später auch: Saretschitz; Kr, 1
- Zarečje: Niedeck; auch Niedegg; später auch: Saretsch; Kr, 1
- Zasadi (Destrnik): Sasada; St, 15
- Zasadi (Križevci): Rindscheid; St, 12
- Zasavci: Kleinweinberg bei Friedau; später auch: Sasavetz; St, 15
- Zasavska Gora: Heiligenberg in der Krain; Kr, 6
- Zasip: Asp; Kr, 8
- Zavinek: Savinak; Kr, 9
- Zavino: Schwina; L, 2
- Zavodnje: Schamberg; St, 20
- Zavrate: Sauradt; Kr, 3
- Zavrč: Sauritsch; St, 15
- Zavrh (Bloke): Sawerch; Kr, 5
- Zavrh (Lenart): Sauerberg; St, 13
- Zavratec (Idrija): Sauratz; L, 2
- Zavratec (Sevnica): Sauratz in der Steiermark; St, 17
- Zavrh (Litija): Neudorf bei Littai; Kr, 6
- Zavrh (Trebnje): Harland; später auch Sawerch; Kr, 9
- Zavrh nad Dobrno: Saverschen; St, 2
- Zavrh pod Šmarno goro: Sawerch unter Gallenberg; auch: unter dem Kahlenberg; Kr, 5
- Zavrh pri Borovnici: Sawürch; Kr, 5
- Zavrh pri Črnivcu: Sawerch (auch: Saverch) bei Möttning; Kr, 10
- Zavrh pri Galiciji: Unterlangenberg, St, 2
- Zavrh pri Trojanah: Sawerch; Kr, 10
- Zavrhek: Sawerhegg; L, 1
- Završe pri Dobjem: Planinz; Kr, 2
- Zavrtače: Sauertasche; Kr, 9
- Zatolmin: Dörfl bei Tolmein; L, 9
- Zbelovo: Plankenstein; St, 2
- Zbelovska gora: Oberplankenstein; St, 2
- Zbigovci: Weigelsberg in der Steiermark; St, 16
- Zbilje: Reitelstein; Kr, 5
- Zbure: Swur; Kr, 9
- Zdenska vas: Tenndorf, Kr, 5
- Zdihovo: Oberskrill; Gottscheeerisch: Öbrschril; Kr, 2
- Zduša: Güschz; später auch: Sdusch; Kr, 10
- Zelen Breg: Schellenberg, K, 6
- Zelo stare hiše: Schneeweissa; St, 15
- Zelše: Sellschach; Kr, 7
- Zemelj: Semmel; Kr, 11
- Zemono: Maria Au (auch: Mariaau) bei Wippach; L, 2
- Zenkovci: Zelting; Ü
- Zgornja Bela: Oberfellach; Kr, 4
- Zgornja Besnica (Kranj): Oberfesnitz; auch Oberweßnitz; Kr, 4
- Zgornja Besnica (Ljubljana): Oberweßnitz; Kr 5
- Zgornja Bilpa: Oberwilpen; auch: Oberwildbach; Kr, 2
- Zgornja Bistrica: Oberfeistritz; St, 20
- Zgornja Bitnje: Oberfeiding; auch Oberfeichting; Kr, 4
- Zgornja Brežnica: Oberwresnitzen; St, 20
- Zgornja Dobrava: Oberhardt; Kr, 8
- Zgornja Draga: Obermeinholm; Kr, 9
- Zgornja Gorica: Oberberg; später auch: Obergoritzen bei Kranichsfeld; St, 13
- Zgornja Jablanica: Oberjablanitz; Kr, 6
- Zgornja Javoršica: Oberjaworschitz; Kr, 10
- Zgornja Kapla: Oberkappel; St, 20
- Zgornja Korena: Oberwurz; St, 13
- Zgornja Kostrivnica: Oberkostreinitz; St, 2
- Zgornja Kungota: Ober-Sankt-Kunigund; St, 13
- Zgornja Lipnica: Ober Leifnitz; selten: Oberleifnitz; Kr, 8
- Zgornja Ložnica: Oberlosnitz; St, 20
- Zgornja Luša: Oberluscha; Kr, 4
- Zgornja Nova vas: Oberneudorf; St, 20
- Zgornja Pohanca: Oberbohanz; auch: Ober-Bohanz; St, 17
- Zgornja Polskava: Oberpulsgau; auch: Ober-Pulsgau; St, 20
- Zgornja Pristava: Oberpristova; St, 17
- Zgornja Radovna: Ober Rothwein; auch: Oberrothwein; Kr, 8
- Zgornja Rečica: Ober Retschitz; auch: Oberretschitz; St, 2
- Zgornja Selnica: Oberzellnitz; St, 13
- Zgornja Senica: Oberseniza; Kr, 5
- Zgornja Slivnica: Oberschleinitz; Kr, 5
- Zgornja Sorica: Oberzarz; Kr, 4
- Zgornja Sušica: Obersuschitz; St, 17
- Zgornja Sveta Kungota: Ober-Sankt-Kunigund; St, 13
- Zgornja Ščavnica: Oberstainzthal; auch: Ober-Stainzthal, St 13
- Zgornja vas: Obernegastern; Kr, 10
- Zgornja Velka: Oberwölling; St, 13
- Zgornja Vižinga: Oberfeising; St, 20
- Zgornja Voličina: Ober-Sankt Rupert; St, 13
- Zgornje Danje: Oberhuben; Kr, 4
- Zgornje Dobrenje: Oberdobreng; St, 13
- Zgornje Duplje: Oberduplach; auch: Ober Duplach; Kr, 4
- Zgornje Duplice: Oberfeldsberg; Kr, 5
- Zgornje Gameljne: Obergamling, veraltet: Obergemlein; Kr 5
- Zgornje Gorje: Obergöriach (auch: Obergörjach) bei Veldes; Kr, 8
- Zgornje Gradišče: Obergraditsch; St, 13
- Zgornje Hlapje: Oberklappenberg; St, 13
- Zgornje Hoče: Oberkötsch; St, 13
- Zgornje Jarše: Oberjarsche; Kr, 5
- Zgornje Koseze: Oberedlingen; Kr, 10
- Zgornje Kraše: Oberkrasche; Kr, 4
- Zgornje Loke: Oberloke; Kr, 10
- Zgornje Mladetiče: Obermladatitsche; St, 17
- Zgornje Negonje: Obernegaun; St, 2
- Zgornje Pirniče: Pernekk; später: Oberpirnitsch; Kr, 5
- Zgornje Prebukovje: Oberbreitenbach; St, 20
- Zgornje Tinsko: Obertainach; auch: Ober Tainach (bei Erlachstein); St, 2
- Zgornji Duplek: Obertäubling; St, 13
- Zgornji Jakobski Dol: Oberjakobsthal; St, 13
- Zgornji Jezersko: Ober-Seeland; K, 6
- Zgornje Konjišče: Oberroßhof; auch: Roßhof; St, 16
- Zgornje Laze: Oberlaase; Kr, 8
- Zgornje Palovče: Oberpalowitsch; Kr, 10
- Zgornje Partinje: Parting; auch: Ober-Parting, Partin; St, 12
- Zgornje Sečovo: Oberschlag; St, 2
- Zgornje Selce: Oberselz; auch: Ober Selz; St, 2
- Zgornje Slemene: Oberfürst; auch: Ober Fürst; St, 2
- Zgornje Stranje: Oberstreinach; später auch: Oberstreine; Kr, 10
- Zgornje Verjane: Oberhannau; auch: Ober-Hannau, Hanau; St, 15
- Zgornje Vetrno: Oberfettern; Kr, 4
- Zgornje Vodale: Oberwodale; St, 17
- Zgornje Vrtače Oberwertatsche; Kr, 2
- Zgornji Boč: Oberwalz; St, 13
- Zgornji Brnik: Oberfernig; Ober Fernig; Kr, 4
- Zgornji dol (Štajngrob): Steingrab; St, 2
- Zgornji Čačič: Obertschatschitsch; Kr, 1
- Zgornji Dražen Vrh: Trassenberg; St, 13
- Zgornji Gabrnik: Obergabernik; St, 2
- Zgornji Gasteraj: Ober-Gasterey; auch: Obergasterei; St, 12
- Zgornji Hotič: Oberhöttisch; St, 2
- Zgornji Jevnica: Oberjoinitz; St, 2
- Zgornji Leskovec: Oberleskovetz; St, 17
- Zgornji Log: Oberlogg; St, 2
- Zgornji Kamenščak: Obersteinberg in der Steiermark; St, 12
- Zgornji Kocjan: Oberkatzian, auch Oberkatziansberg; St, 12
- Zgornji Motnik: Obermöttnig; Kr, 10
- Zgornji Obrež: Oberbrisach; auch Oberobresch; St, 17
- Zgornji Otok: Oberwert; auch: Oberwerth; Kr, 8
- Zgornji Petelinjek: Oberpetelinek; Kr, 10
- Zgornji Pokštajn: Oberpockstein; Gottscheeerisch: Öberpöckschtoa; Kr, 2
- Zgornji Porčič: Oberburgstall; St, 15
- Zgornji Prekar: Oberpreker; Kr, 10
- Zgornji Prhovec: Perhouz; Kr, 6
- Zgornji Razbor: Ober Rasswald; auch: Oberrasswald; St, 20
- Zgornji Slemen-del (Maribor): Fürst; St, 13
- Zgornji Slemen-del (Selnia ob Dravi): Fürst; St, 13
- Zgornji Tuhinj: Obertuchein; auch: Obertucheln; Kr, 10
- Zgornji Tuštanj: Obertuffstein; Kr, 10
- Zgornji Vecenbah: Oberwetzenbach; Kr, 2
- Zgornji Zalog: Obersalloch (auch Obersalog) bei Zirklach; Kr, 4
- Zgornji Železnik: Obereisnern; Kr, 4
- Zgornji Žerjavci: Oberscheriafzen; auch: Ober-Scheriafzen; St, 13
- Zgoša: Güsch; Kr, 8
- Zibika: Wiegen; St, 2
- Zidani Most (Laško): Steinbrück; früher: Klausenstein; St 2,
- Zidani Most (Trebnje): Steinbrücken; Kr, 9
- Zilje: Sile; Kr, 11
- Ziomica: Wintersbach in der Steiermark; St, 13
- Zlakova: Schlogenberg; St, 2
- Zlateče pri Šentjur: Sankt Rosalia; St, 2
- Zlatenek: Slatenek; Kr, 10
- Zlato Polje: Goldenfeld; Kr, 10
- Zlatoličje: Golldorf, auch: Golddorf; St, 15
- Zloganje: Slogaine; Kr, 9
- Zminec: Sminz; Kr, 4
- Znojile (Kamnik): Schneck (bei Neu); Kr, 10
- Znojile (Tolmin): Deutsch Winkenberg; L, 9
- Znojile pri Krki: Snoigel in der Unterkrain; Kr, 9
- Znojile pri Studencu: Snaile; St, 17
- Zreče: Rötschach bei Gobonitz; St, 2
- Zrkovci: Zwettendorf; St, 13
- Zvirče: Swirtschach; auch: Zumstein; Kr, 4
- Zvodno: Swoden St, 2

## Ž
- Žabče: Sabig; L, 9
- Žabjek: Schabiek; Kr, 9
- Žablje: Krottenhulben; Kr, 4
- Žabljek: Krottendorf; St, 20
- Žabnica (Brezovica): Froschau in der Krain; Kr, 5
- Žabnica pri Kranju: Safnitz; Kr, 4
- Žabže: Sapulsach; L, 9
- Žadovinek: Schadowinegg; Kr, 3
- Žaga (Bovec): Saag am Weißenbach; L, 9
- Žaga (Kamnik): Schaag bei Stein; Kr, 10
- Žaga (Velike Lašče): Schaga bei Großlaust; Kr, 2
- Žagolič: Sagolz; L, 2
- Žahenberc: Schlachtenberg; St, 2
- Žale: Sallenberg; Kr, 10
- Žalec: Sachsenfeld, St, 2
- Žalna: Seitenhof; Kr, 5
- Žalošče: Salosche; L, 2
- Žaloviče: Schallowitsch; Kr, 9
- Žamenci: Sallmannsdorf; St, 15
- Žaprce: Steinbüchel; Kr, 10
- Žapuže: Schrauenstein; L, 2
- Žažar: Zatzer; auch: Schascher; Kr, 5
- Ždinja vas: Seidendorf in der Unterkrain; Kr, 9
- Žebnik: Siebenegg; auch: Siebeneck; Kr, 3
- Žegar: Reckmayer; auch: Sager; St, 2
- Žeje (Naklo): Scheje; Kr, 4
- Žeje pri Komendi: Schallenberg; später auch: Scheje; Kr, 4
- Želče: Seltsche; St, 2
- Žeje: Karlsdorf; Kr, 1
- Želebej: Sellebei; Kr, 11
- Železne Dveri: Eisenthür; auch: Eisenthor; St, 12
- Železnica pri Grosupljem: Eisenhof (auch: Eisnern) bei Großlupp; Kr, 5
- Železniki: Eisnern; veraltet auch: Eisern, Eisenern; Kr, 4
- Železniki (Metlika): Eisendorf in der Windischen Mark; Kr, 11
- Železno: Eisendorf; Kr, 9
- Želimlje: Schlimlach; Kr, 5
- Željne: Seele, auch: Selle; Kr, 2
- Želodnik: Theresienfeld in der Oberkrain; Kr, 5
- Ženavlje: Schönabla; Ü
- Ženjak: Schönjack, in der NS-Zeit: Harigast; St, 13
- Ženje: Scheine; Kr, 3
- Žepovci: Schöpfendorf bei Oberradkersburg; St, 16
- Žerjavin: Scherjowing; Kr, 3
- Žerjavka: Kranichsfurt, später auch: Schereauk; Kr, 4
- Žerovinci: Grünauberg; später auch: Scherowinzen; St, 15
- Žerovnica: Schiraunitz; auch: Scheraunitz; Kr, 7
- Žetale: Schiltern; St, 15
- Žiben: Oberstein; Kr, 2
- Žiberci: Seibersdorf bei Oberradkersburg; St, 16
- Žibrše: Sibersche; Kr, 7
- Žiče (Domžale): Seiz; auch: Seitz; Kr, 5
- Žiče (Sveta Ana): Schützen, St 13
- Žiče (Slovenske Konjice): Seiz; auch Seitzdorf; St, 2
- Žiganja vas: Siegersdorf; Kr, 4
- Žigon: Schigun; St, 2
- Žihlava: Sicherdorf; St, 12
- Žihovo Selo: Sichendorf; Kr, 9
- Žigrski Vrh: Siegersberg; St, 17
- Žimarice: Schigmaritz; Kr, 2
- Žiri: Sairach; Kr, 4
- Žirovnica: Scheraunitz (in der Oberkrain); Kr, 4
- Žirovnica (Idrija): Scheraunitz bei Idrien; L, 2
- Žirovnica (Sevnica): Schironzach; St, 17
- Žirosvski Vrh: Sairachberg; Kr, 4
- Žirovše: Sirousche; Kr, 10
- Žitence: Syteinsdorf; später auch: Schitanzen, Schittanzen; St, 12
- Žlabor: Schlabor; Kr, 4
- Žlan: Schlan; Kr, 8
- Žlebe: Schlebach; später auch: Schlebe; Kr, 5
- Žlebič: Friedrichstein; später auch: Schlebitsch; Kr, 2
- Žrnova: Schernau in der Steiermark; St, 12
- Žitkovci: Sykolch; auch Sykolz; Ü
- Žubejevo: Schubegau; Kr, 10
- Žubina: Schubnach; Kr, 9
- Žukovo: Schukau; Kr, 2
- Žuniči: Schunitsche; Kr, 11
- Županje Njive: Ammannsacker; Kr, 10
- Župeča vas: Supetschendorf; St, 17
- Župeno: Schuppenau; Kr, 7
- Župetinci: Suppatinz; St, 13
- Žurge: Sürgern; Kr, 1
- Žurkov Dol: Schurkenthal; St, 17
- Žusem: Süßenheim; auch Süssenheim; St, 2
- Žužemberk: Seisenberg; Kr, 9
- Žvab: Schwaben in der Steiermark; St, 15
- Žvabovo: Schwabou; Kr, 3
- Žvirče: Schwörz; auch: Schwörtz; Kr, 9

## Weitere Bezeichnungen

### Flüsse
- Dobličica: Doblischbach, auch: Doblischer Bach
- Drava: Drau (ungar.: Dráva)
- Dravinja: Drann
- Idrijca: Fetschenbach
- Kokra: Kanker
- Koritnica: Koritnich (italienisch Coritenza)
- Krka: Gurk; auch: Krainer Gurk
- Kučnica: Kutschenitza, auch Kutschenitzabach, veraltet: Kuznitza (ungarisch: Kucsenyica-patak)
- Kolpa: Kulpa (kroatisch: Kupa)
- Lahinja: Lachina
- Ledava: Limbach, auch: Lendava (ungarisch: Lendva)
- Ljubljanica: Laibach
- Meža: Mieß
- Mirna: Neuring; auch: Neiring, Neyring
- Mislinja: Mißling
- Mura: Mur
- Pesnica: Pößnitz, auch: Pößnitzbach
- Pivka: Poik
- Sava: Save, veraltet: Sau
- Sava Bohinjka: Wocheiner Save
- Sava Dolinka: Wurzener Save, auch: Untere Save
- Savica: Kleine Save
- Savinja: Sann
- Ščavnica: Stainz
- Soča: Sontig (italienisch: Isonzo)
- Sotla: Sottl, Sottla, Sattelbach (kroatisch: Sutla)
- Tunjca: Tenz
- Velika Krka: Kerka
- Vipava: Wippach, auch Wipbach (italienisch: Vipacco)

### Seen
- Blejsko jezero: Veldeser See
- Bohinjsko jezero: Wocheiner See
- Cerkniško jezero: Zirknitzer See
- Palško jezero: Paltschacher See

### Regionen und Landschaften
- Apaško polje: Abstaller Feld
- Bela Krajina: Weiße Krain, auch: Weißkrain, Weiße Mark
- Bohinj: Wochein
- Čičarija: Tschitscherei, auch: Tschitscherboden (italienisch Cicceria; kroatisch Ćićarija)
- Dolenjska: Unterkrain
- Gorenjska: Oberkrain
- Haloze: Kollos
- Koroška: Kärnten
- Mursko Polje: Murfeld
- Notranjska: Innerkrain
- Prekmurje: Übermurgebiet (ungar.: Muravidék)
- Ptujsko Polje: Pettauer Feld
- Radensko Polje: Radeiner Feld
- Spodnja Štajerska: Untersteiermark
- Suha Krajina: Dürre Mark
- Slovenske Gorice: Windische Bühel

### Gebirge
- Gorjanci: Sichelgebirge; auch: Uskokengebirge (kroatisch: Žumberak)
- Hrušica: Birnbaumer Wald
- Julijske Alpe: Julische Alpen
- Kamniške Alpe: Steiner Alpen
- Karavanke: Karawanken
- Kozjak: Poßruck; auch: Possruck
- Pohorje: Bachergebirge
- Trnovski gozd: Ternowaner Wald; veraltet: Dornwald
- Velika Planina: Großalm